# Distretti della Turchia

Distretti della Turchia

I distretti della Turchia (ilçeler; sing. ilçe) sono la suddivisione amministrativa di secondo livello del Paese, dopo le province, e ammontano a 967.
Nell'Impero ottomano e all'inizio della Repubblica turca l'unità corrispondente era il cazà.
I distretti hanno solitamente lo stesso nome del loro capoluogo (eccetto Antiochia in Provincia di Hatay, İzmit in Provincia di Kocaeli e Adapazarı in Provincia di Sakarya).
Un distretto può comprendere sia aree rurali sia urbane. Il distretto centrale è amministrato da un "vicegovernatore" designato, mentre gli altri distretti sono amministrati da un "sottogovernatore" (caimacam).
Tutti i centri distrettuali costituiscono dei comuni (belediyeler), guidati da un sindaco eletto, che amministra una definita area con definite competenze.

## Provincia di Adalia

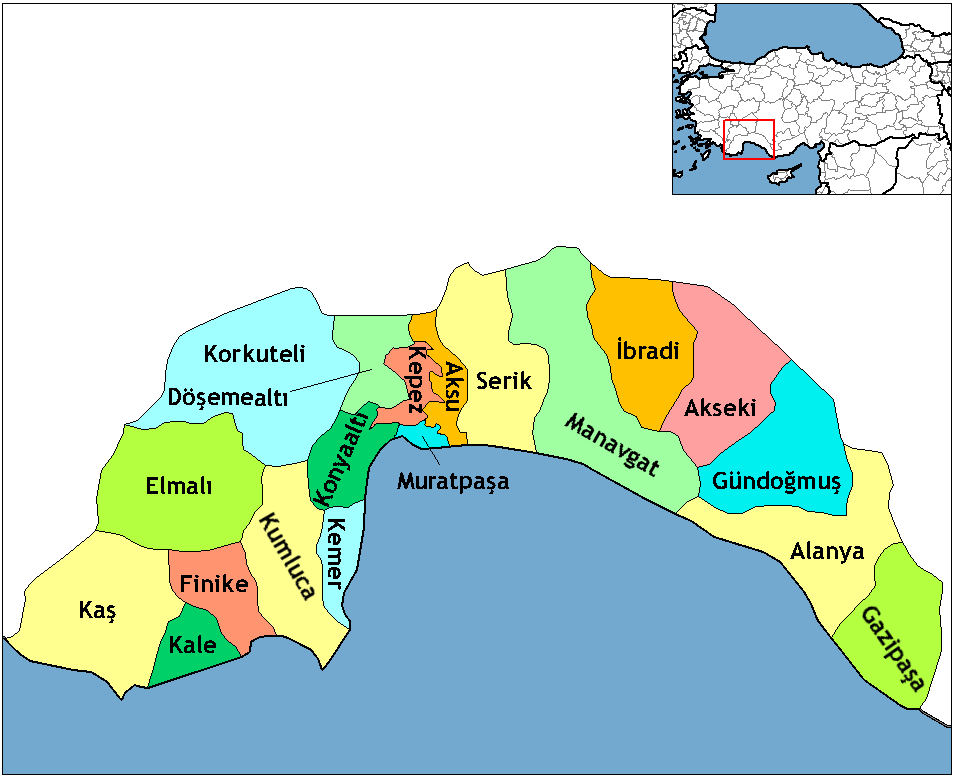
Distretti di Adalia

- Distretto di Akseki
- Distretto di Aksu
- Distretto di Alanya
- Distretto di Demre
- Distretto di Döşemealtı
- Distretto di Elmalı
- Distretto di Finike
- Distretto di Gazipaşa
- Distretto di Gündoğmuş
- Distretto di İbradı

- Distretto di Kaş
- Distretto di Kemer
- Distretto di Kepez
- Distretto di Konyaaltı
- Distretto di Korkuteli
- Distretto di Kumluca
- Distretto di Manavgat
- Distretto di Muratpaşa
- Distretto di Serik

## Provincia di Adana

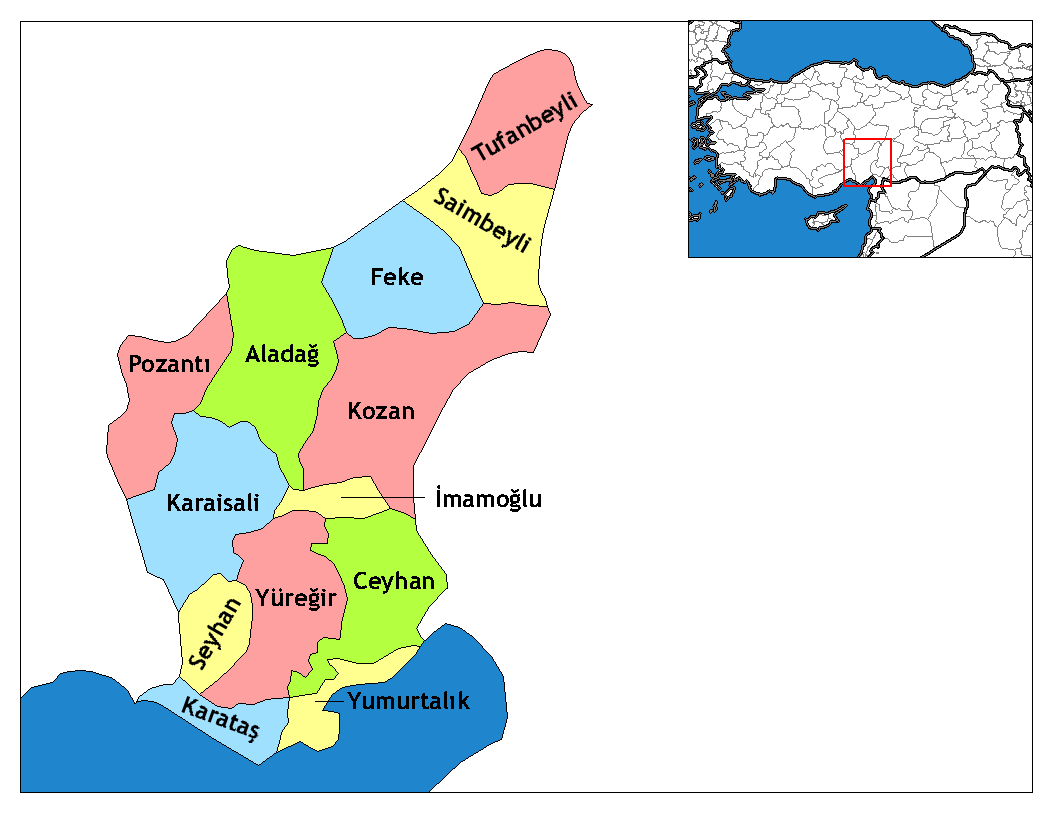
Distretti di Adana

- Distretto di Aladağ
- Distretto di Ceyhan
- Distretto di Çukurova
- Distretto di Feke
- Distretto di Karaisalı
- Distretto di Karataş
- Distretto di Kozan
- Distretto di İmamoğlu
- Distretto di Pozantı
- Distretto di Saimbeyli
- Distretto di Sarıçam
- Distretto di Seyhan
- Distretto di Tufanbeyli
- Distretto di Yumurtalık
- Distretto di Yüreğir

## Provincia di Adıyaman

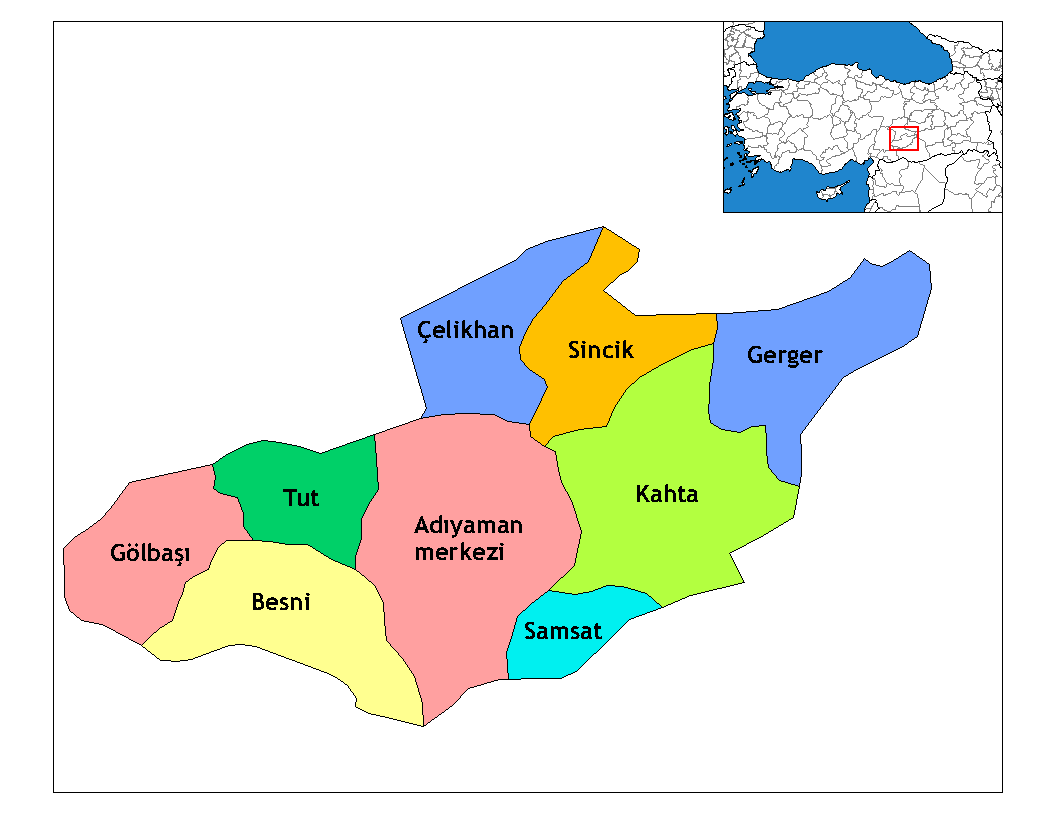
Distretti di Adıyaman

- Distretto di Adıyaman
- Distretto di Besni
- Distretto di Çelikhan
- Distretto di Gerger
- Distretto di Gölbaşı
- Distretto di Kahta
- Distretto di Samsat
- Distretto di Sincik
- Distretto di Tut

## Provincia di Afyonkarahisar

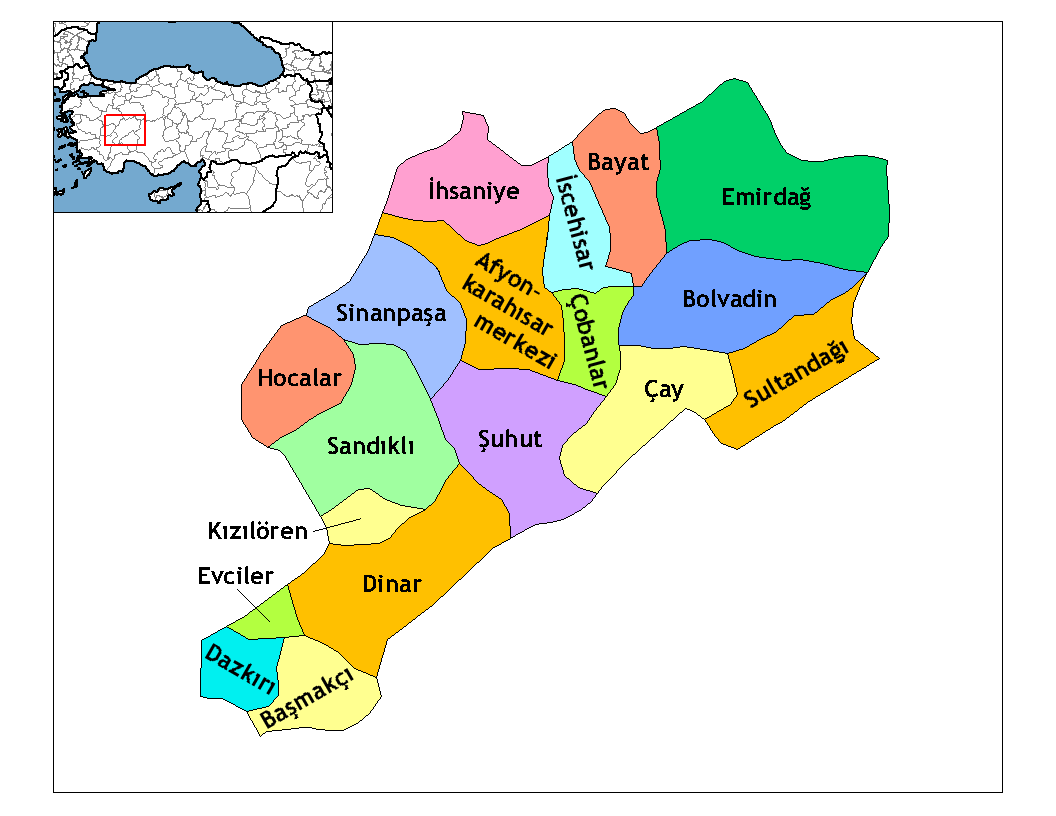
Distretti di Afyonkarahisar

- Distretto di Afyonkarahisar
- Distretto di Başmakçı
- Distretto di Bayat
- Distretto di Bolvadin
- Distretto di Çay
- Distretto di Çobanlar
- Distretto di Dazkırı
- Distretto di Dinar
- Distretto di Emirdağ

- Distretto di Evciler
- Distretto di Hocalar
- Distretto di İhsaniye
- Distretto di İscehisar
- Distretto di Kızılören
- Distretto di Sandıklı
- Distretto di Sinanpaşa
- Distretto di Sultandağı
- Distretto di Şuhut

## Provincia di Ağrı

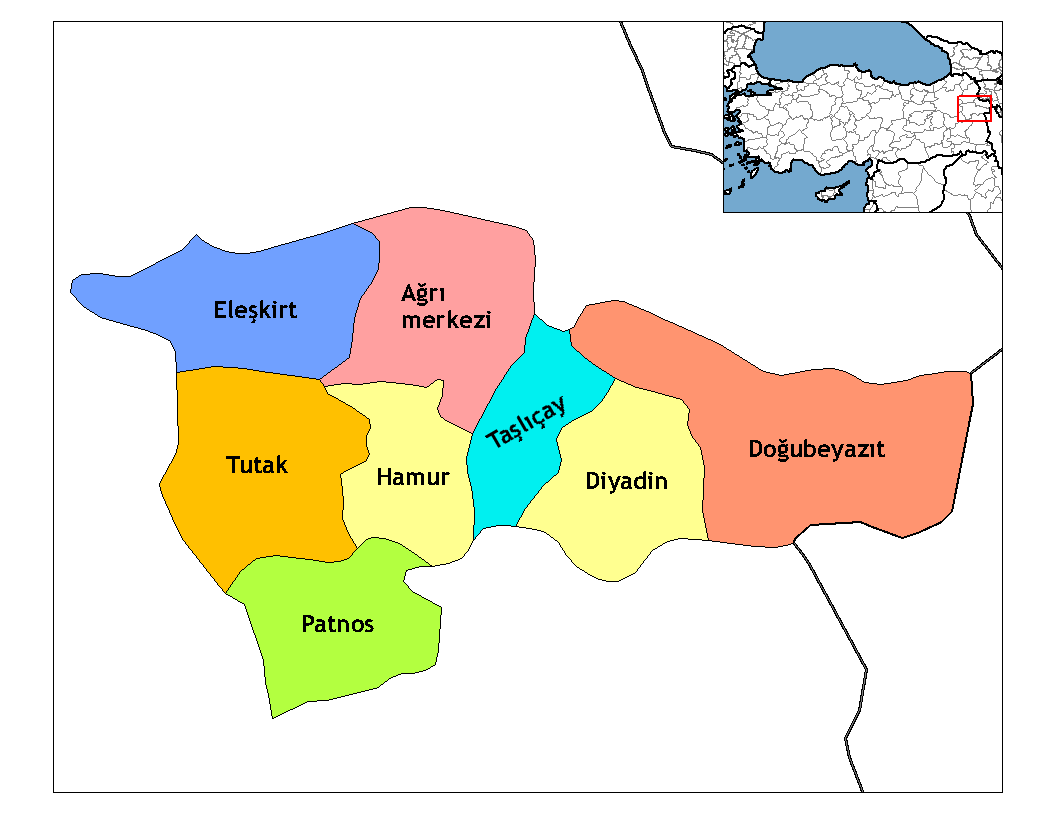
Distretti di Ağrı

- Distretto di Ağrı
- Distretto di Diyadin
- Distretto di Doğubeyazıt
- Distretto di Eleşkirt
- Distretto di Hamur
- Distretto di Patnos
- Distretto di Taşlıçay
- Distretto di Tutak

## Provincia di Aksaray

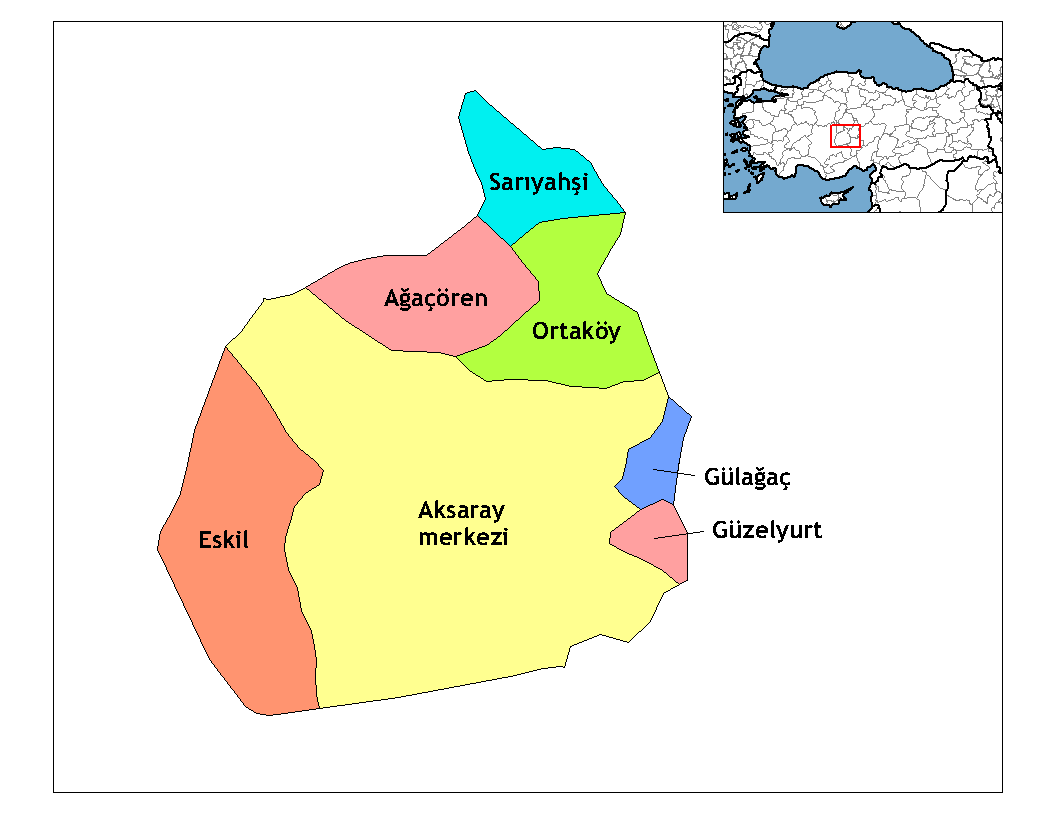
Distretti di Aksaray

- Distretto di Ağaçören
- Distretto di Aksaray
- Distretto di Eskil
- Distretto di Gülağaç
- Distretto di Güzelyurt
- Distretto di Ortaköy
- Distretto di Sarıyahşi

## Provincia di Amasya

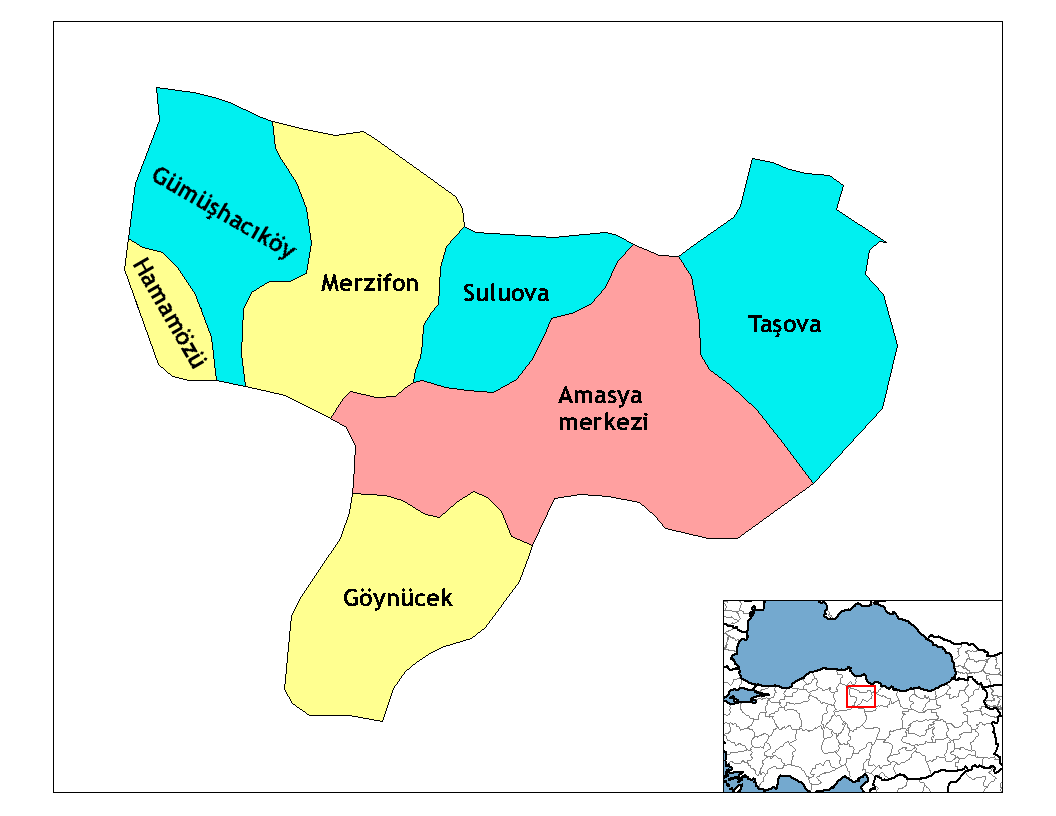
Distretti di Amasya

- Distretto di Amasya
- Distretto di Göynücek
- Distretto di Gümüşhacıköy
- Distretto di Hamamözü
- Distretto di Merzifon
- Distretto di Suluova
- Distretto di Taşova

## Provincia di Ankara

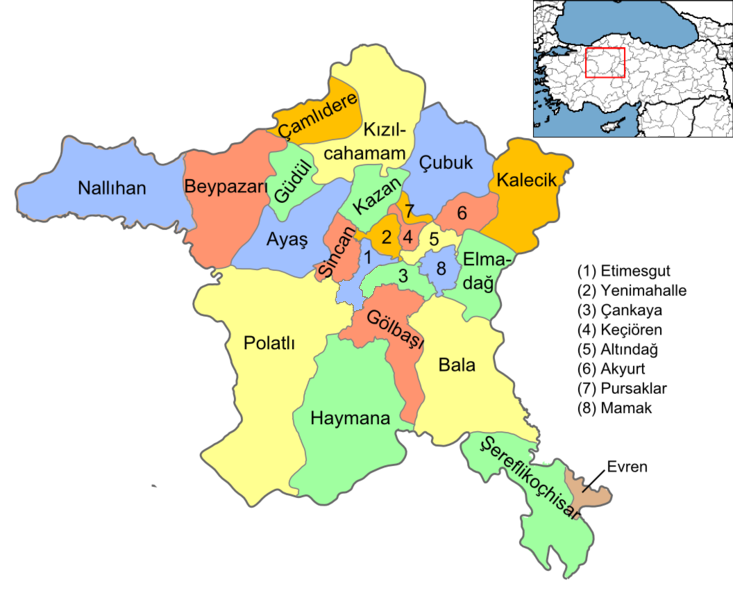
Distretti di Ankara

- Distretto di Akyurt
- Distretto di Altındağ
- Distretto di Ayaş
- Distretto di Bala
- Distretto di Beypazarı
- Distretto di Çamlıdere
- Distretto di Çankaya
- Distretto di Çubuk
- Distretto di Elmadağ
- Distretto di Etimesgut
- Distretto di Evren
- Distretto di Gölbaşı
- Distretto di Güdül

- Distretto di Haymana
- Distretto di Kalecik
- Distretto di Kazan
- Distretto di Keçiören
- Distretto di Kızılcahamam
- Distretto di Mamak
- Distretto di Nallıhan
- Distretto di Polatlı
- Distretto di Pursaklar
- Distretto di Sincan
- Distretto di Şereflikoçhisar
- Distretto di Yenimahalle

## Provincia di Ardahan

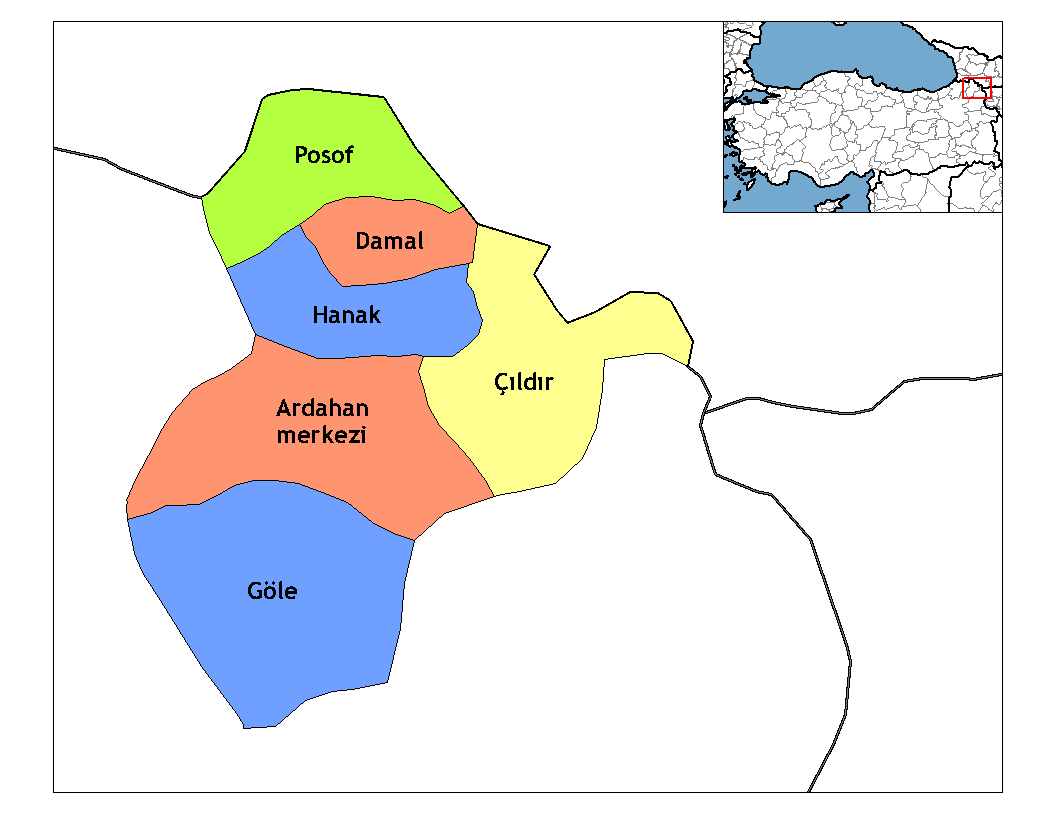
Distretti di Ardahan

- Distretto di Ardahan
- Distretto di Çıldır
- Distretto di Damal
- Distretto di Göle
- Distretto di Hanak
- Distretto di Posof

## Provincia di Artvin

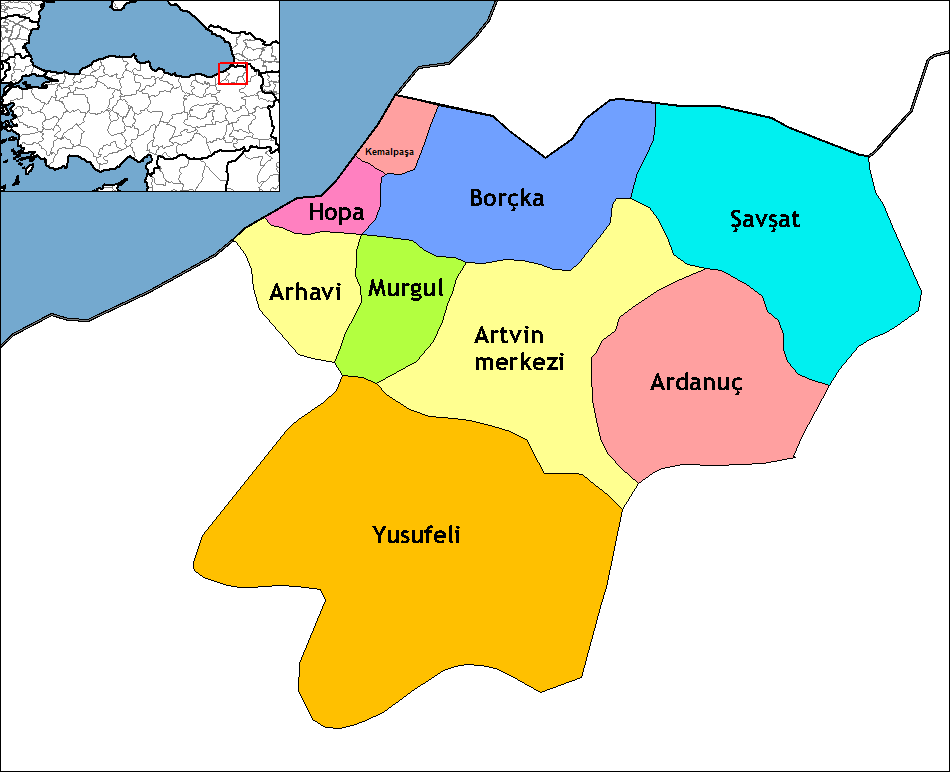
Distretti di Artvin

- Distretto di Ardanuç
- Distretto di Arhavi
- Distretto di Artvin
- Distretto di Borçka
- Distretto di Hopa
- Distretto di Murgul
- Distretto di Şavşat
- Distretto di Yusufeli

## Provincia di Aydın

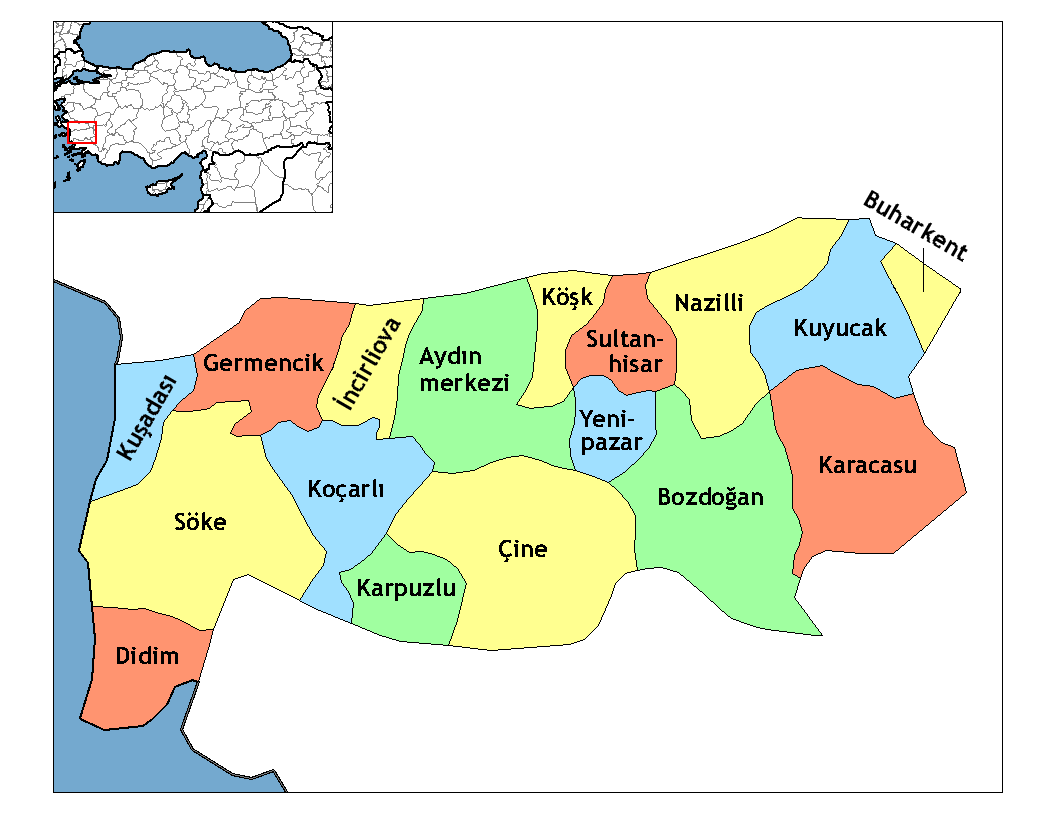
Distretti di Aydin

- Distretto di Efeler
- Distretto di Bozdoğan
- Distretto di Buharkent
- Distretto di Çine
- Distretto di Didim
- Distretto di Germencik
- Distretto di İncirliova
- Distretto di Karacasu
- Distretto di Karpuzlu

- Distretto di Koçarlı
- Distretto di Köşk
- Distretto di Kuşadası
- Distretto di Kuyucak
- Distretto di Nazilli
- Distretto di Söke
- Distretto di Sultanhisar
- Distretto di Yenipazar

## Provincia di Balıkesir

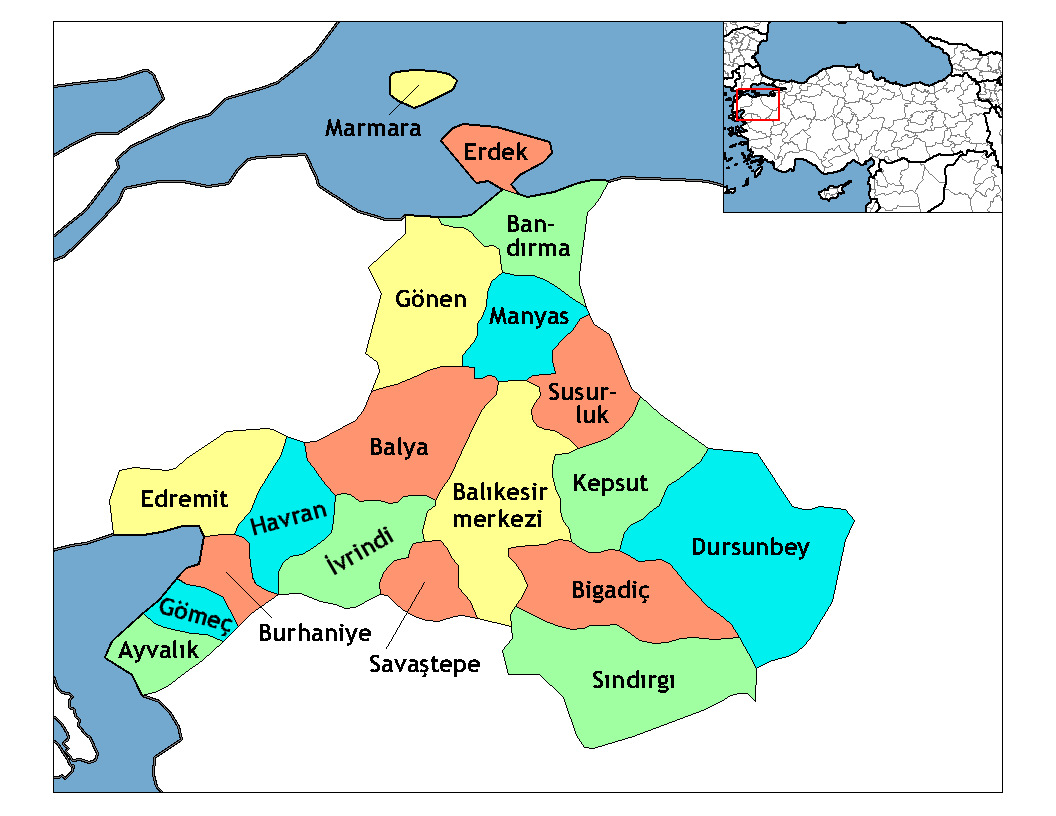
Distretti di Balıkesir

- Distretto di Ayvalık
- Distretto di Balıkesir
- Distretto di Balya
- Distretto di Bandırma
- Distretto di Bigadiç
- Distretto di Burhaniye
- Distretto di Dursunbey
- Distretto di Edremit
- Distretto di Erdek
- Distretto di Gömeç

- Distretto di Gönen
- Distretto di Havran
- Distretto di İvrindi
- Distretto di Kepsut
- Distretto di Manyas
- Distretto di Marmara
- Distretto di Savaştepe
- Distretto di Sındırgı
- Distretto di Susurluk

## Provincia di Bartın

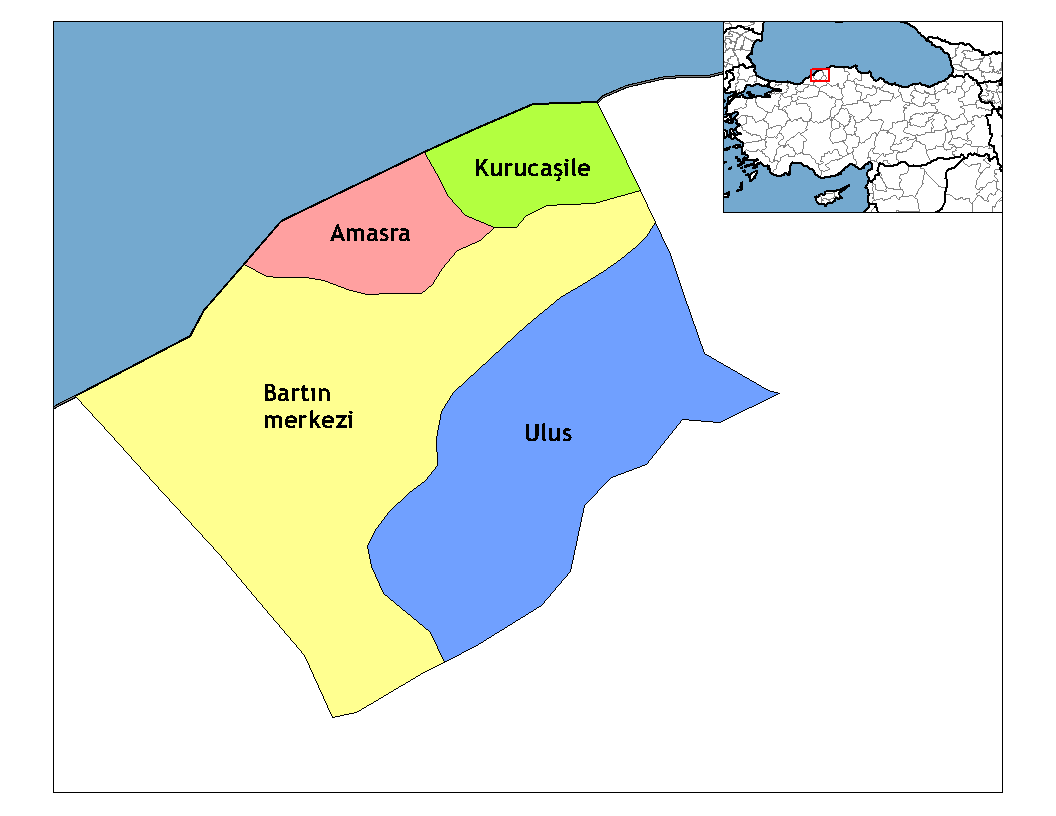
Distretti di Bartın

- Distretto di Amasra
- Distretto di Bartın
- Distretto di Kurucaşile
- Distretto di Ulus

## Provincia di Batman

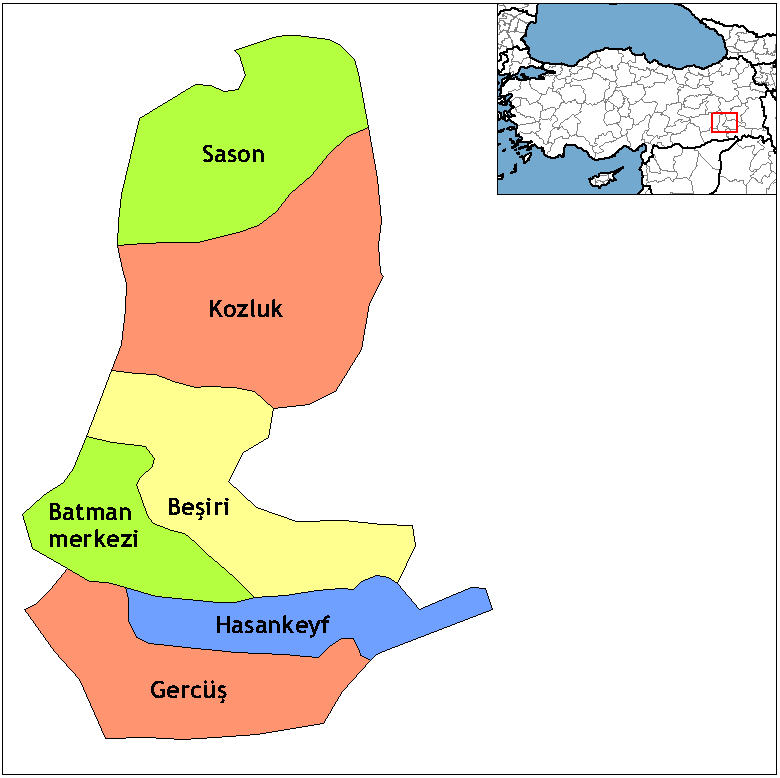
Distretti di Batman

- Distretto di Batman
- Distretto di Beşiri
- Distretto di Gercüş
- Distretto di Hasankeyf
- Distretto di Kozluk
- Distretto di Sason

## Provincia di Bayburt

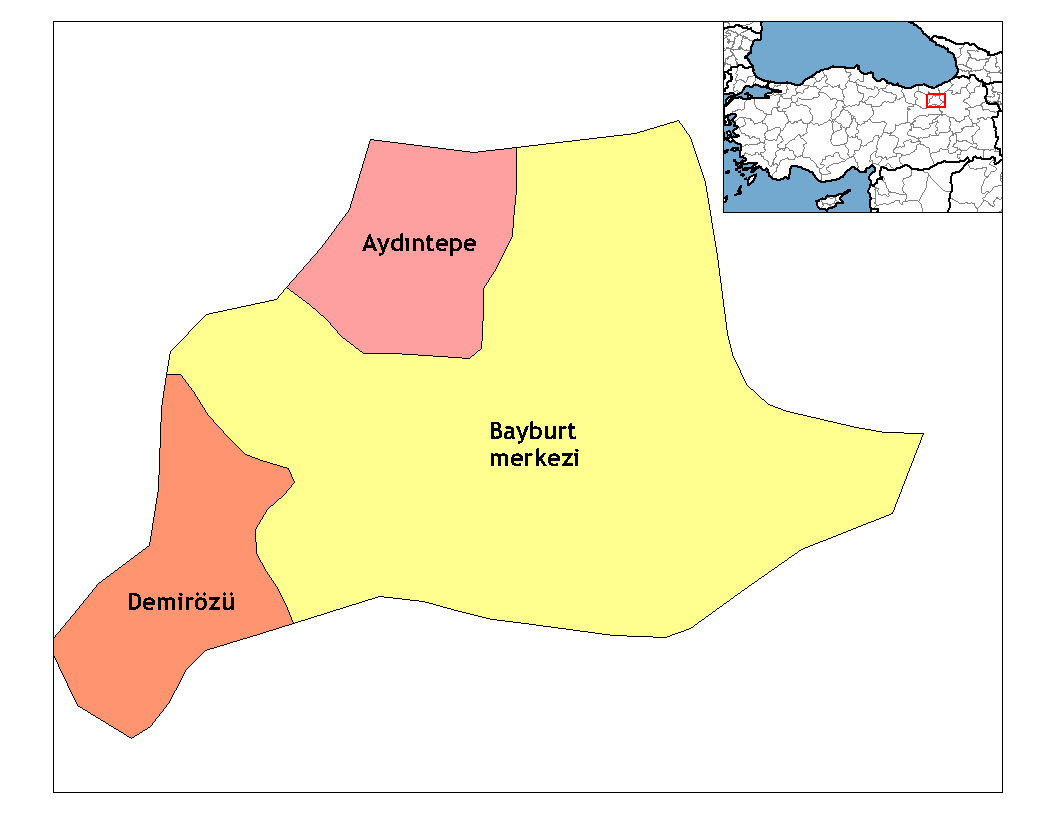
Distretti di Bayburt

- Distretto di Aydıntepe
- Distretto di Bayburt
- Distretto di Demirözü

## Provincia di Bilecik

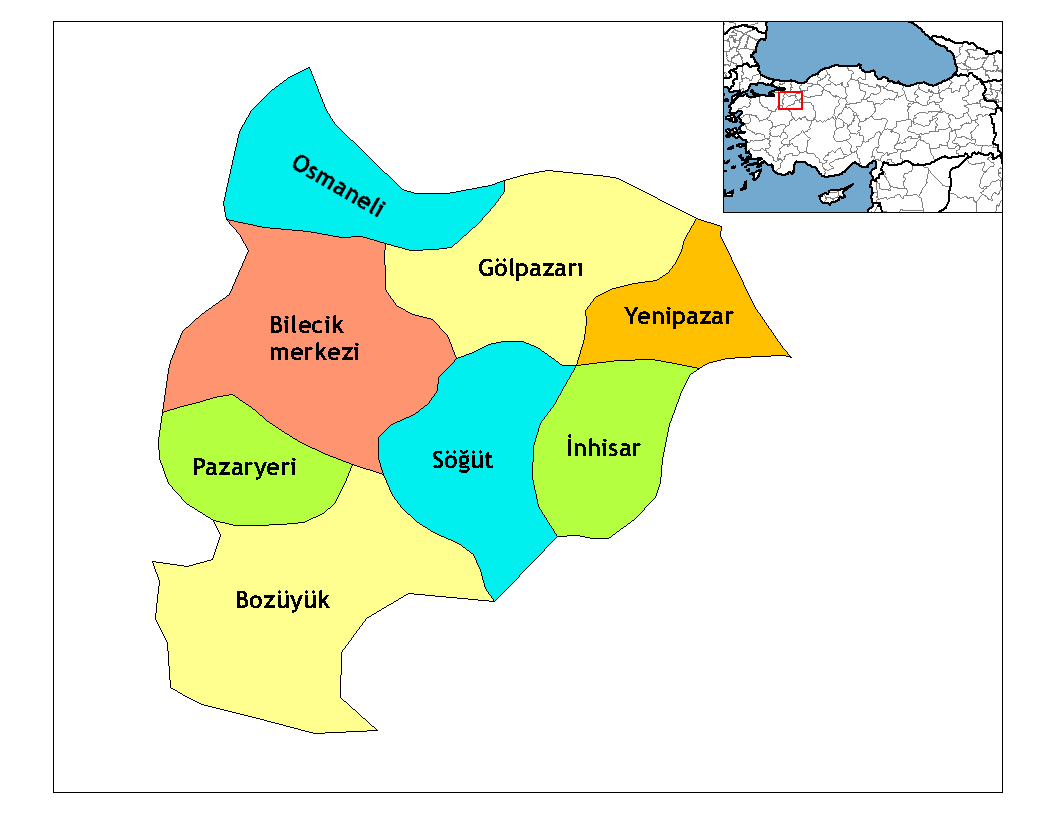
Distretti di Bilecik

- Distretto di Bilecik
- Distretto di Bozüyük
- Distretto di Gölpazarı
- Distretto di İnhisar
- Distretto di Osmaneli
- Distretto di Pazaryeri
- Distretto di Söğüt
- Distretto di Yenipazar

## Provincia di Bingöl

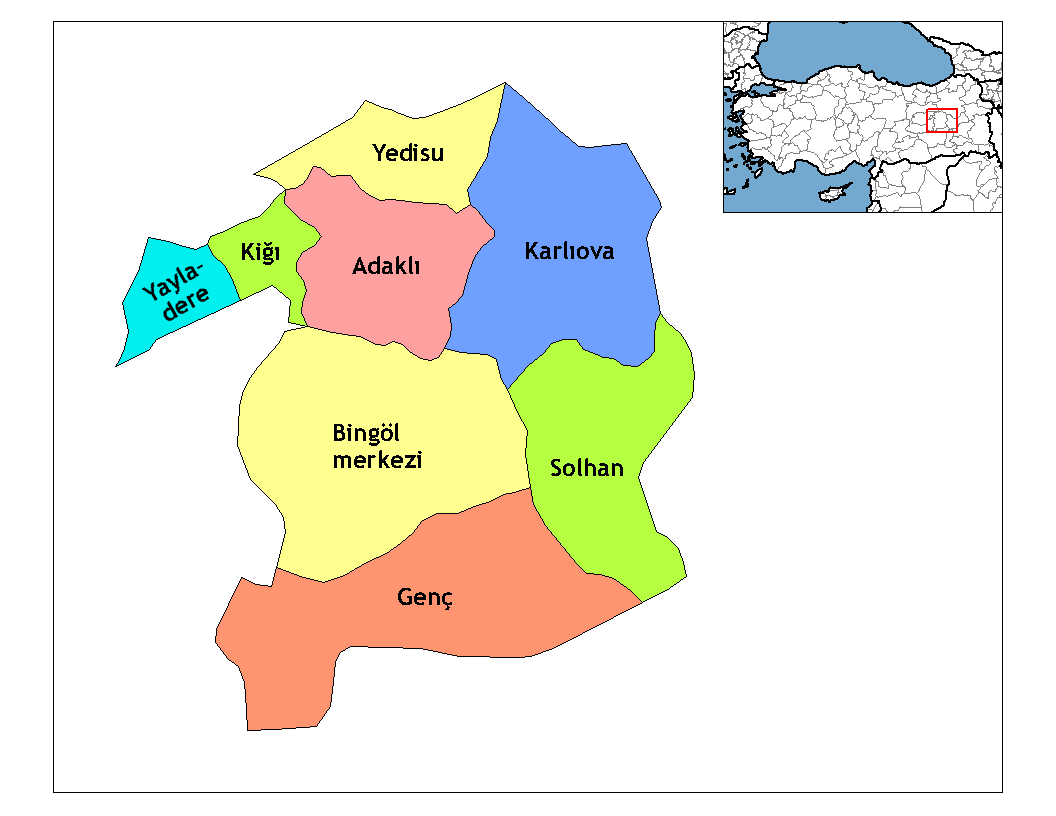
Distretti di Bingöl

- Distretto di Adaklı
- Distretto di Bingöl
- Distretto di Genç
- Distretto di Karlıova
- Distretto di Kiğı
- Distretto di Solhan
- Distretto di Yayladere
- Distretto di Yedisu

## Provincia di Bitlis

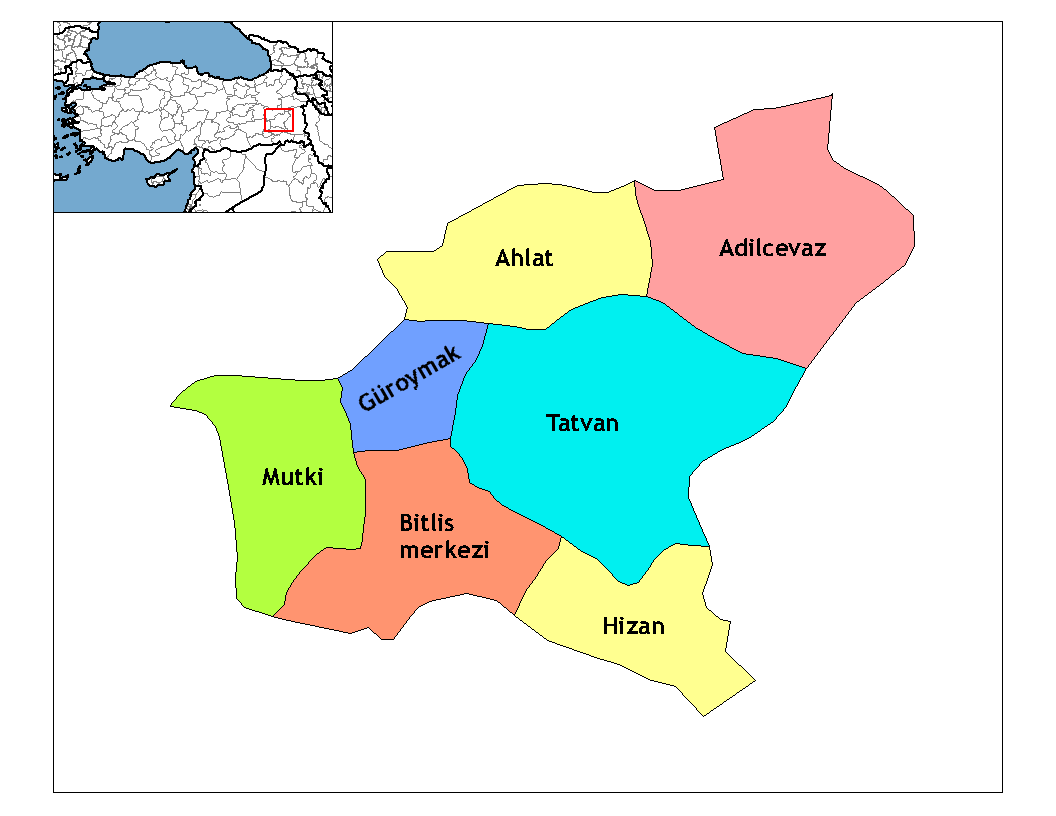
Distretti di Bitlis

- Distretto di Adilcevaz
- Distretto di Ahlat
- Distretto di Bitlis
- Distretto di Güroymak
- Distretto di Hizan
- Distretto di Mutki
- Distretto di Tatvan

## Provincia di Bolu

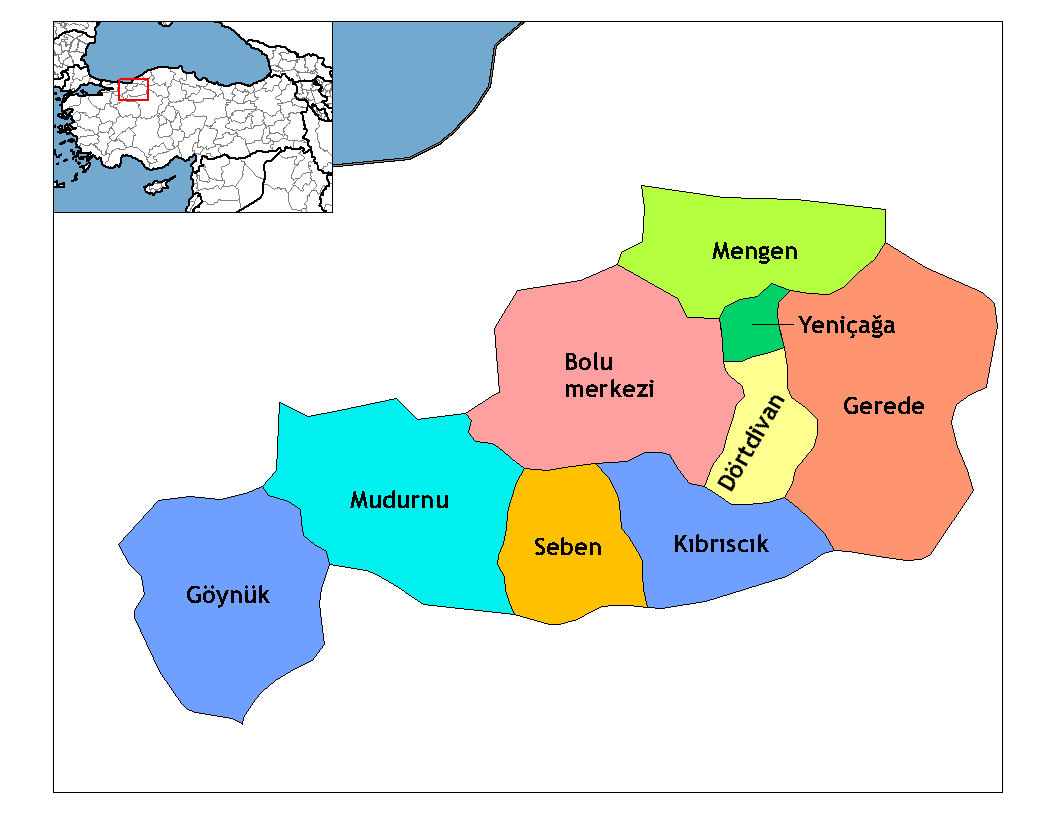
Distretti di Bolu

- Distretto di Bolu
- Distretto di Dörtdivan
- Distretto di Gerede
- Distretto di Göynük
- Distretto di Kıbrıscık
- Distretto di Mengen
- Distretto di Mudurnu
- Distretto di Seben
- Distretto di Yeniçağa

## Provincia di Burdur

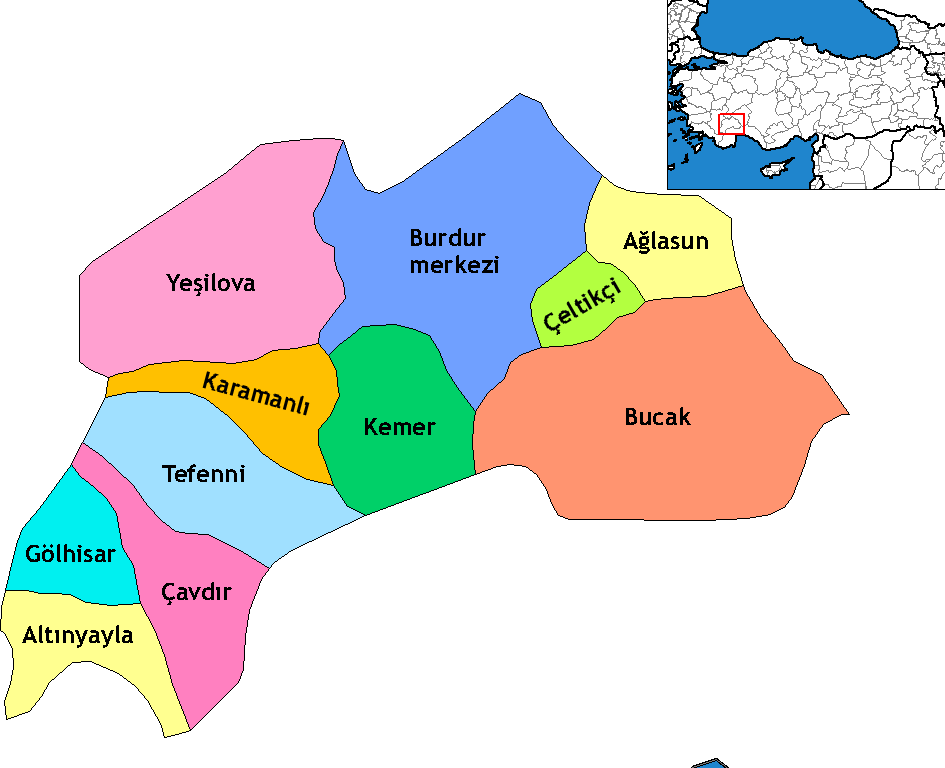
Distretti di Burdur

- Distretto di Ağlasun
- Distretto di Altınyayla
- Distretto di Bucak
- Distretto di Burdur
- Distretto di Çavdır
- Distretto di Çeltikçi
- Distretto di Gölhisar
- Distretto di Karamanlı
- Distretto di Kemer
- Distretto di Tefenni
- Distretto di Yeşilova

## Provincia di Bursa

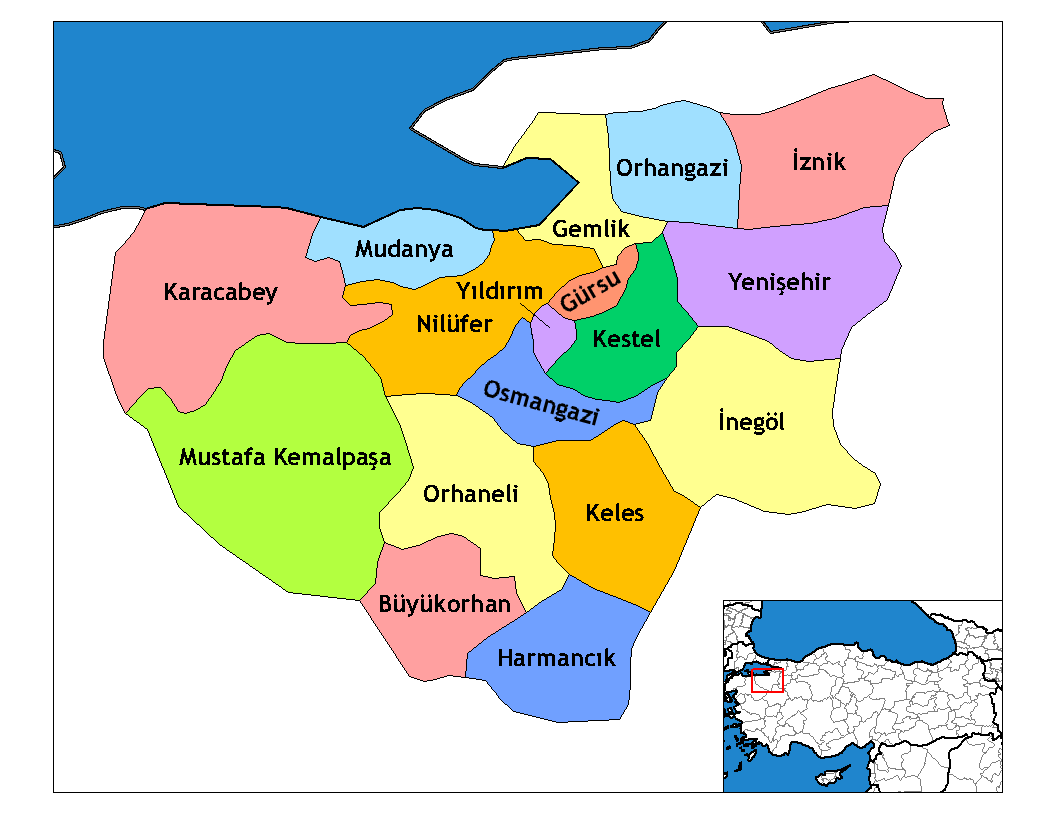
Distretti di Bursa

- Distretto di Büyükorhan
- Distretto di Gemlik
- Distretto di Gürsu
- Distretto di Harmancık
- Distretto di İnegöl
- Distretto di İznik
- Distretto di Karacabey
- Distretto di Keles
- Distretto di Kestel

- Distretto di Mudanya
- Distretto di Mustafakemalpaşa
- Distretto di Nilüfer
- Distretto di Orhaneli
- Distretto di Orhangazi
- Distretto di Osmangazi
- Distretto di Yenişehir
- Distretto di Yıldırım

## Provincia di Çanakkale

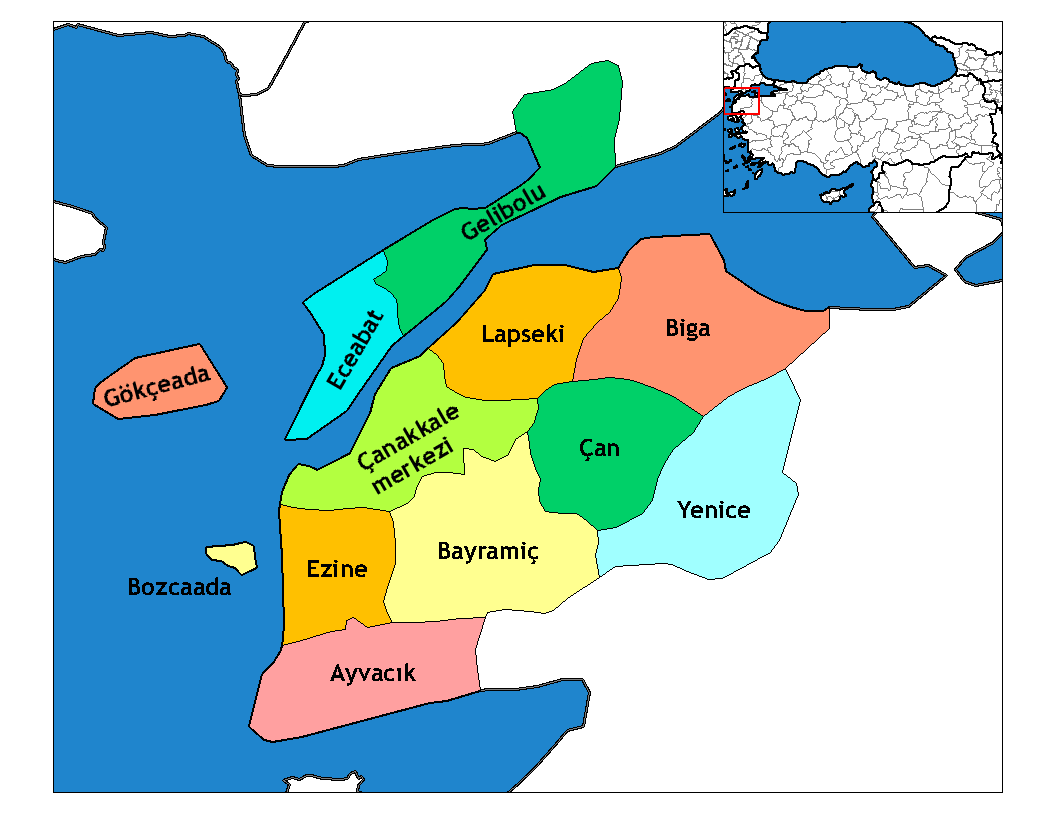
Distretti di Çanakkale

- Distretto di Ayvacık
- Distretto di Bayramiç
- Biga
- Distretto di Tenedo
- Distretto di Çan
- Distretto di Çanakkale
- Distretto di Eceabat
- Distretto di Ezine
- Distretto di Gallipoli
- Distretto di Imbro
- Distretto di Lapseki
- Distretto di Yenice

## Provincia di Çankırı

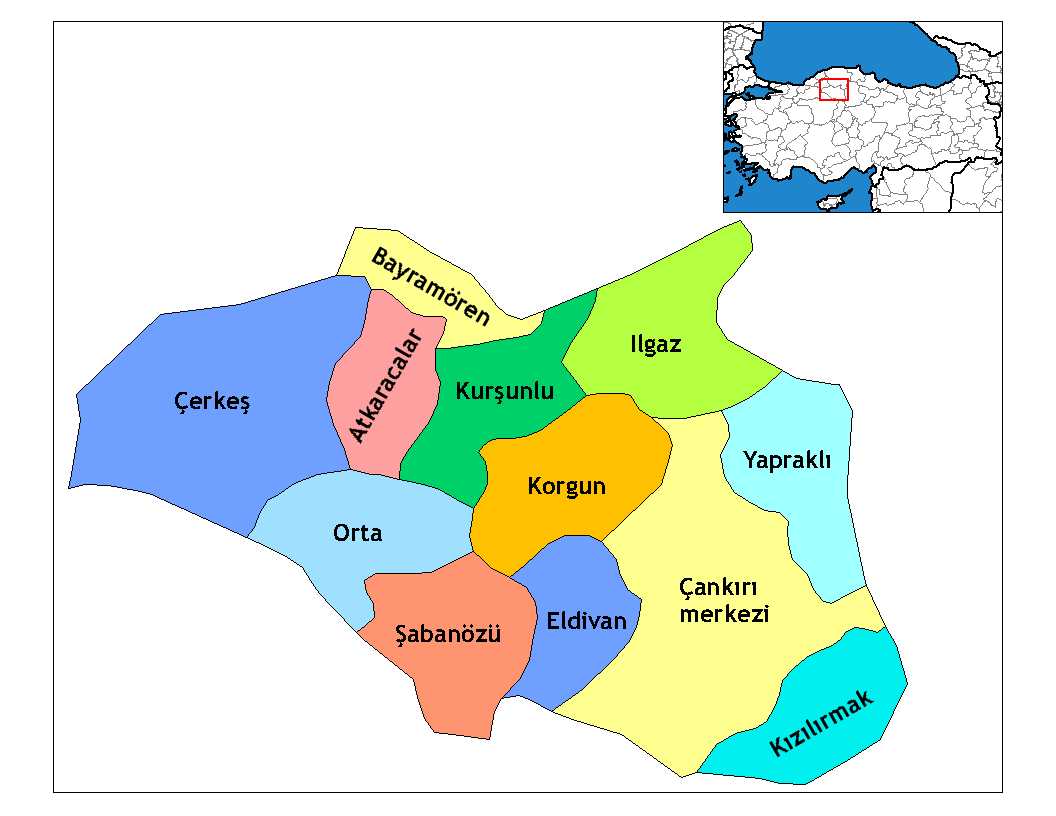
Distretti di Çankırı

- Distretto di Atkaracalar
- Distretto di Bayramören
- Distretto di Çankırı
- Distretto di Çerkeş
- Distretto di Eldivan
- Distretto di Ilgaz
- Distretto di Kızılırmak
- Distretto di Korgun
- Distretto di Kurşunlu
- Distretto di Orta
- Distretto di Şabanözü
- Distretto di Yapraklı

## Provincia di Çorum

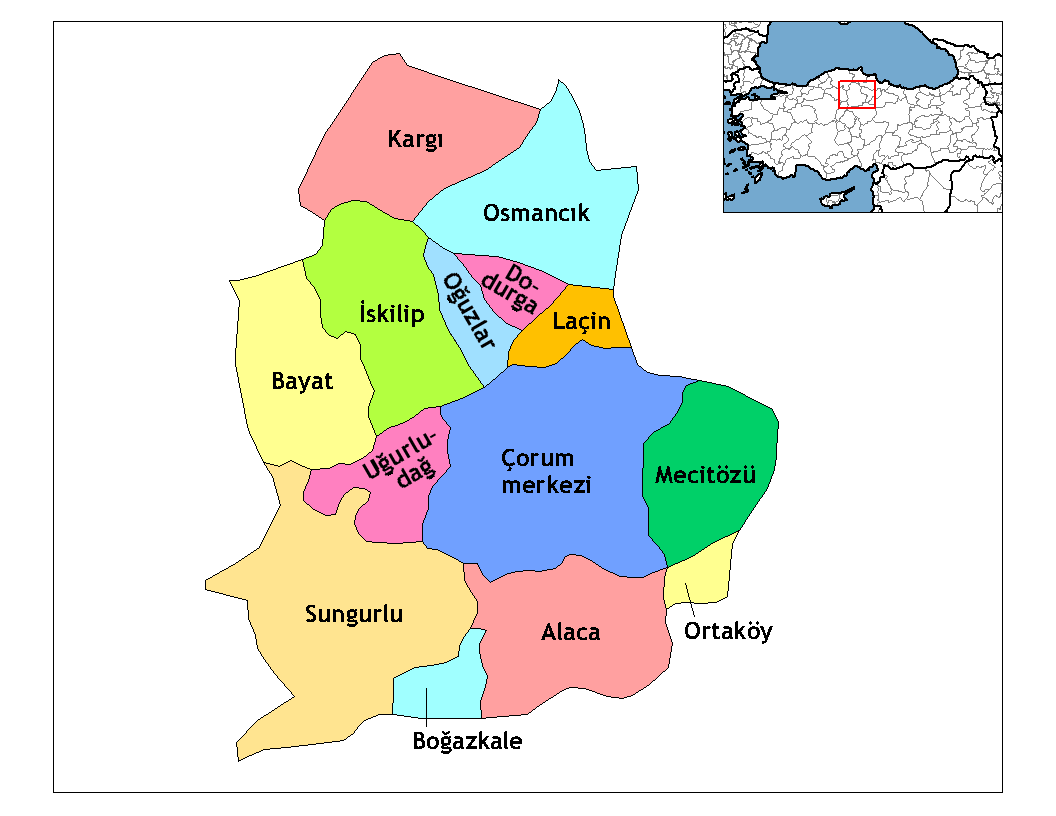
Distretti di Çorum

- Distretto di Alaca
- Distretto di Bayat
- Distretto di Boğazkale
- Distretto di Çorum
- Distretto di Dodurga
- Distretto di İskilip
- Distretto di Kargı
- Distretto di Laçin
- Distretto di Mecitözü
- Distretto di Oğuzlar
- Distretto di Ortaköy
- Distretto di Osmancık
- Distretto di Sungurlu
- Distretto di Uğurludağ

## Provincia di Denizli

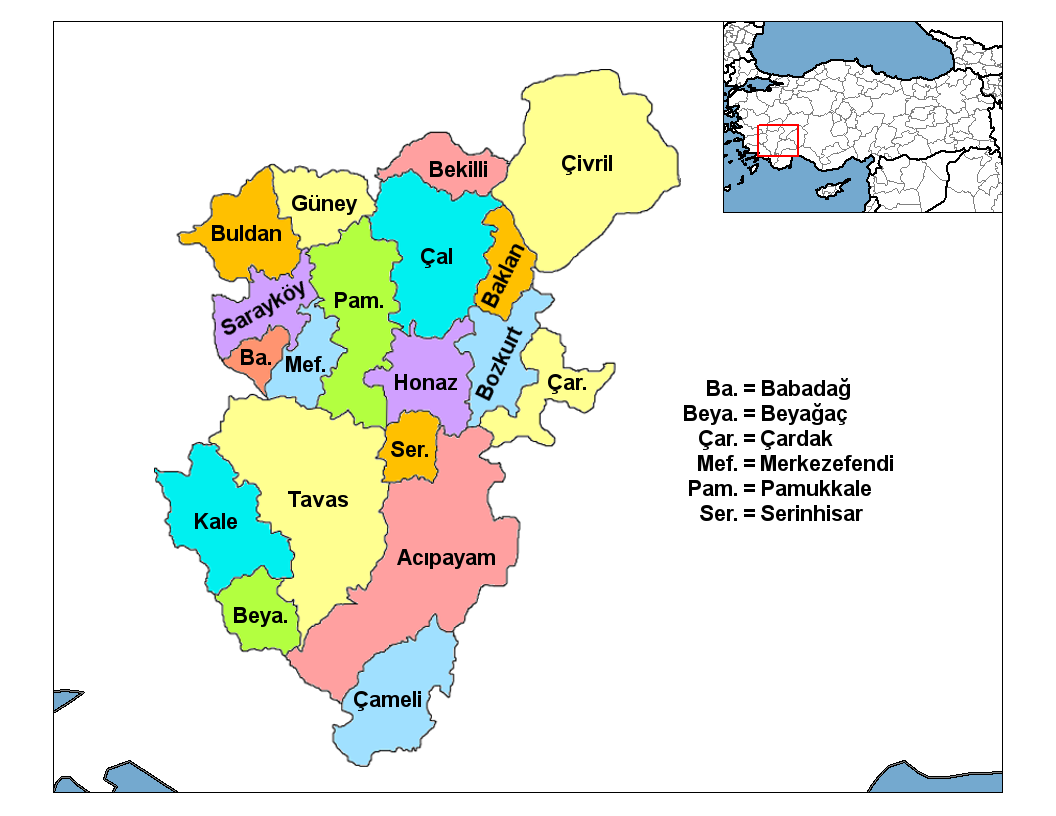
Distretti di Denizli

- Distretto di Acıpayam
- Distretto di Akköy
- Distretto di Babadağ
- Distretto di Baklan
- Distretto di Bekilli
- Distretto di Beyağaç
- Distretto di Bozkurt
- Distretto di Buldan
- Distretto di Çal
- Distretto di Çameli

- Distretto di Çardak
- Distretto di Çivril
- Distretto di Denizli
- Distretto di Güney
- Distretto di Honaz
- Distretto di Kale
- Distretto di Sarayköy
- Distretto di Serinhisar
- Distretto di Tavas

## Provincia di Diyarbakır

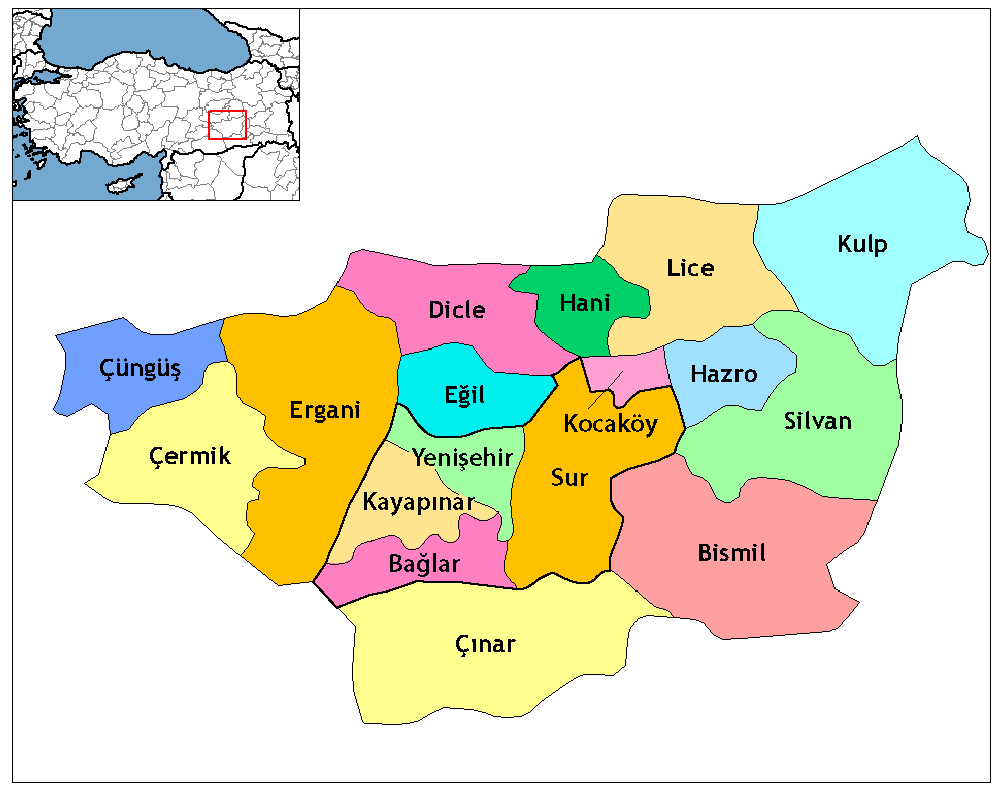
Distretti di Diyarbakır

- Distretto di Bağlar
- Distretto di Bismil
- Distretto di Çermik
- Distretto di Çınar
- Distretto di Çüngüş
- Distretto di Dicle
- Distretto di Eğil
- Distretto di Ergani
- Distretto di Hani

- Distretto di Hazro
- Distretto di Kayapınar
- Distretto di Kocaköy
- Distretto di Kulp
- Distretto di Lice
- Distretto di Silvan
- Distretto di Sur
- Distretto di Yenişehir

## Provincia di Düzce

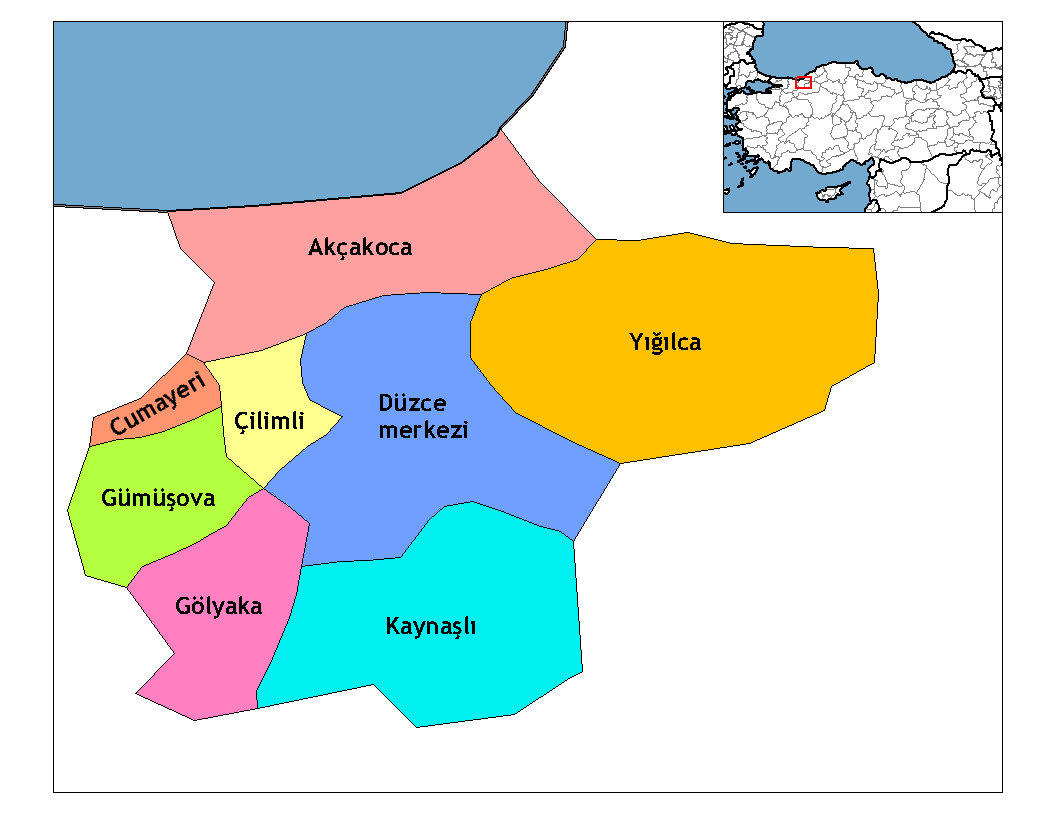
Distretti di Düzce

- Distretto di Akçakoca
- Distretto di Çilimli
- Distretto di Cumayeri
- Distretto di Düzce
- Distretto di Gölyaka
- Distretto di Gümüşova
- Distretto di Kaynaşlı
- Distretto di Yığılca

## Provincia di Edirne

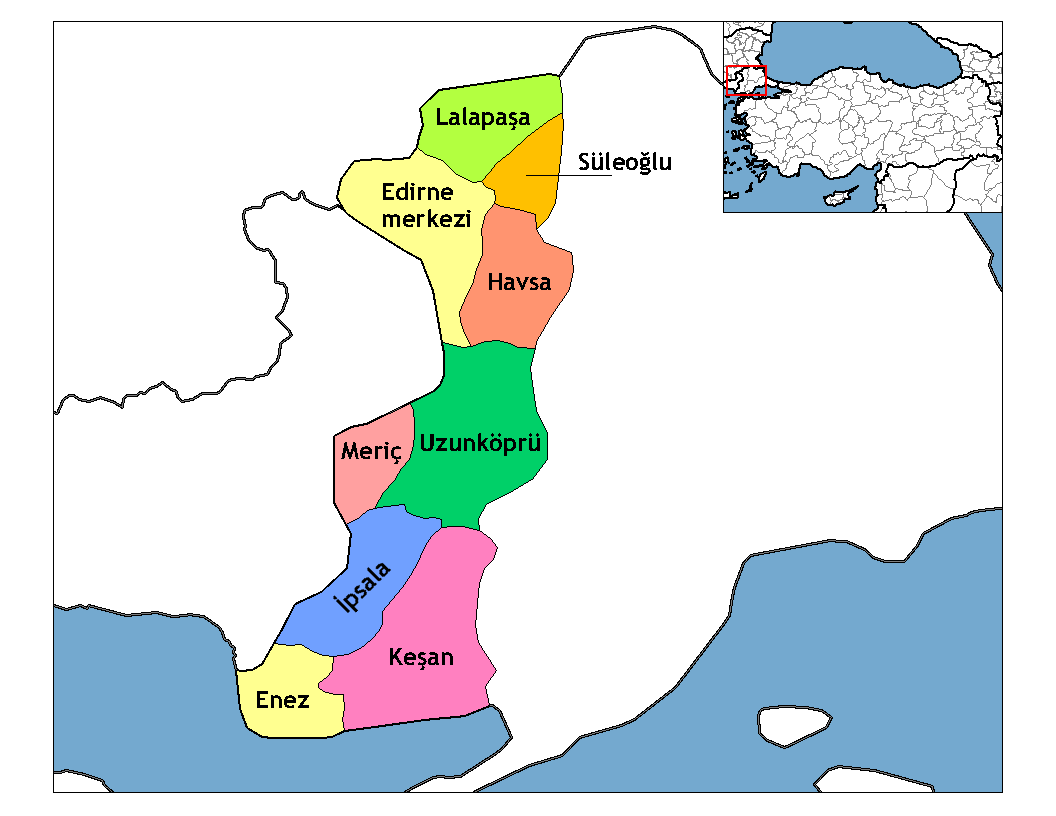
Distretti di Edirne

- Distretto di Edirne
- Distretto di Enez
- Distretto di Havsa
- Distretto di İpsala
- Distretto di Keşan
- Distretto di Lalapaşa
- Distretto di Meriç
- Distretto di Süleoğlu
- Distretto di Uzunköprü

## Provincia di Elâzığ

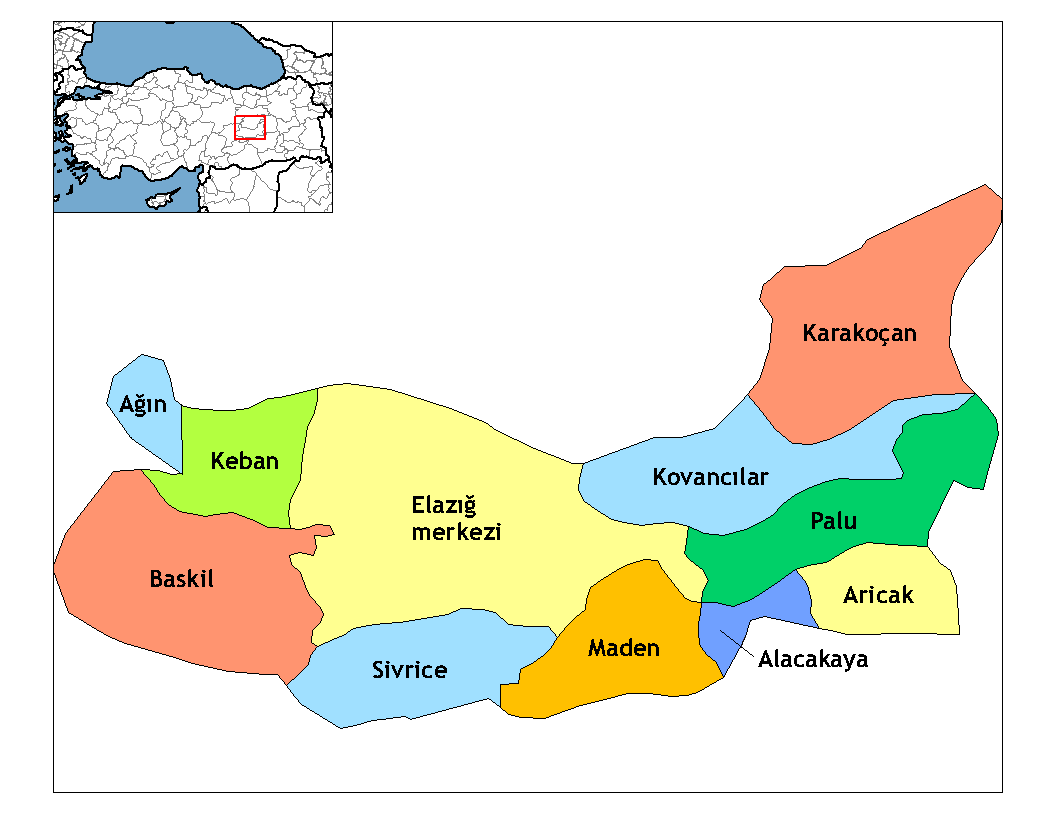
Distretti di Elazığ

- Distretto di Ağın
- Distretto di Alacakaya
- Distretto di Arıcak
- Distretto di Baskil
- Distretto di Elâzığ
- Distretto di Karakoçan
- Distretto di Keban
- Distretto di Kovancılar
- Distretto di Maden
- Distretto di Palu
- Distretto di Sivrice

## Provincia di Erzincan

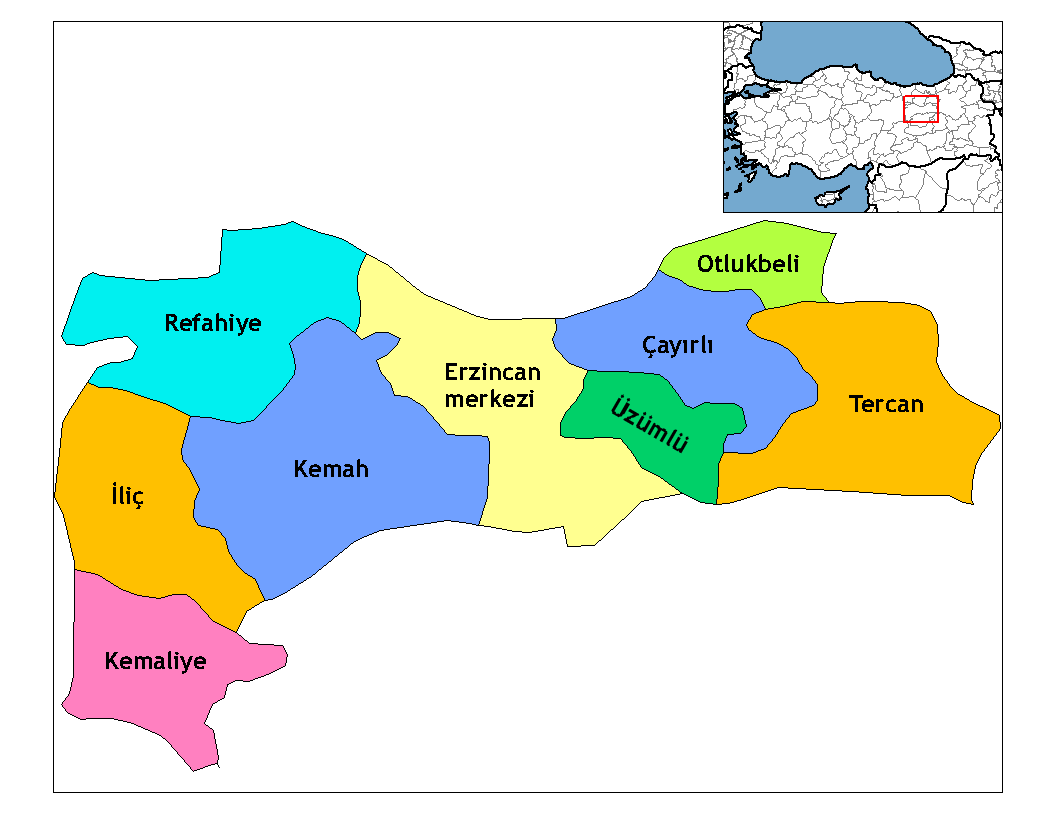
Distretti di Erzincan

- Distretto di Çayırlı
- Distretto di Erzincan
- Distretto di İliç
- Distretto di Kemah
- Distretto di Kemaliye
- Distretto di Otlukbeli
- Distretto di Refahiye
- Distretto di Tercan
- Distretto di Üzümlü

## Provincia di Erzurum

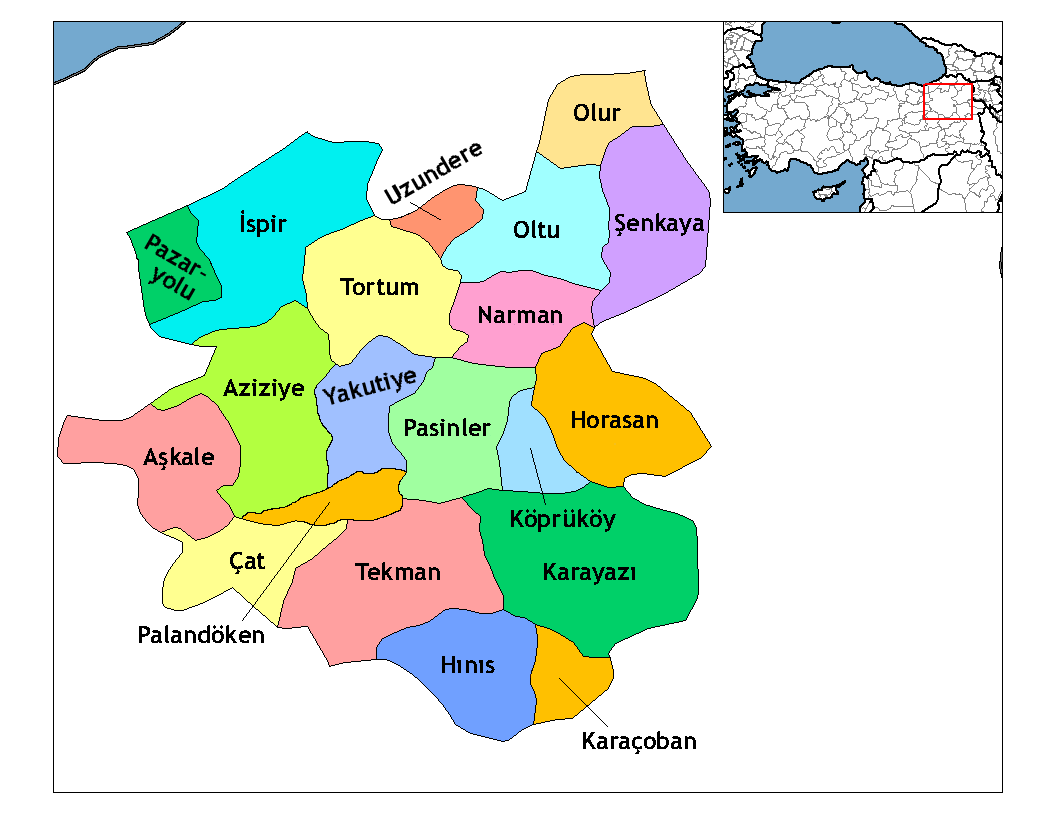
Distretti di Erzurum

- Distretto di Aşkale
- Distretto di Çat
- Distretto di Erzurum
- Distretto di Hınıs
- Distretto di Horasan
- Distretto di Ilıca
- Distretto di İspir
- Distretto di Karaçoban
- Distretto di Karayazı
- Distretto di Köprüköy

- Distretto di Narman
- Distretto di Oltu
- Distretto di Olur
- Distretto di Pasinler
- Distretto di Pazaryolu
- Distretto di Şenkaya
- Distretto di Tekman
- Distretto di Tortum
- Distretto di Uzundere

## Provincia di Eskişehir

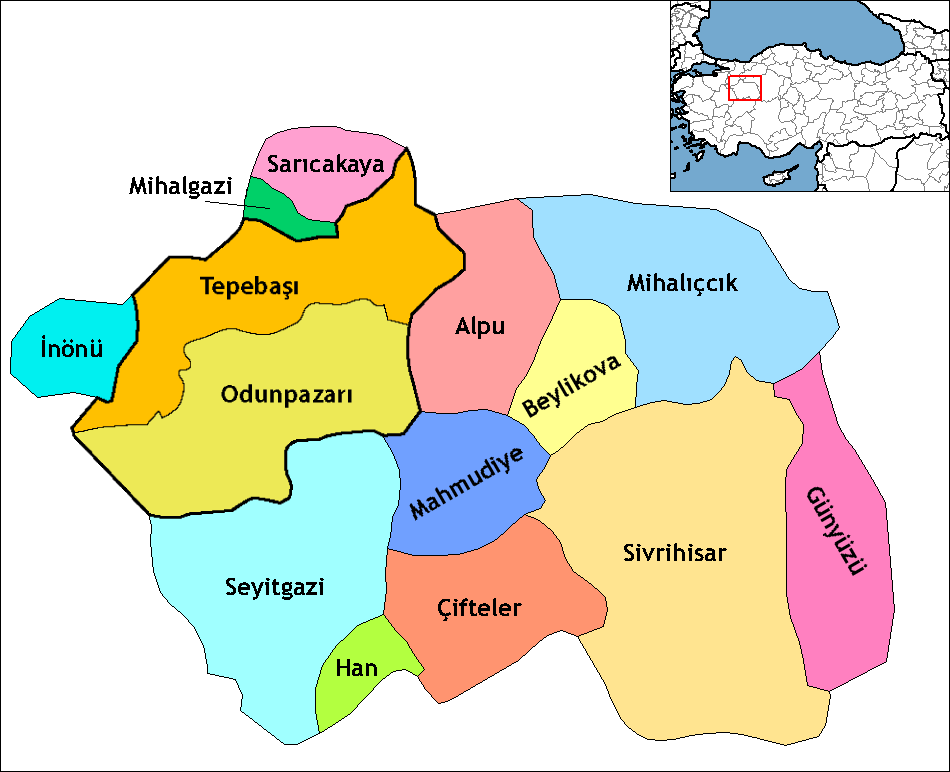
Distretti di Eskişehir

- Distretto di Alpu
- Distretto di Beylikova
- Distretto di Çifteler
- Distretto di Günyüzü
- Distretto di Han
- Distretto di İnönü
- Distretto di Mahmudiye

- Distretto di Mihalgazi
- Distretto di Mihalıççık
- Distretto di Odunpazarı
- Distretto di Sarıcakaya
- Distretto di Seyitgazi
- Distretto di Sivrihisar
- Distretto di Tepebaşı

## Provincia di Gaziantep

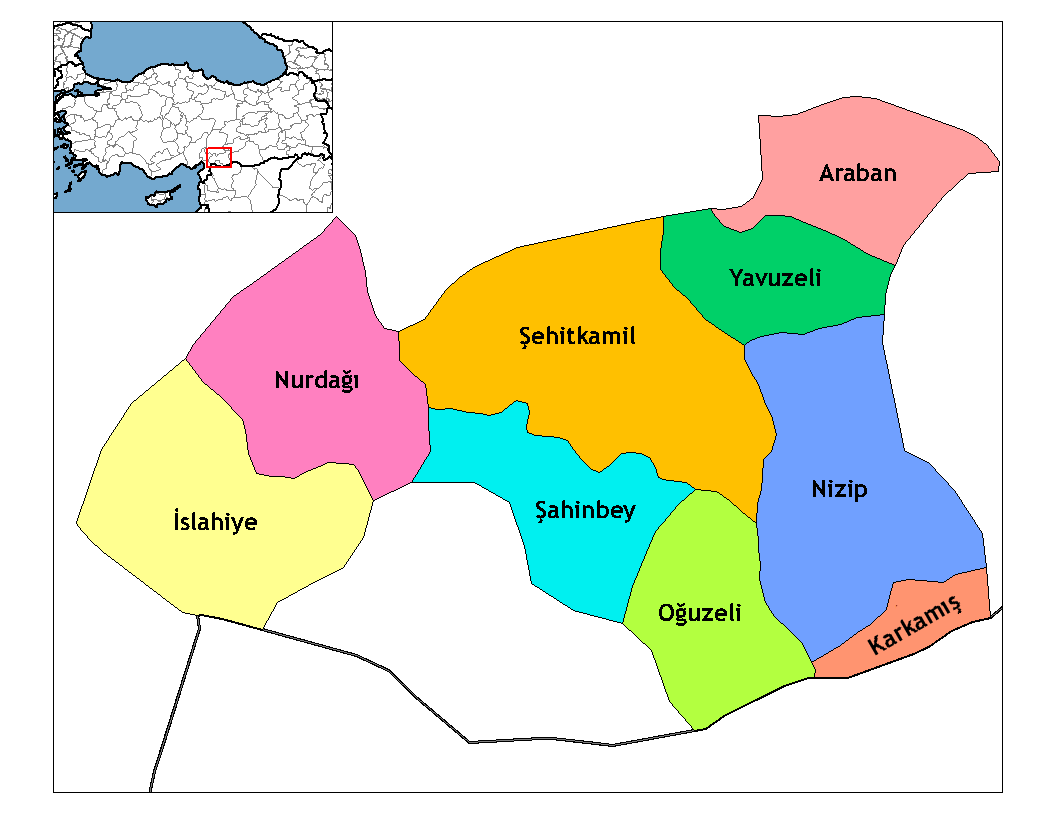
Distretti di Gaziantep

- Araban
- İslahiye
- Karkamış
- Nizip
- Nurdağı
- Oğuzeli
- Şahinbey
- Şehitkamil
- Yavuzeli

## Provincia di Giresun

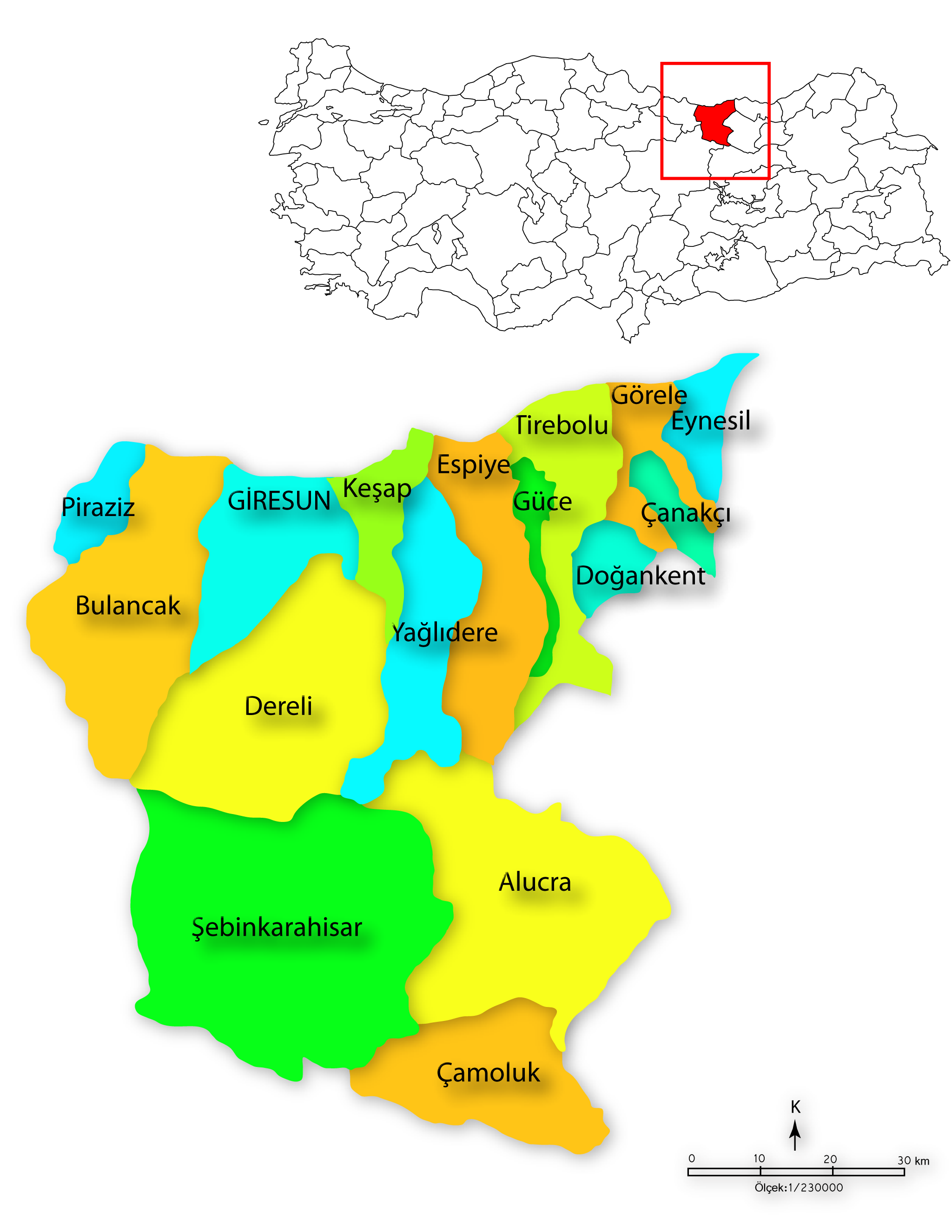
Distretti di Giresun

- Distretto di Alucra
- Distretto di Bulancak
- Distretto di Çamoluk
- Distretto di Çanakçı
- Distretto di Dereli
- Distretto di Doğankent
- Distretto di Espiye
- Distretto di Eynesil
- Distretto di Giresun
- Distretto di Görele
- Distretto di Güce
- Distretto di Keşap
- Distretto di Piraziz
- Distretto di Şebinkarahisar
- Distretto di Tirebolu
- Distretto di Yağlıdere

## Provincia di Gümüşhane

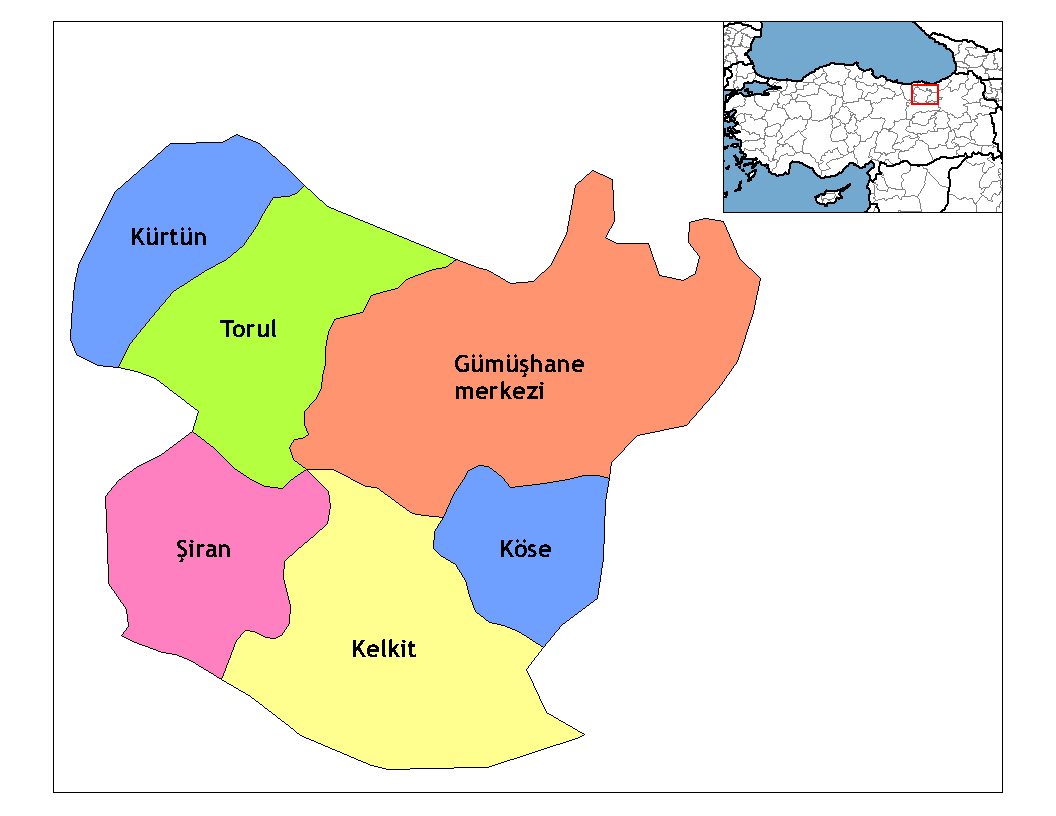
Distretti di Gümüşhane

- Distretto di Gümüşhane
- Distretto di Kelkit
- Distretto di Köse
- Distretto di Kürtün
- Distretto di Şiran
- Distretto di Torul

## Provincia di Hakkâri

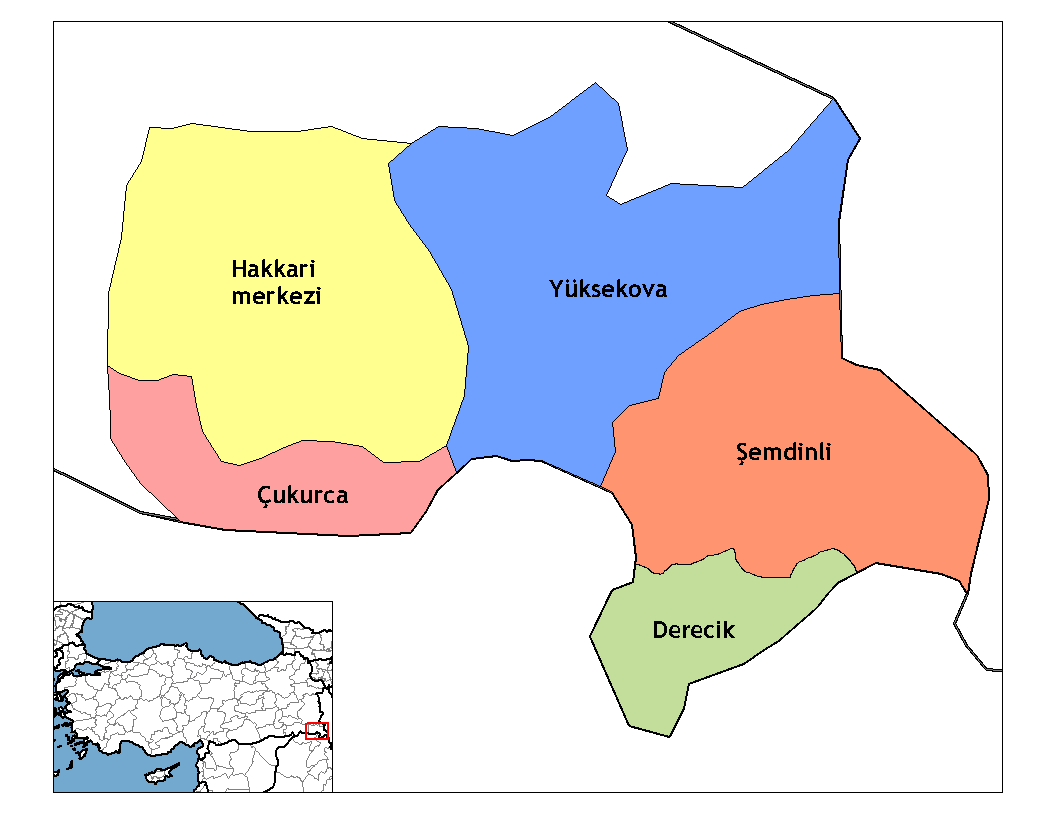
Distretti di Hakkâri

- Distretto di Çukurca
- Distretto di Hakkâri
- Distretto di Şemdinli
- Distretto di Yüksekova

## Provincia di Hatay

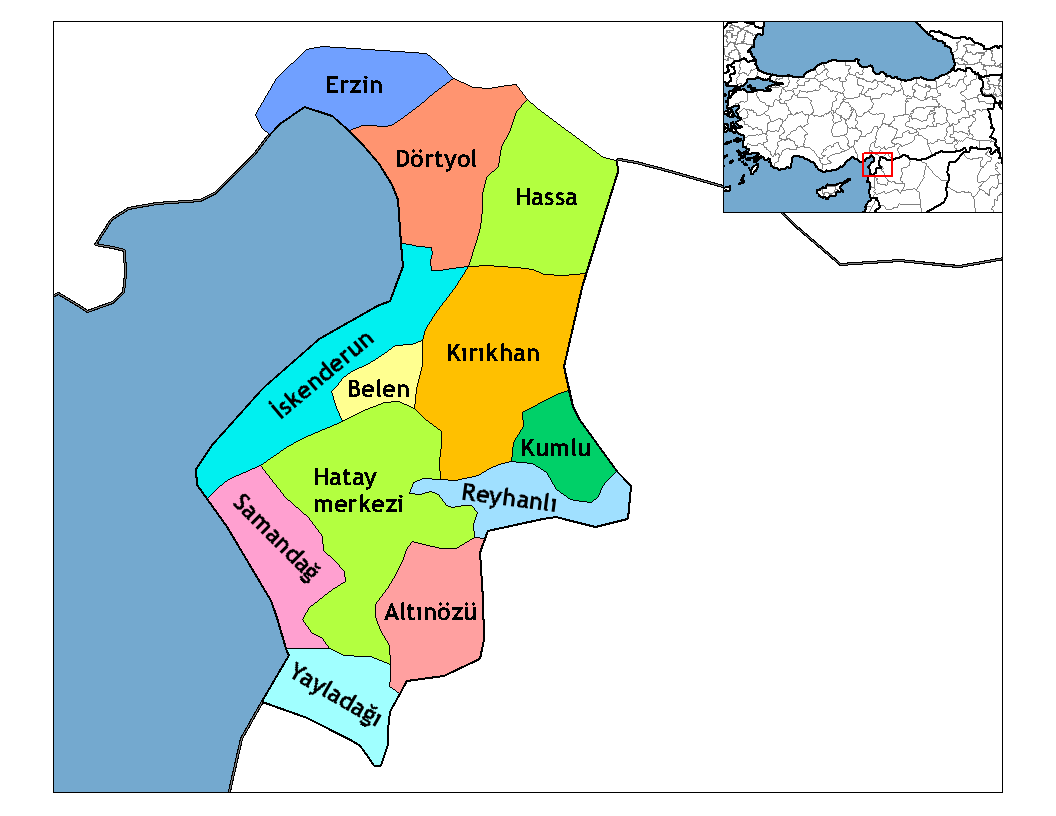
Distretti di Hatay

- Distretto di Alessandretta
- Distretto di Altınözü
- Distretto di Belen
- Distretto di Dörtyol
- Distretto di Erzin
- Distretto di Hassa
- Distretto di Hatay
- Distretto di Kırıkhan
- Distretto di Kumlu
- Distretto di Reyhanlı
- Distretto di Samandağ
- Distretto di Yayladağı

## Provincia di Iğdır

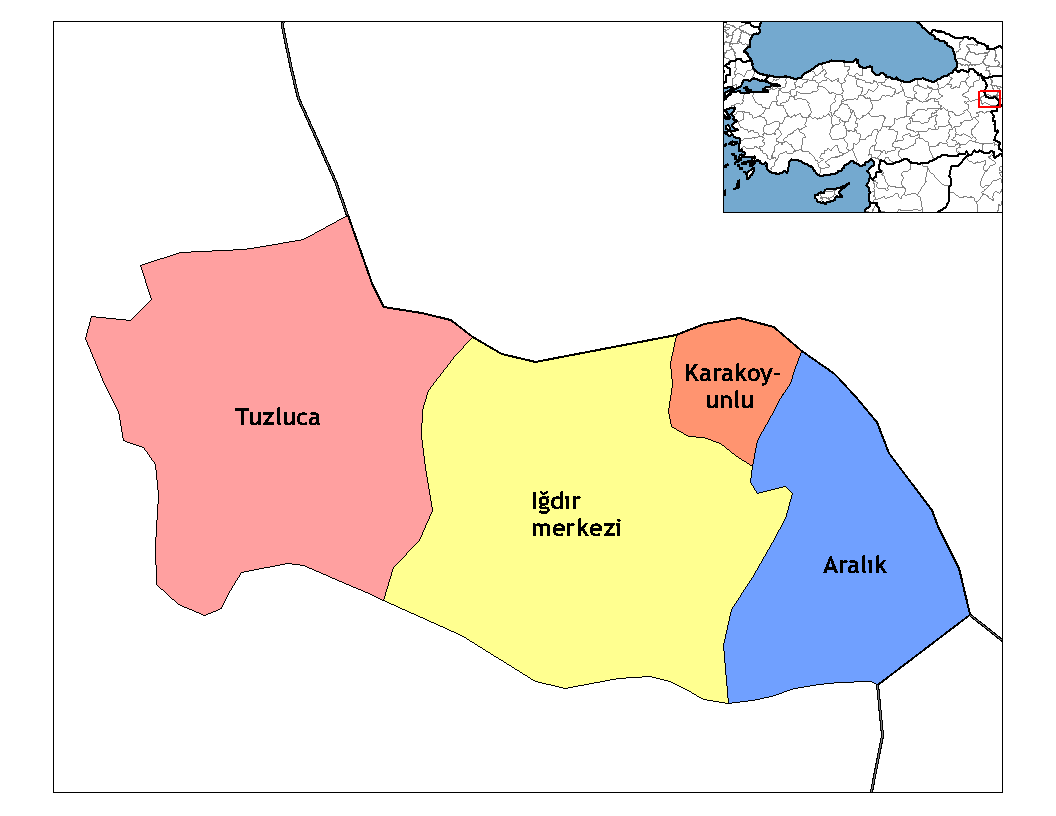
Distretti di Iğdır

- Distretto di Aralık
- Distretto di Iğdır
- Distretto di Karakoyunlu
- Distretto di Tuzluca

## Provincia di Isparta

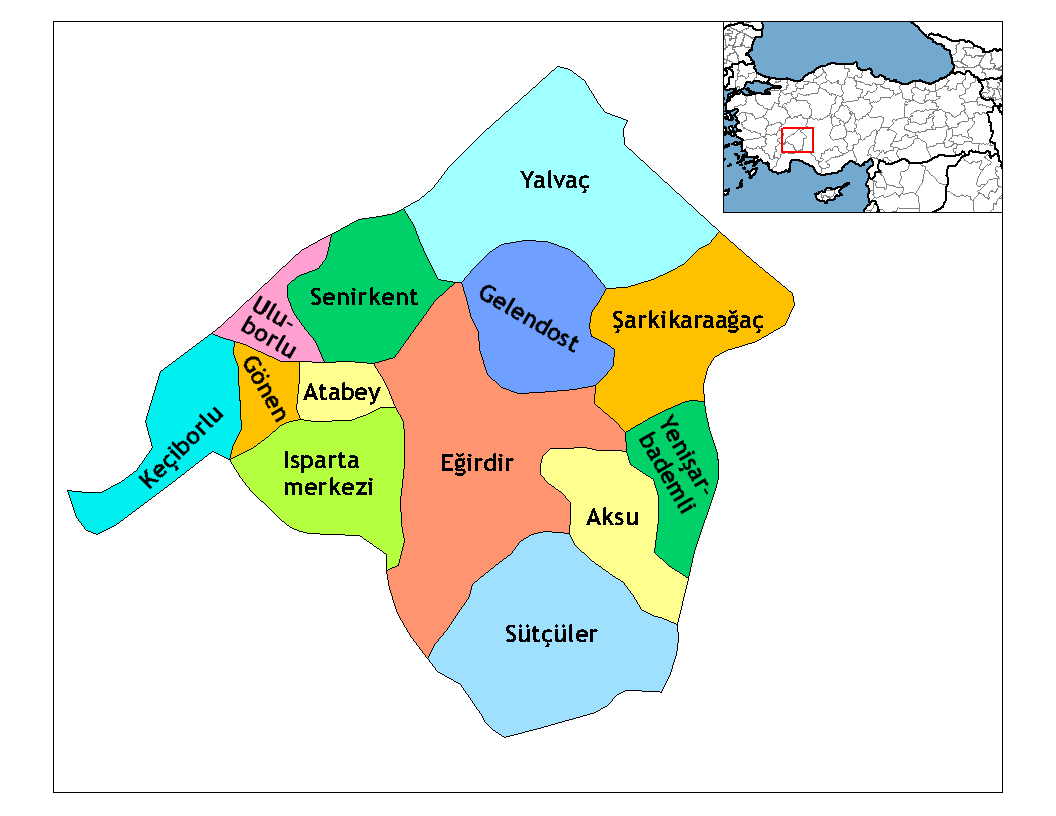
Distretti di Isparta

- Distretto di Aksu
- Distretto di Atabey
- Distretto di Eğirdir
- Distretto di Gelendost
- Distretto di Gönen
- Distretto di Isparta
- Distretto di Keçiborlu
- Distretto di Şarkikaraağaç
- Distretto di Senirkent
- Distretto di Sütçüler
- Distretto di Uluborlu
- Distretto di Yalvaç
- Distretto di Yenişarbademli

## Provincia di Istanbul

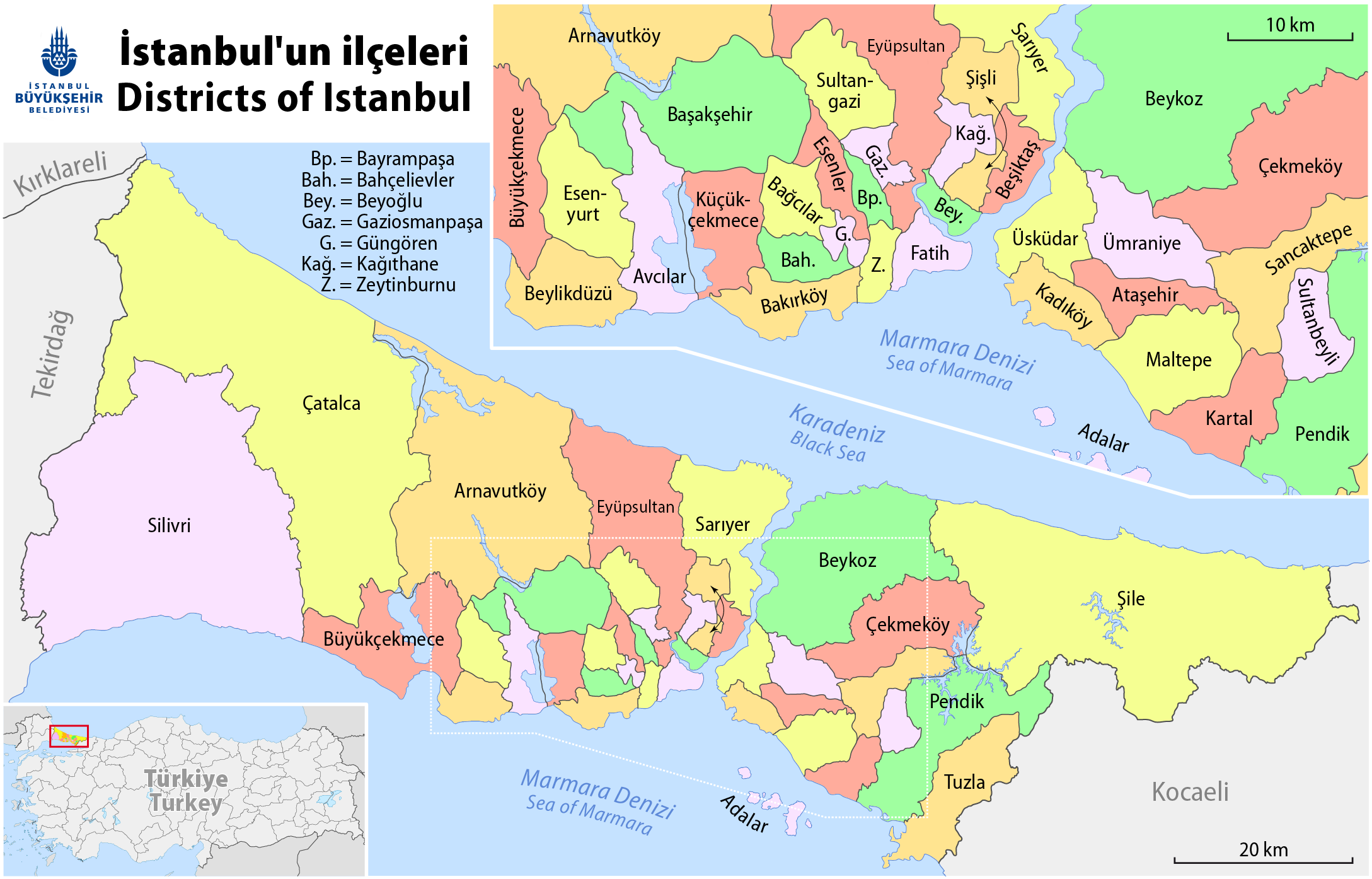
Distretti di İstanbul

- Distretto di Adalar
- Distretto di Avcilar
- Distretto di Bağcılar
- Distretto di Bahçelievler
- Distretto di Bakirköy
- Distretto di Bayrampasa
- Distretto di Beşiktaş
- Distretto di Beykoz
- Distretto di Beyoğlu
- Distretto di Büyükçekmece
- Distretto di Çatalca
- Distretto di Eminönü
- Distretto di Esenler
- Distretto di Eyüp
- Distretto di Fatih
- Distretto di Gaziosmanpasa

- Distretto di Güngören
- Distretto di Kadiköy
- Distretto di Kagithane
- Distretto di Kartal
- Distretto di Küçükçekmece
- Distretto di Maltepe
- Distretto di Pendik
- Distretto di Sarıyer
- Distretto di Şile
- Distretto di Silivri
- Distretto di Şişli
- Distretto di Sultanbeyli
- Distretto di Tuzla
- Distretto di Ümraniye
- Distretto di Üsküdar
- Distretto di Zeytinburnu

## Provincia di Kahramanmaraş

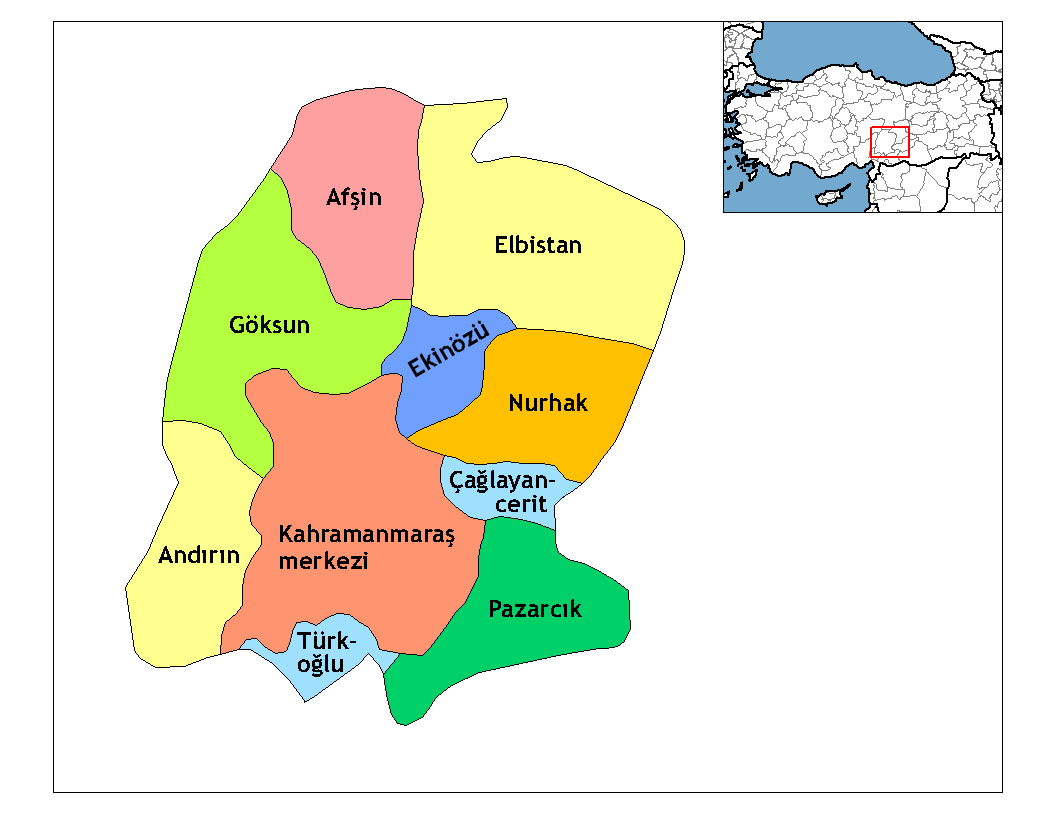
Distretti di Kahramanmaraş

- Distretto di Afşin
- Distretto di Andırın
- Distretto di Çağlayancerit
- Distretto di Ekinözü
- Distretto di Elbistan
- Distretto di Göksun
- Distretto di Kahramanmaraş
- Distretto di Nurhak
- Distretto di Pazarcık
- Distretto di Türkoğlu

## Provincia di Karabük

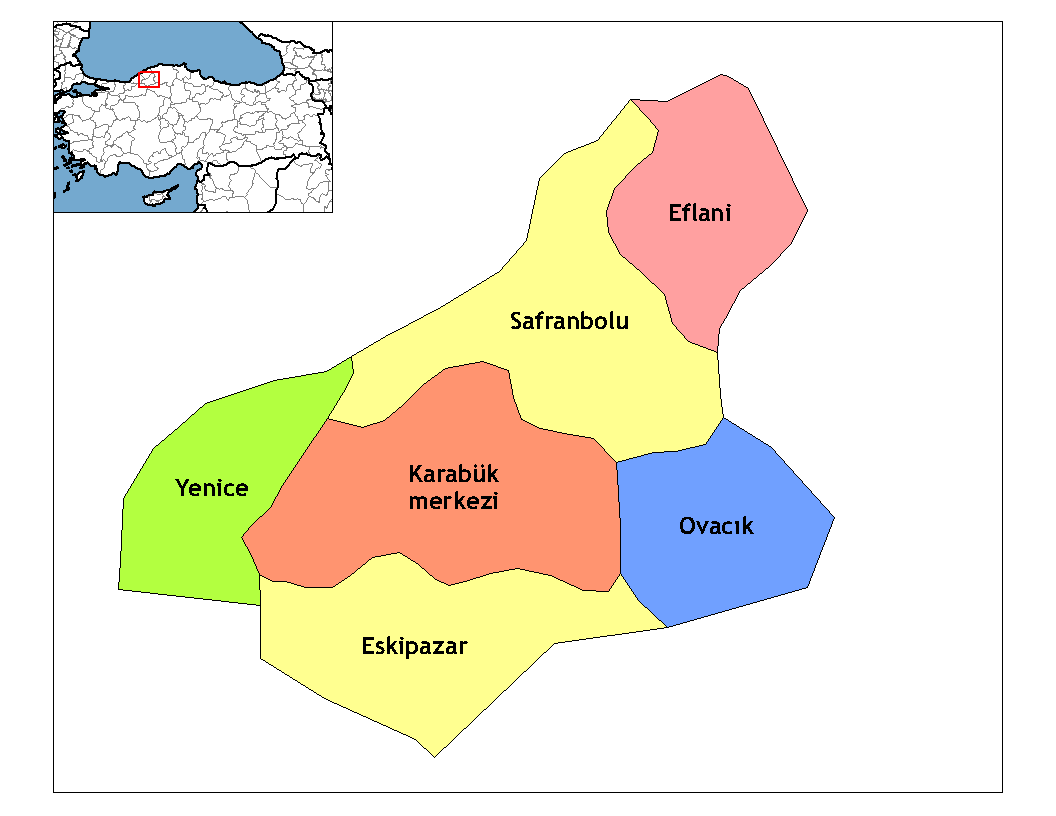
Distretti di Karabük

- Distretto di Eflani
- Distretto di Eskipazar
- Distretto di Karabük
- Distretto di Ovacık
- Distretto di Safranbolu
- Distretto di Yenice

## Provincia di Karaman

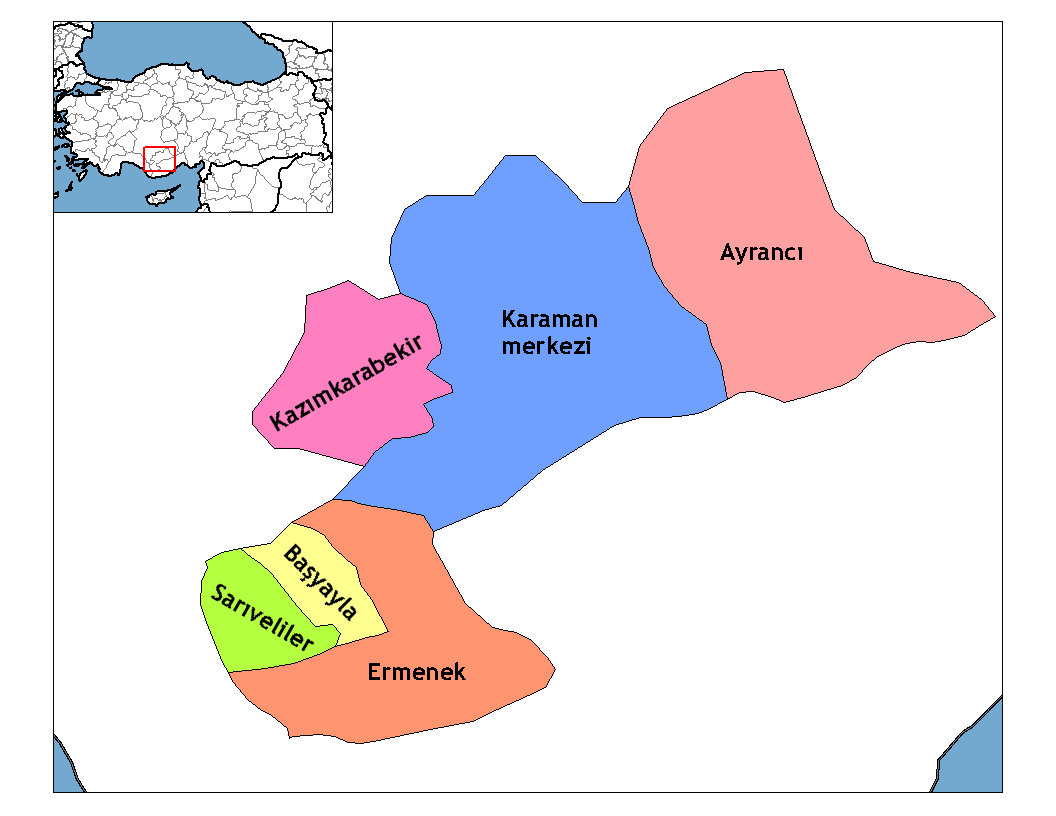
Distretti di Karaman

- Distretto di Ayrancı
- Distretto di Başyayla
- Distretto di Ermenek
- Distretto di Karaman
- Distretto di Kazımkarabekir
- Distretto di Sarıveliler

## Provincia di Kars

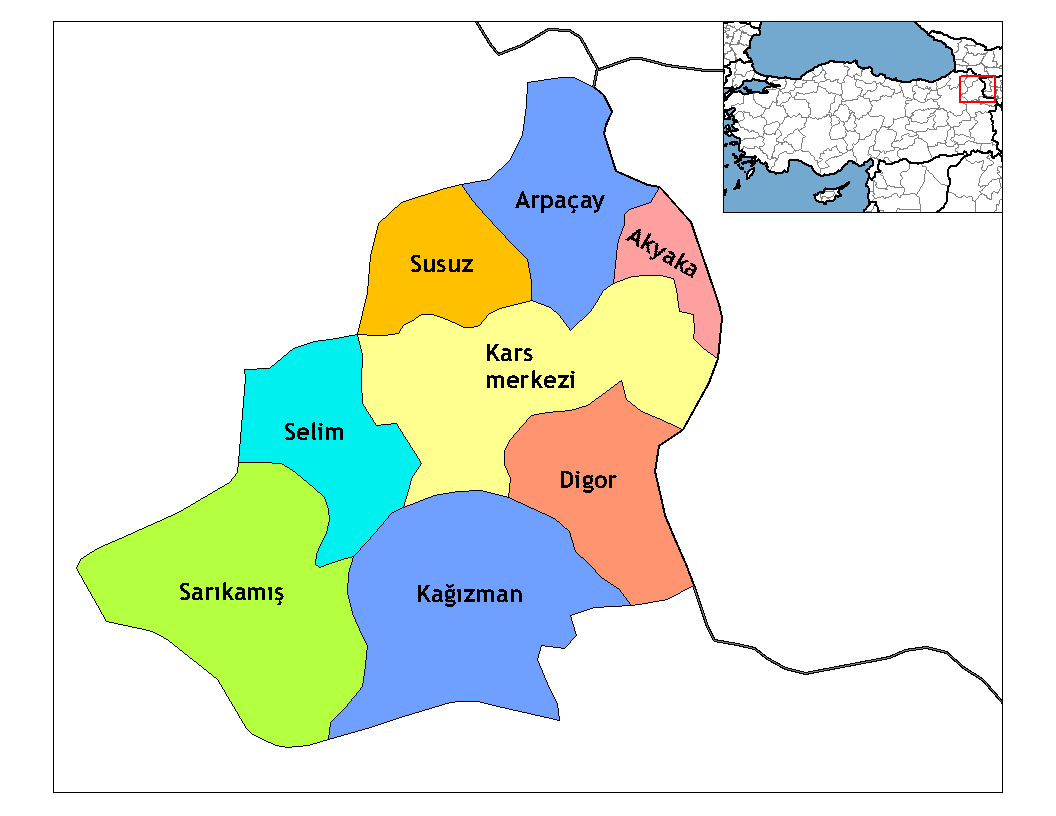
Distretti di Kars

- Distretto di Akyaka
- Distretto di Arpaçay
- Distretto di Digor
- Distretto di Kağızman
- Distretto di Kars
- Distretto di Sarıkamış
- Distretto di Selim
- Distretto di Susuz

## Provincia di Kastamonu

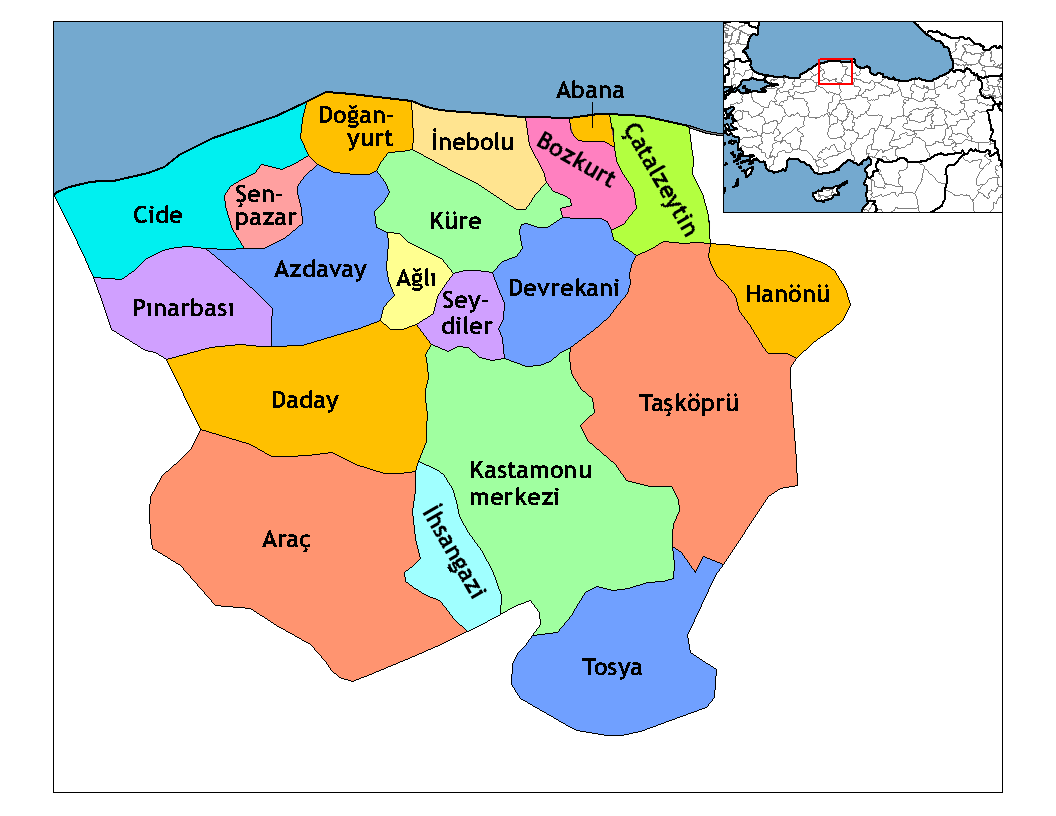
Distretti di Kastamonu

- Distretto di Abana
- Distretto di Ağlı
- Distretto di Araç
- Distretto di Azdavay
- Distretto di Bozkurt
- Distretto di Çatalzeytin
- Distretto di Cide
- Distretto di Daday
- Distretto di Devrekani
- Distretto di Doğanyurt

- Distretto di Hanönü
- Distretto di İhsangazi
- Distretto di İnebolu
- Distretto di Kastamonu
- Distretto di Küre
- Distretto di Pınarbaşı
- Distretto di Şenpazar
- Distretto di Seydiler
- Distretto di Taşköprü
- Distretto di Tosya

## Provincia di Kayseri

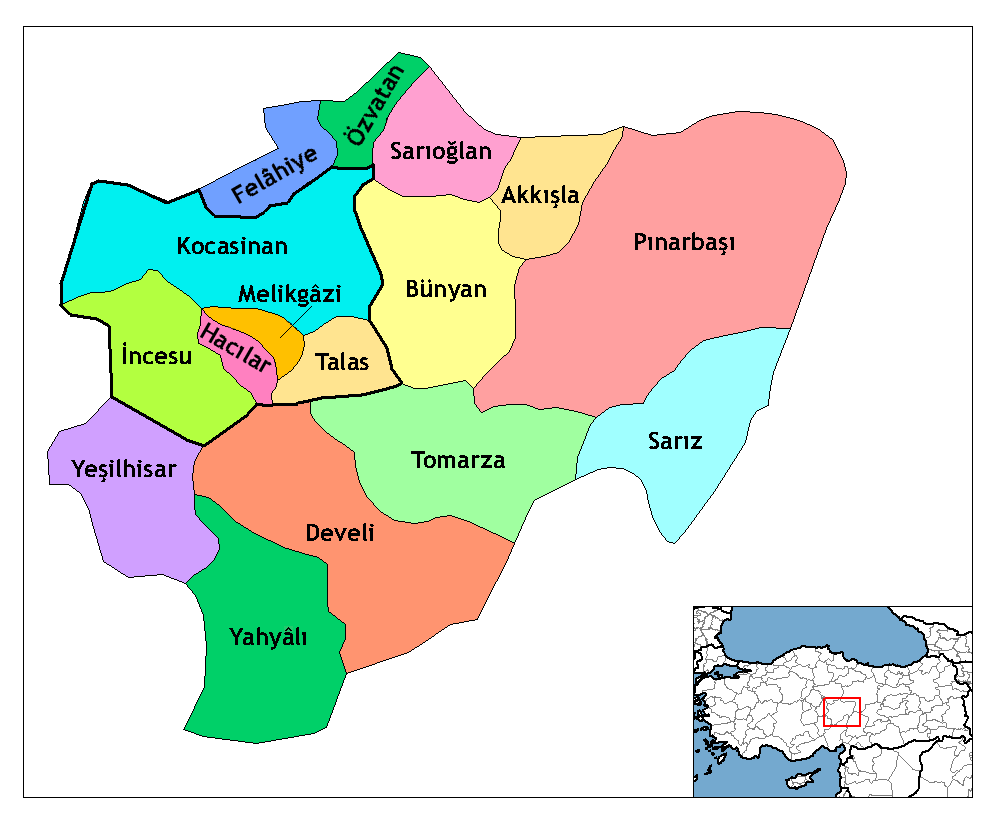
Distretti di Kayseri

- Distretto di Akkışla
- Distretto di Bünyan
- Distretto di Develi
- Distretto di Felahiye
- Distretto di Hacılar
- Distretto di İncesu
- Distretto di Kocasinan
- Distretto di Melikgazi
- Distretto di Özvatan
- Distretto di Pınarbaşı
- Distretto di Sarıoğlan
- Distretto di Sarız
- Distretto di Talas
- Distretto di Tomarza
- Distretto di Yahyalı
- Distretto di Yeşilhisar

## Provincia di Kilis

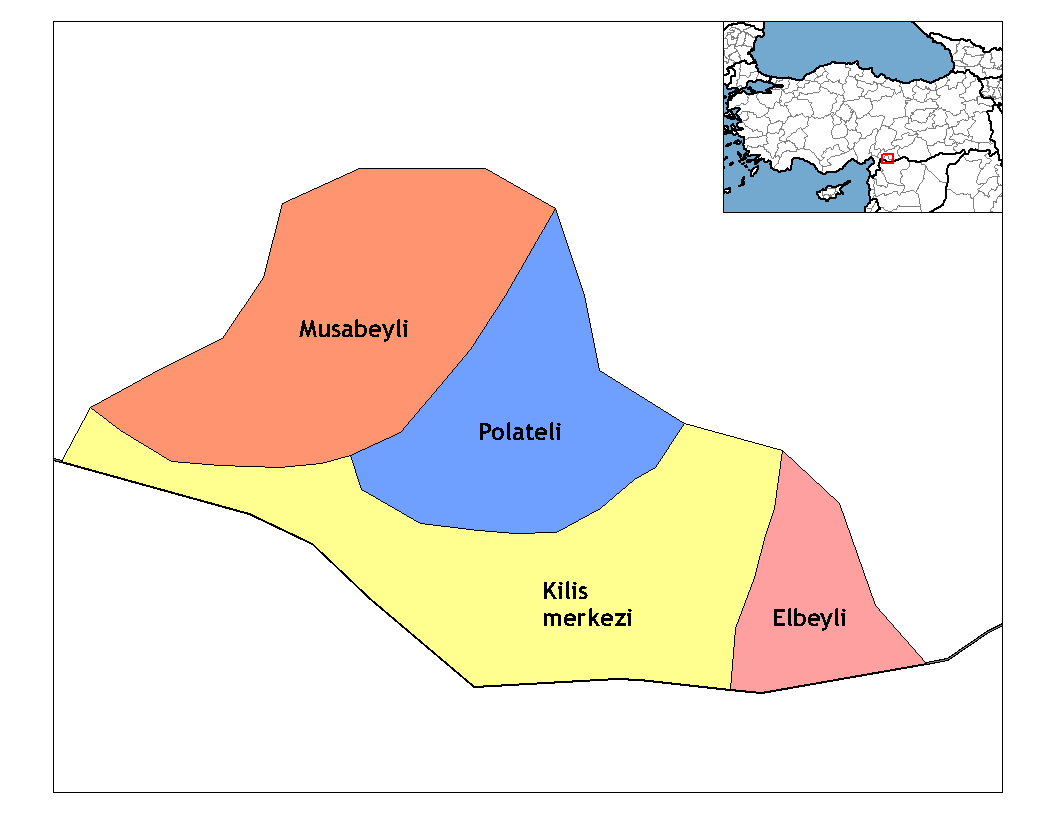
Distretti di Kilis

- Distretto di Elbeyli
- Distretto di Kilis
- Distretto di Musabeyli
- Distretto di Polateli

## Provincia di Kırıkkale

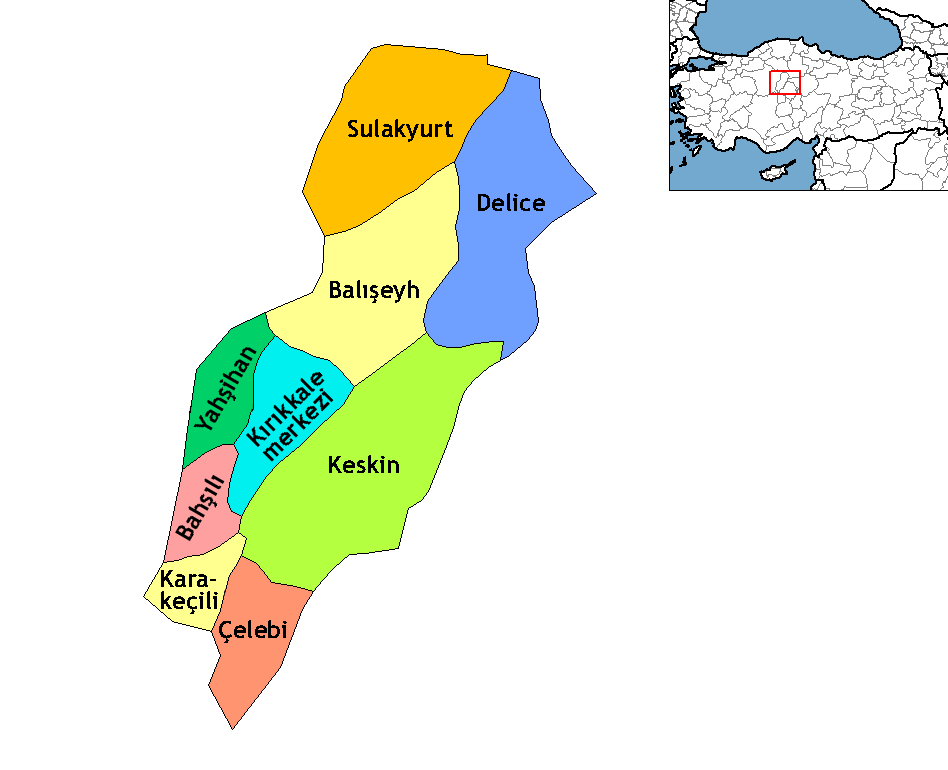
Distretti di Kırıkkale

- Distretto di Bahşılı
- Distretto di Balışeyh
- Distretto di Çelebi
- Distretto di Delice
- Distretto di Karakeçili
- Distretto di Keskin
- Distretto di Kırıkkale
- Distretto di Sulakyurt
- Distretto di Yahşihan

## Provincia di Kırklareli

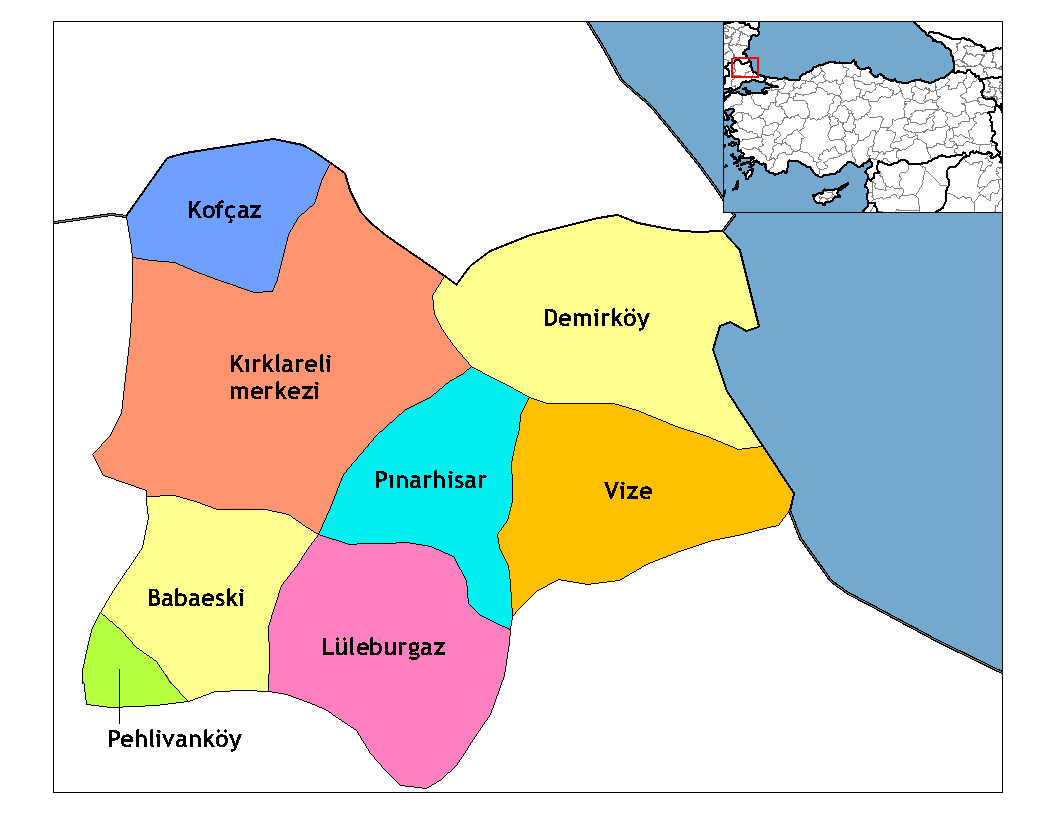
Distretto di Kırklareli

- Distretto di Babaeski
- Distretto di Demirköy
- Distretto di Kırklareli
- Distretto di Kofçaz
- Distretto di Lüleburgaz
- Distretto di Pehlivanköy
- Distretto di Pınarhisar
- Distretto di Vize

## Provincia di Kırşehir

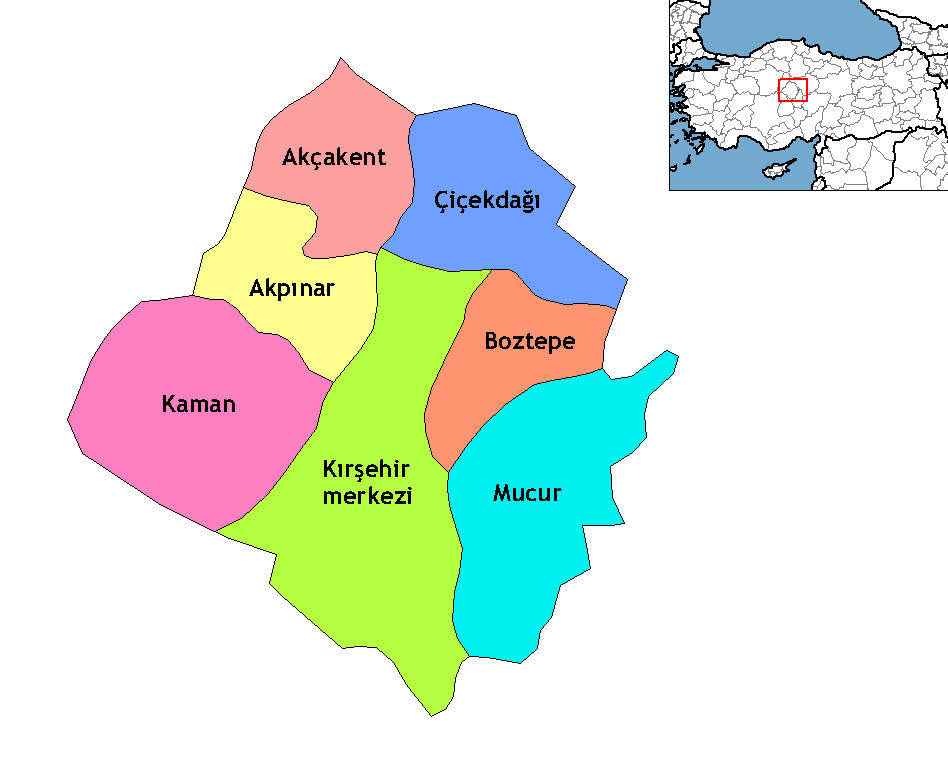
Distretti di Kırşehir

- Distretto di Akçakent
- Distretto di Akpınar
- Distretto di Boztepe
- Distretto di Çiçekdağı
- Distretto di Kaman
- Distretto di Kırşehir
- Distretto di Mucur

## Provincia di Kocaeli

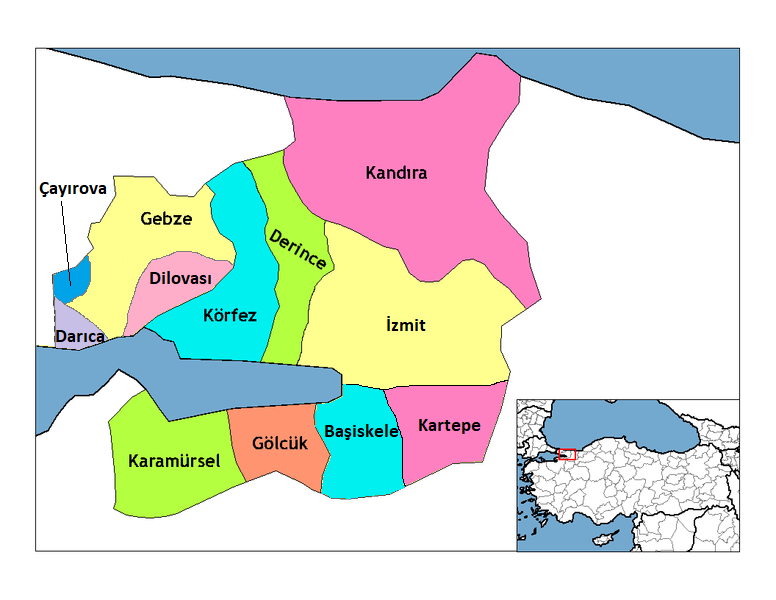
Distretti di Kocaeli

- Distretto di Başiskele
- Distretto di Çayırova
- Distretto di Darıca
- Distretto di Derince
- Distretto di Dilovası
- Distretto di Gebze
- Distretto di Gölcük
- Distretto di İzmit
- Distretto di Kandıra
- Distretto di Karamürsel
- Distretto di Kartepe
- Distretto di Körfez

## Provincia di Konya

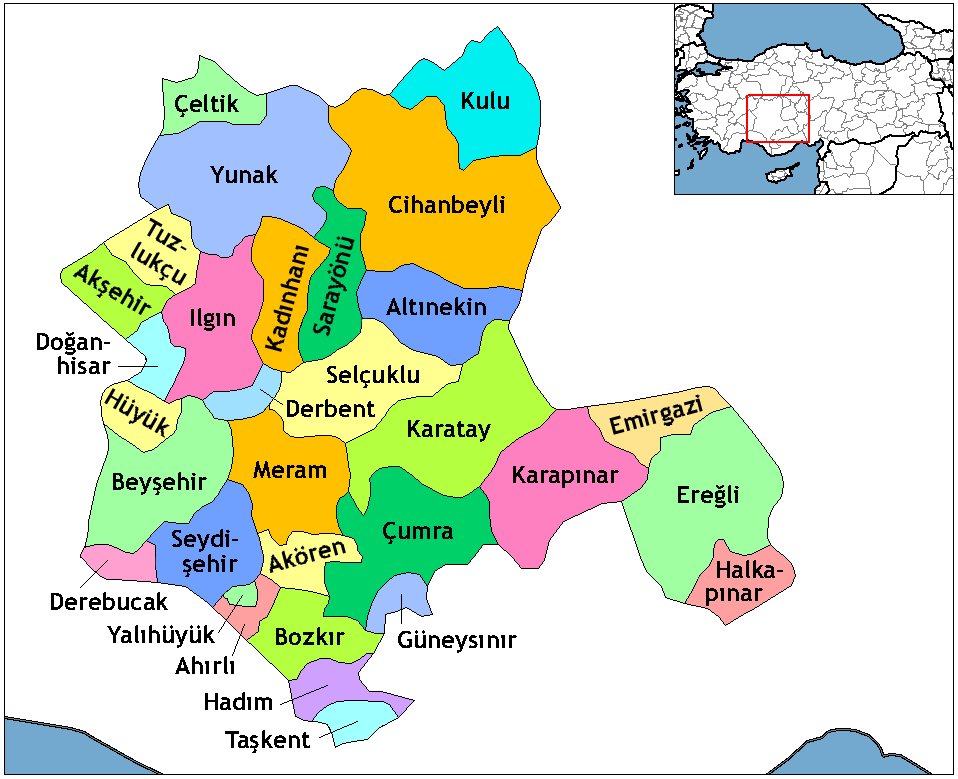
Distretti di Konya

- Distretto di Ahırlı
- Distretto di Akören
- Distretto di Akşehir
- Distretto di Altınekin
- Distretto di Beyşehir
- Distretto di Bozkır
- Distretto di Cihanbeyli
- Distretto di Çeltik
- Distretto di Çumra
- Distretto di Derbent
- Distretto di Derebucak

- Distretto di Doğanhisar
- Distretto di Emirgazi
- Distretto di Ereğli
- Distretto di Güneysınır
- Distretto di Hadim
- Distretto di Halkapınar
- Distretto di Hüyük
- Distretto di Ilgın
- Distretto di Kadınhanı
- Distretto di Karapınar

- Distretto di Karatay
- Distretto di Kulu
- Distretto di Meram
- Distretto di Sarayönü
- Distretto di Selçuklu
- Distretto di Seydişehir
- Distretto di Taşkent
- Distretto di Tuzlukçu
- Distretto di Yalıhüyük
- Distretto di Yunak

## Provincia di Kütahya

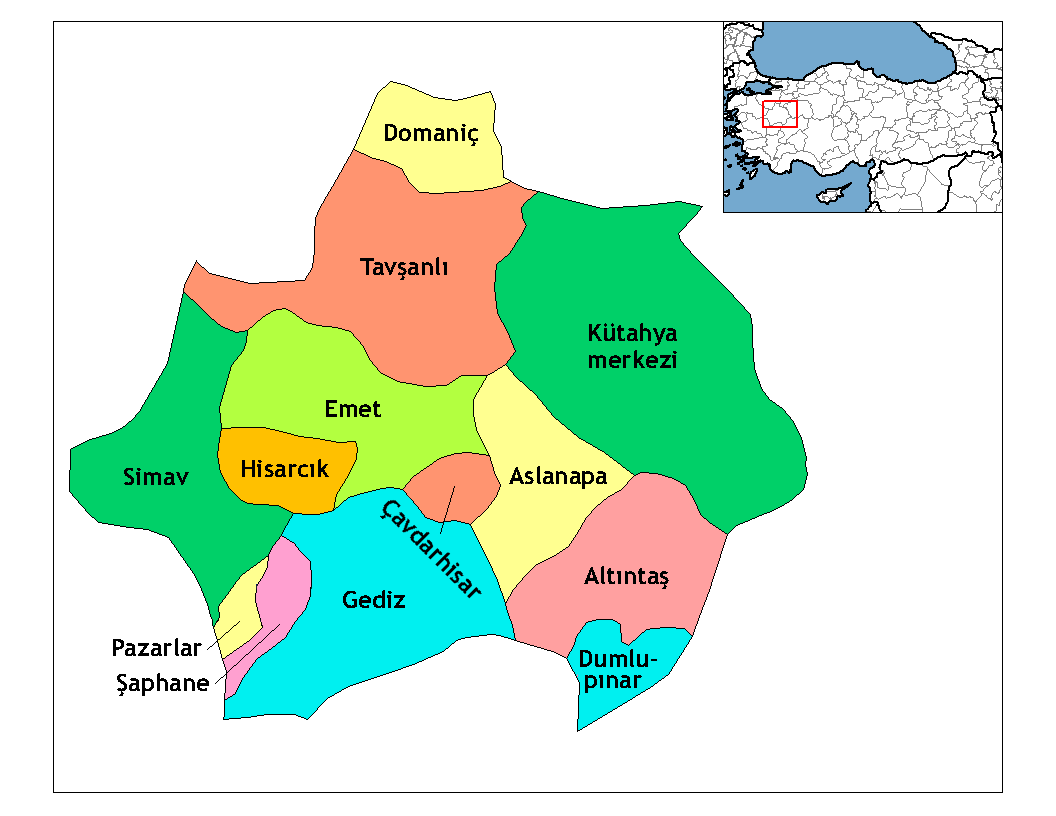
Distretti di Kütahya

- Distretto di Altıntaş
- Distretto di Aslanapa
- Distretto di Çavdarhisar
- Distretto di Domaniç
- Distretto di Dumlupınar
- Distretto di Emet
- Distretto di Gediz
- Distretto di Hisarcık
- Distretto di Kütahya
- Distretto di Pazarlar
- Distretto di Şaphane
- Distretto di Simav
- Distretto di Tavşanlı

## Provincia di Malatya

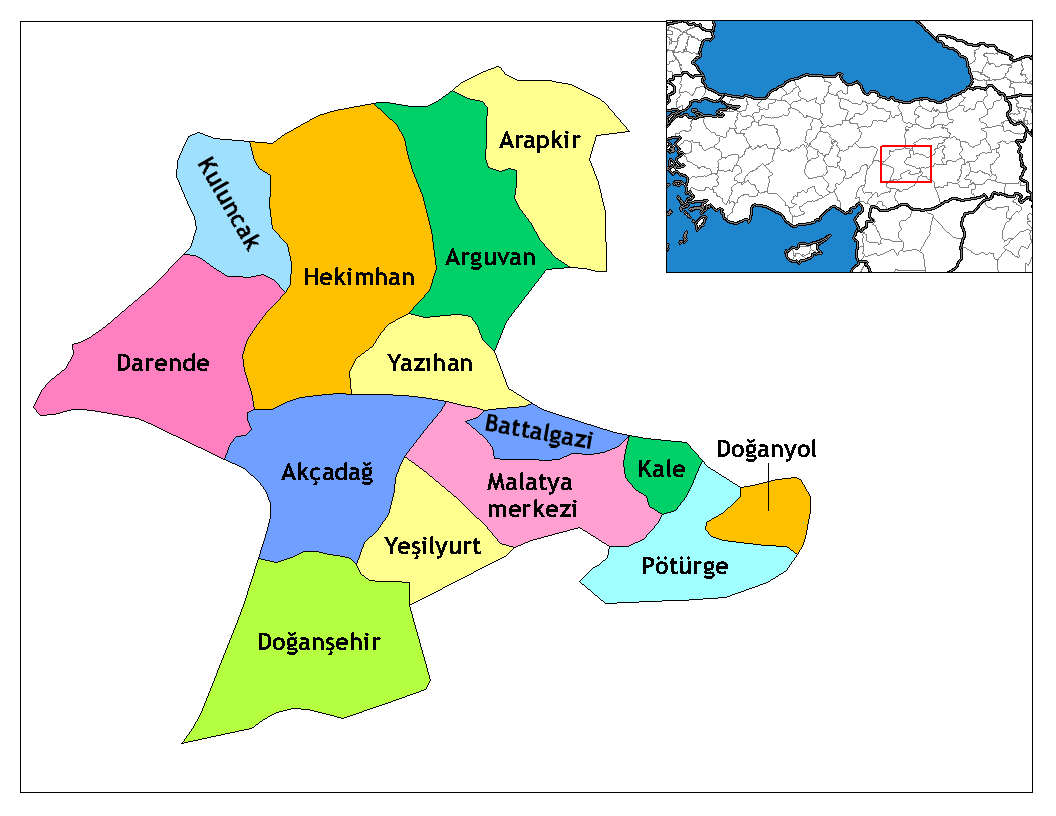
Distretti di Malatya

- Distretto di Akçadağ
- Distretto di Arapgir
- Distretto di Arguvan
- Distretto di Battalgazi
- Distretto di Darende
- Distretto di Doğanşehir
- Distretto di Doğanyol
- Distretto di Hekimhan
- Distretto di Kale
- Distretto di Kuluncak
- Distretto di Malatya
- Distretto di Pötürge
- Distretto di Yazıhan
- Distretto di Yeşilyurt

## Provincia di Manisa

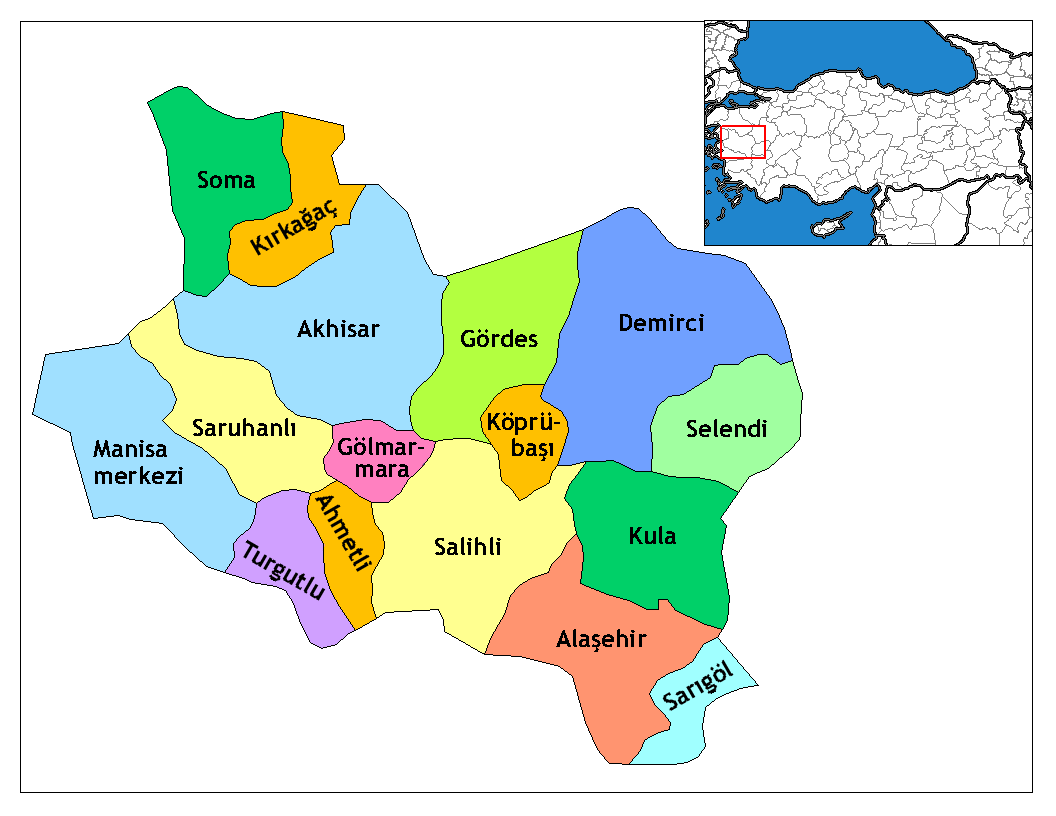
Distretti di Manisa

- Distretto di Manisa (centro)
- Distretto di Ahmetli
- Distretto di Akhisar
- Distretto di Alaşehir
- Distretto di Demirci
- Distretto di Gölmarmara
- Distretto di Gördes
- Distretto di Kırkağaç
- Distretto di Köprübaşı
- Distretto di Kula
- Distretto di Salihli
- Distretto di Sarıgöl
- Distretto di Saruhanlı
- Distretto di Selendi
- Distretto di Soma
- Distretto di Turgutlu

## Provincia di Mardin

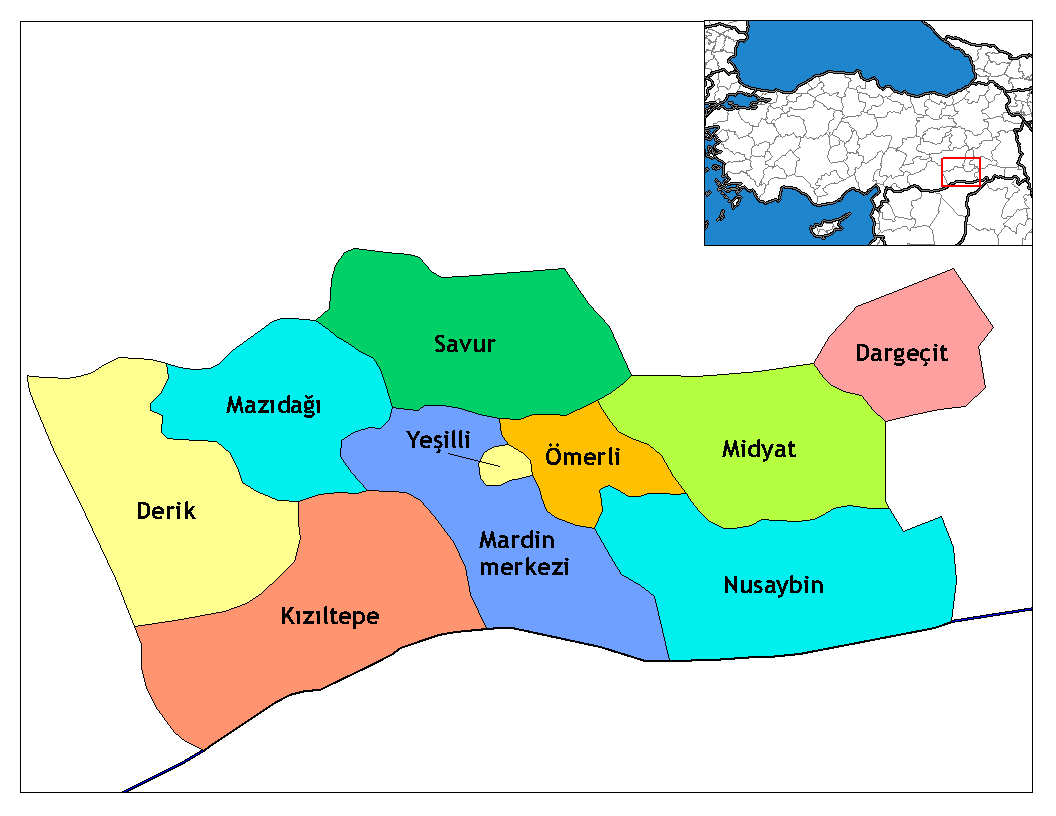
Distretti di Mardin

- Distretto di Dargeçit
- Distretto di Derik
- Distretto di Kızıltepe
- Distretto di Artuklu
- Distretto di Mazıdağı
- Distretto di Midyat
- Distretto di Nusaybin
- Distretto di Ömerli
- Distretto di Savur
- Distretto di Yeşilli

## Provincia di Mersin

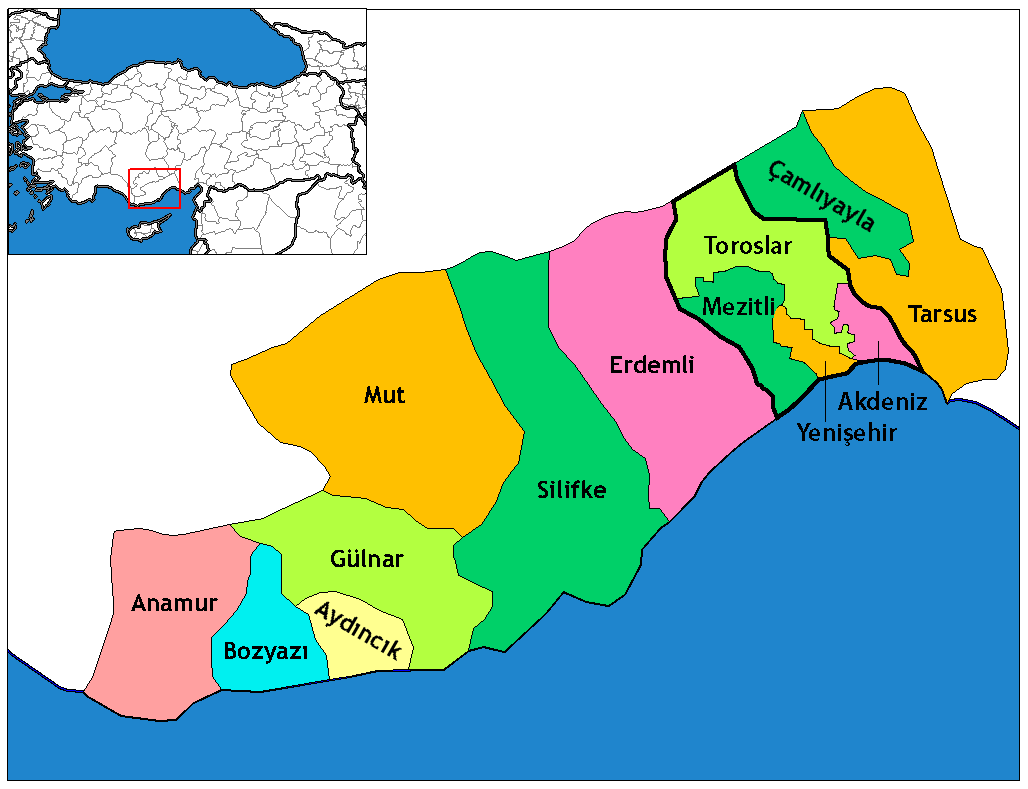
Distretti di Mersin

- Distretto di Anamur
- Distretto di Akdeniz
- Distretto di Aydıncık
- Distretto di Bozyazı
- Distretto di Çamlıyayla
- Distretto di Erdemli
- Distretto di Gülnar
- Distretto di Mezitli
- Distretto di Mut
- Distretto di Silifke
- Distretto di Tarso
- Distretto di Toroslar
- Distretto di Yenişehir

## Provincia di Muğla

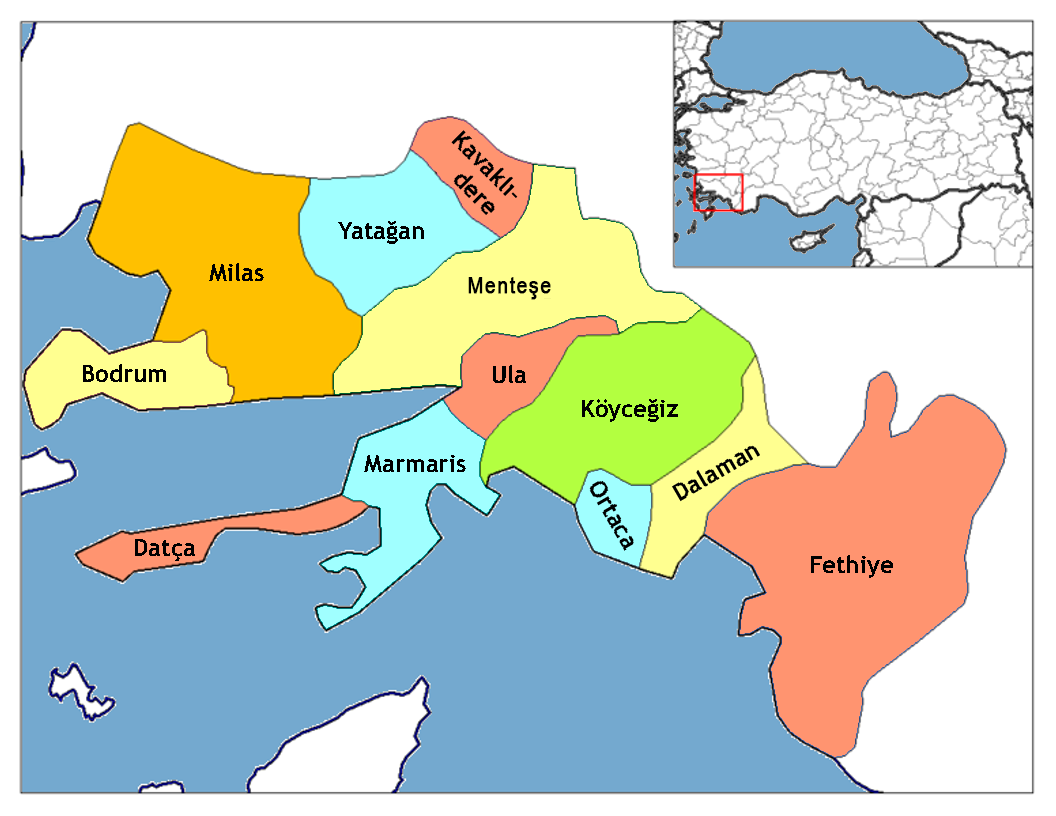
Distretti di Muğla

- Distretto di Bodrum
- Distretto di Dalaman
- Distretto di Datça
- Distretto di Fethiye
- Distretto di Kavaklıdere
- Distretto di Köyceğiz
- Distretto di Marmaris
- Distretto di Milas
- Distretto di Menteşe
- Distretto di Ortaca
- Distretto di Ula
- Distretto di Yatağan

## Provincia di Muş

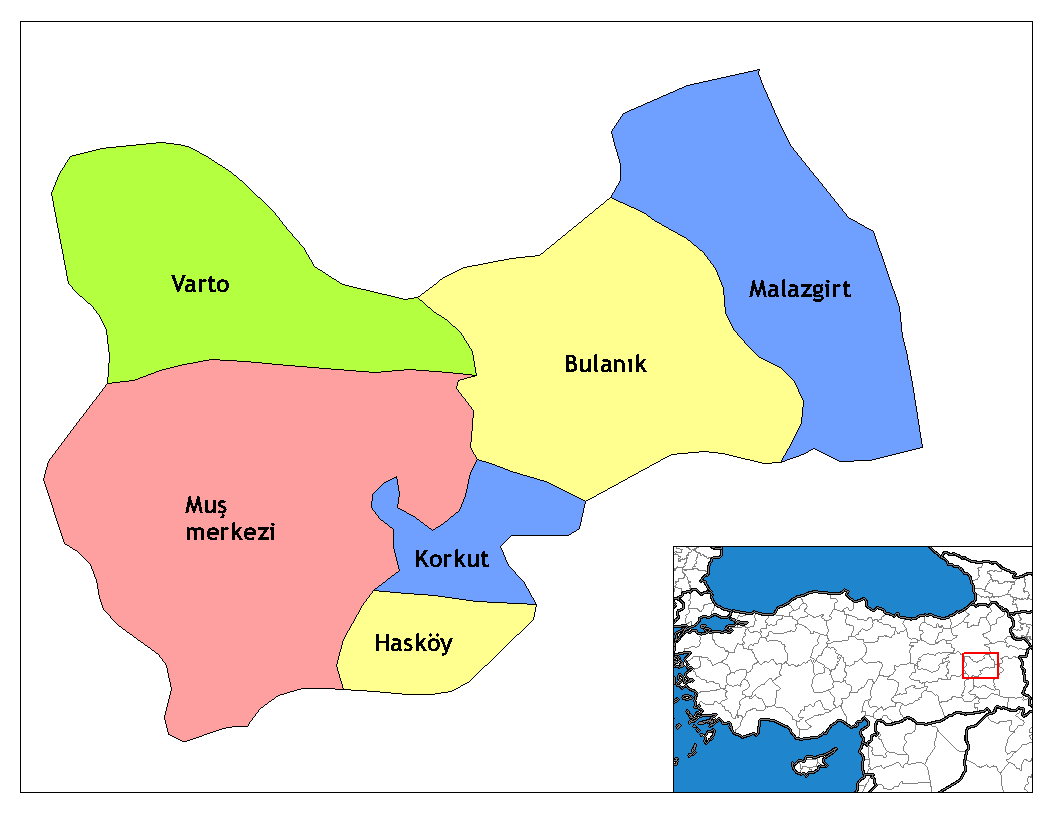
Distretti di Muş

- Distretto di Bulanık
- Distretto di Hasköy
- Distretto di Korkut
- Distretto di Malazgirt
- Distretto di Muş
- Distretto di Varto

## Provincia di Nevşehir

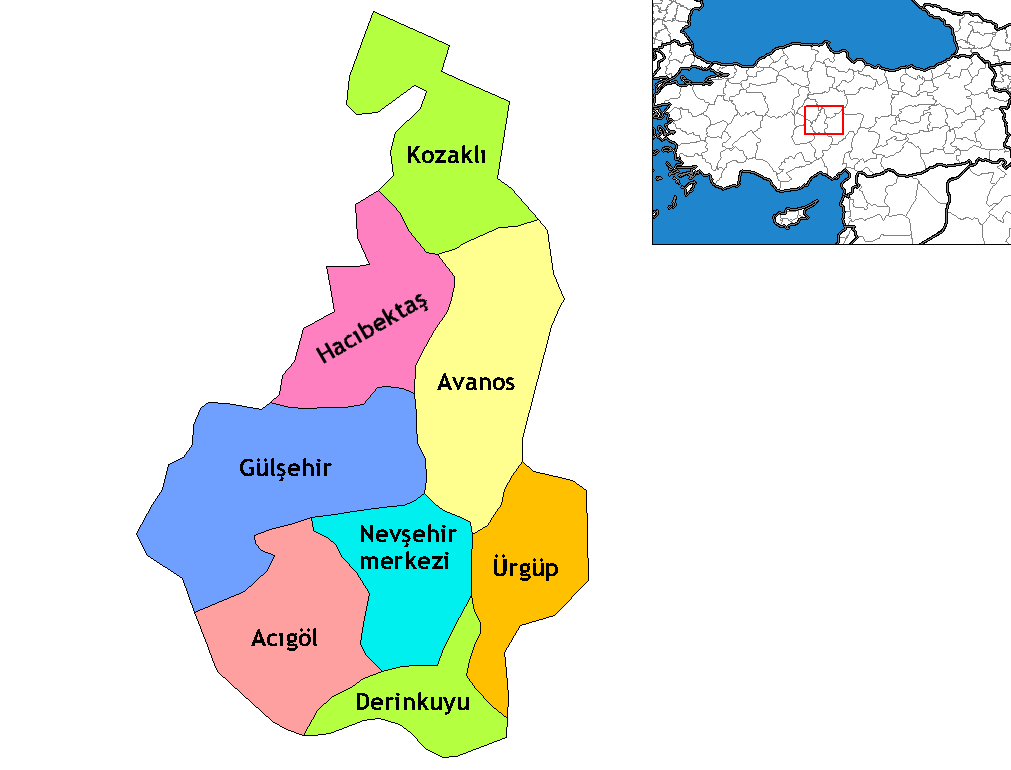
Distretti di Nevşehir

- Distretto di Acıgöl
- Distretto di Avanos
- Distretto di Derinkuyu
- Distretto di Gülşehir
- Distretto di Hacıbektaş
- Distretto di Kozaklı
- Distretto di Nevşehir
- Distretto di Ürgüp

## Provincia di Niğde

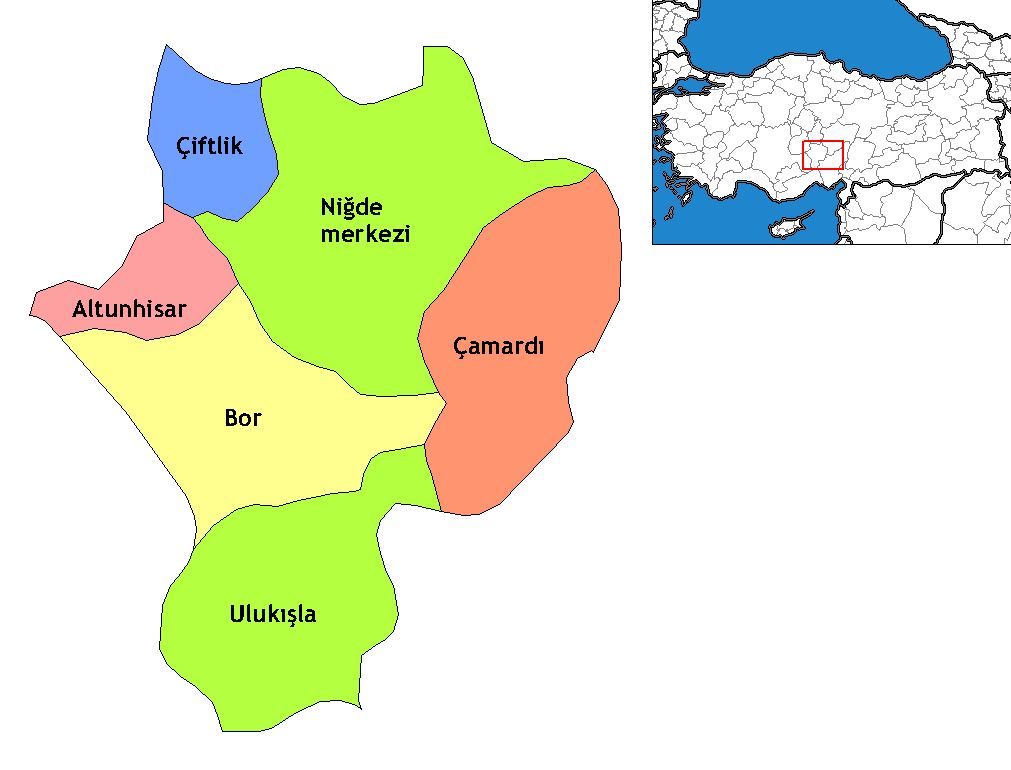
Distretti di Niğde

- Distretto di Altunhisar
- Distretto di Bor
- Distretto di Çamardı
- Distretto di Çiftlik
- Distretto di Niğde
- Distretto di Ulukışla

## Provincia di Ordu

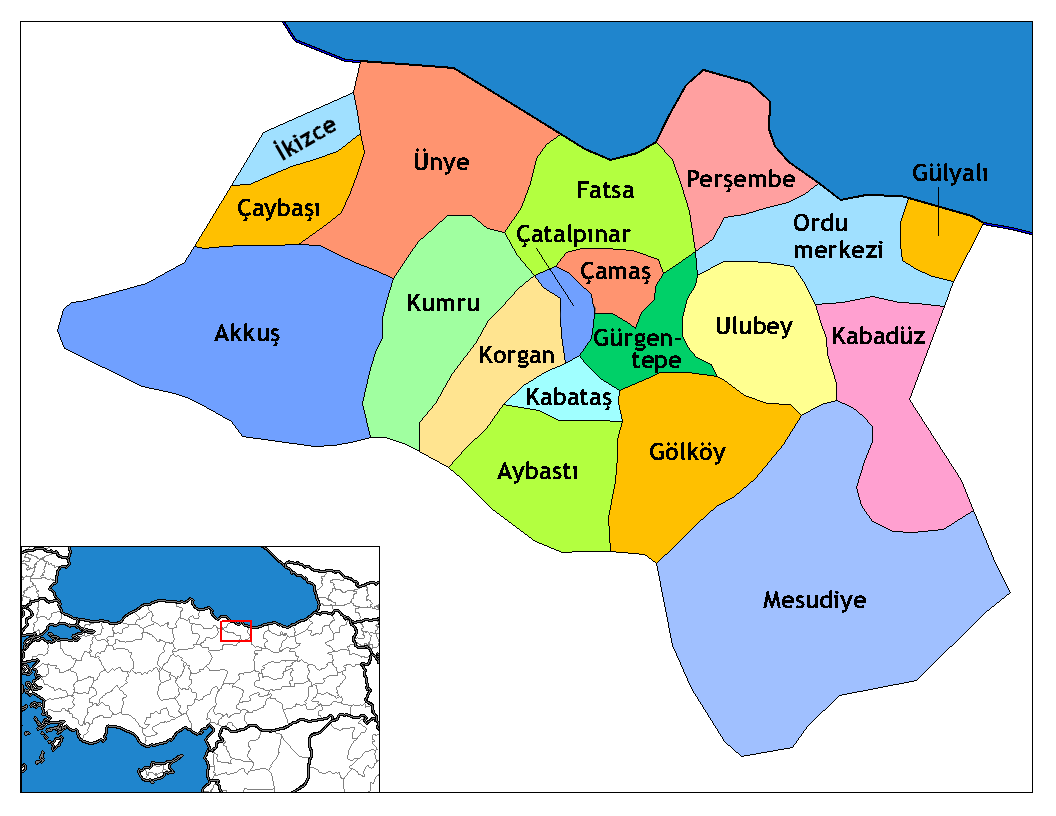
Distretti di Ordu

- Distretto di Akkuş
- Distretto di Aybastı
- Distretto di Çamaş
- Distretto di Çatalpınar
- Distretto di Çaybaşı
- Distretto di Fatsa
- Distretto di Gölköy
- Distretto di Gülyalı
- Distretto di Gürgentepe
- Distretto di İkizce

- Distretto di Kabadüz
- Distretto di Kabataş
- Distretto di Korgan
- Distretto di Kumru
- Distretto di Mesudiye
- Distretto di Altınordu
- Distretto di Perşembe
- Distretto di Ulubey
- Distretto di Ünye

## Provincia di Osmaniye

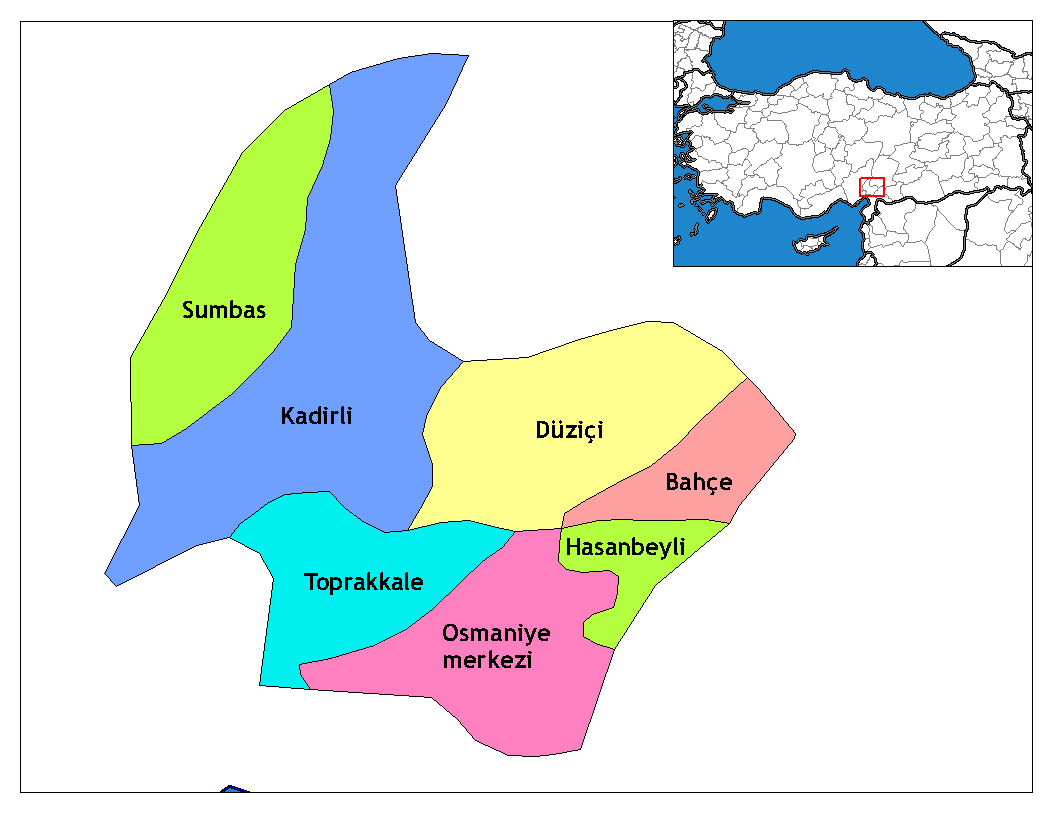
Distretti di Osmaniye

- Distretto di Bahçe
- Distretto di Düziçi
- Distretto di Hasanbeyli
- Distretto di Kadirli
- Distretto di Osmaniye
- Distretto di Sumbas
- Distretto di Toprakkale

## Provincia di Rize

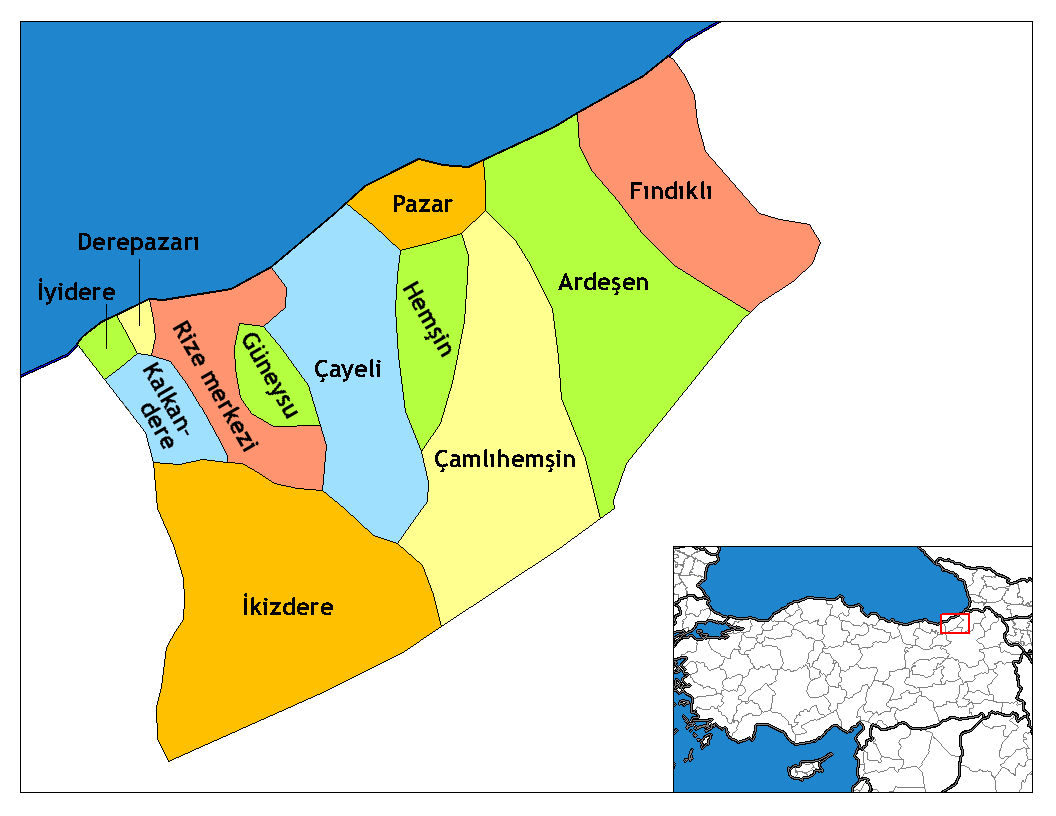
Distretti di Rize

- Distretto di Ardeşen
- Distretto di Çamlıhemşin
- Distretto di Çayeli
- Distretto di Derepazarı
- Distretto di Fındıklı
- Distretto di Güneysu
- Distretto di Hemşin
- Distretto di İkizdere
- Distretto di İyidere
- Distretto di Kalkandere
- Distretto di Pazar
- Distretto di Rize

## Provincia di Sakarya

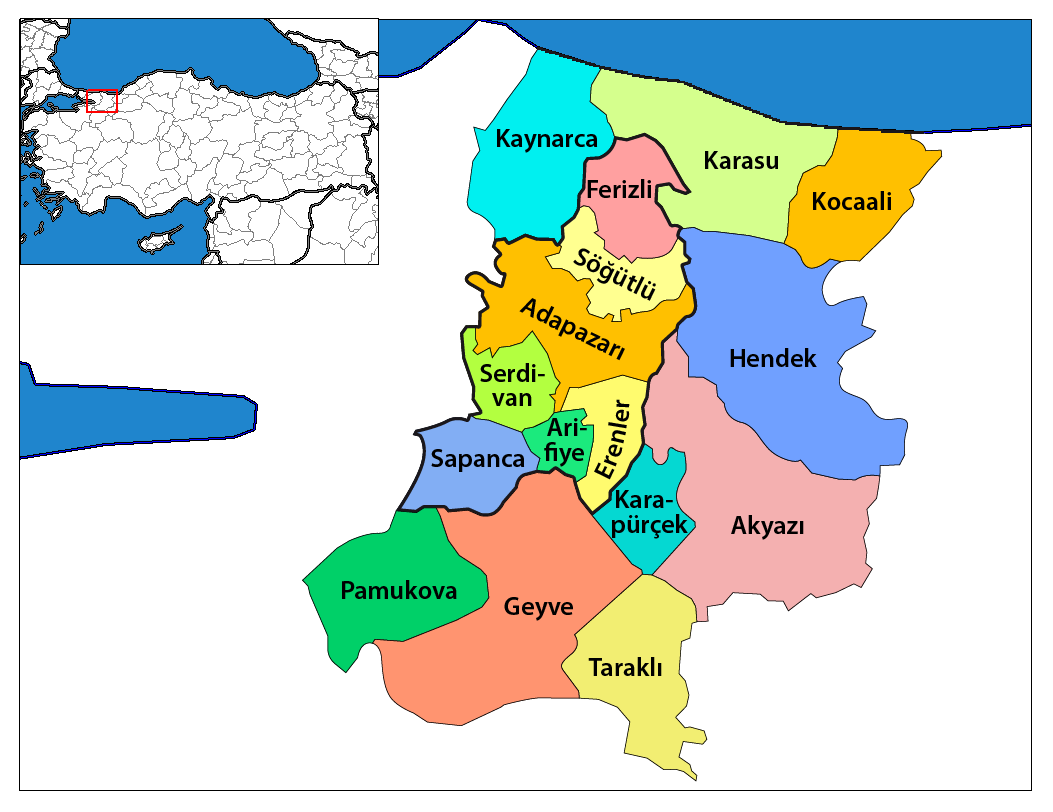
Distretti di Sakarya

- Distretto di Adapazarı
- Distretto di Akyazı
- Distretto di Arifiye
- Distretto di Erenler
- Distretto di Ferizli
- Distretto di Geyve
- Distretto di Hendek
- Distretto di Karapürçek
- Distretto di Karasu
- Distretto di Kaynarca
- Distretto di Kocaali
- Distretto di Pamukova
- Distretto di Sapanca
- Distretto di Serdivan
- Distretto di Söğütlü
- Distretto di Taraklı

## Provincia di Samsun

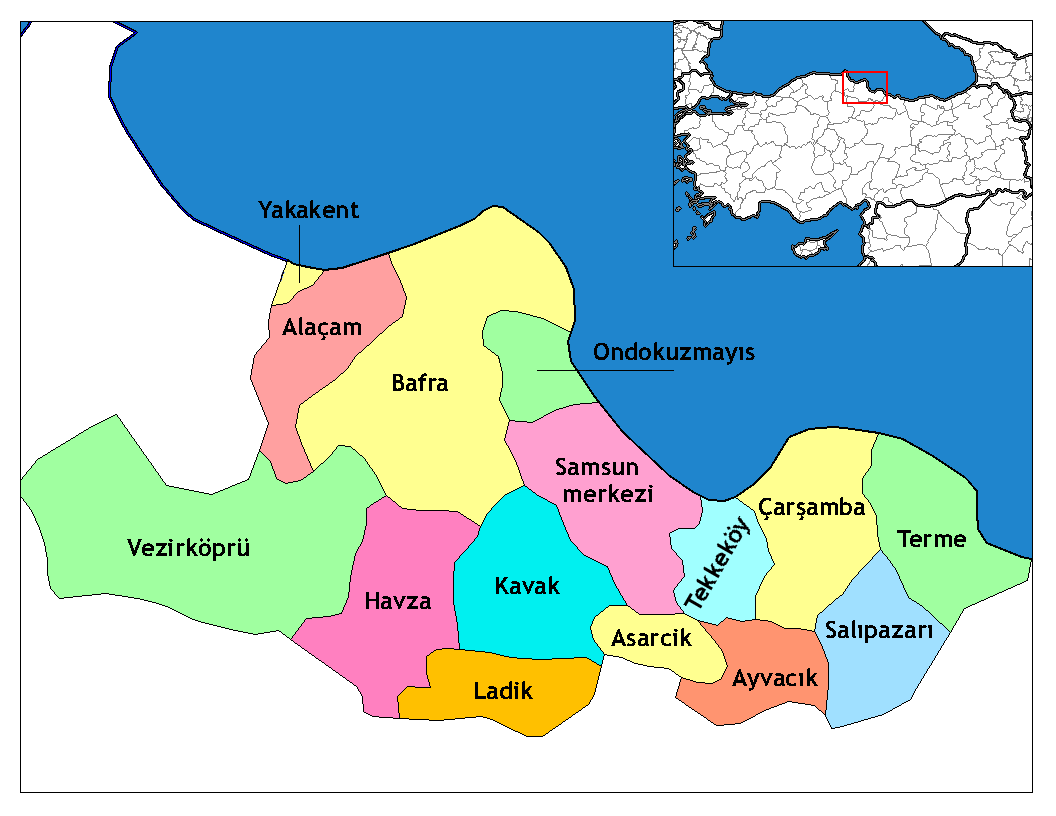
Distretti di Samsun

- Distretto di Alaçam
- Distretto di Asarcık
- Distretto di Atakum
- Distretto di Ayvacık
- Distretto di Bafra
- Distretto di Canik
- Distretto di Çarşamba
- Distretto di Havza
- Distretto di İlkadım
- Distretto di Kavak
- Distretto di Ladik
- Distretto di Ondokuzmayıs
- Distretto di Salıpazarı
- Distretto di Tekkeköy
- Distretto di Terme
- Distretto di Vezirköprü
- Distretto di Yakakent

## Provincia di Şanlıurfa

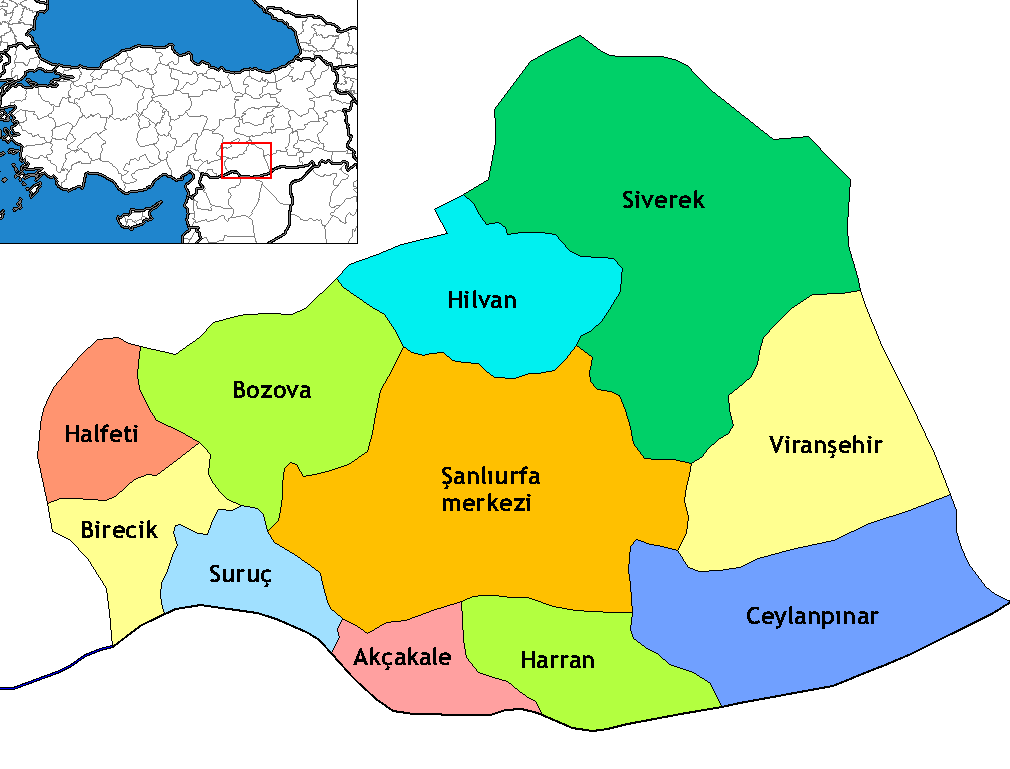
Distretti di Şanlıurfa

- Distretto di Akçakale
- Distretto di Birecik
- Distretto di Bozova
- Distretto di Ceylanpınar
- Distretto di Halfeti
- Distretto di Harran
- Distretto di Hilvan
- Distretto di Şanlıurfa
- Distretto di Siverek
- Distretto di Suruç
- Distretto di Viranşehir

## Provincia di Siirt

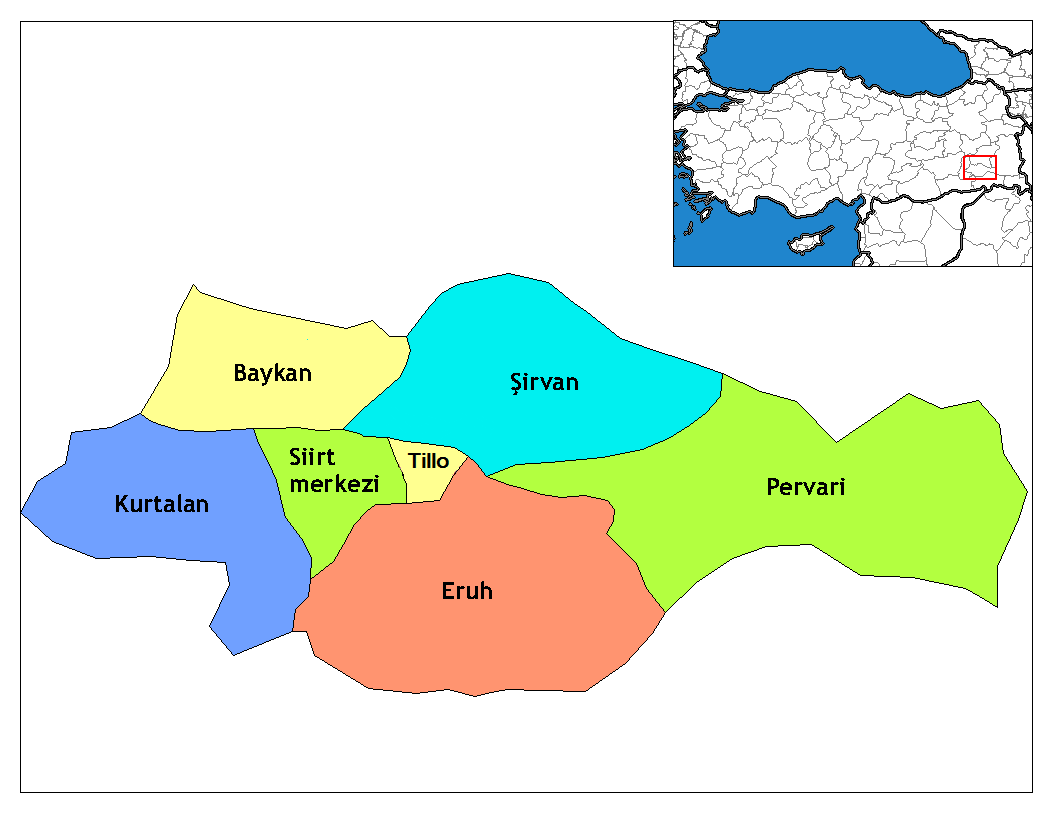
Distretti di Siirt

- Distretto di Aydınlar
- Distretto di Baykan
- Distretto di Eruh
- Distretto di Kurtalan
- Distretto di Pervari
- Distretto di Siirt
- Distretto di Şirvan

## Provincia di Sinope

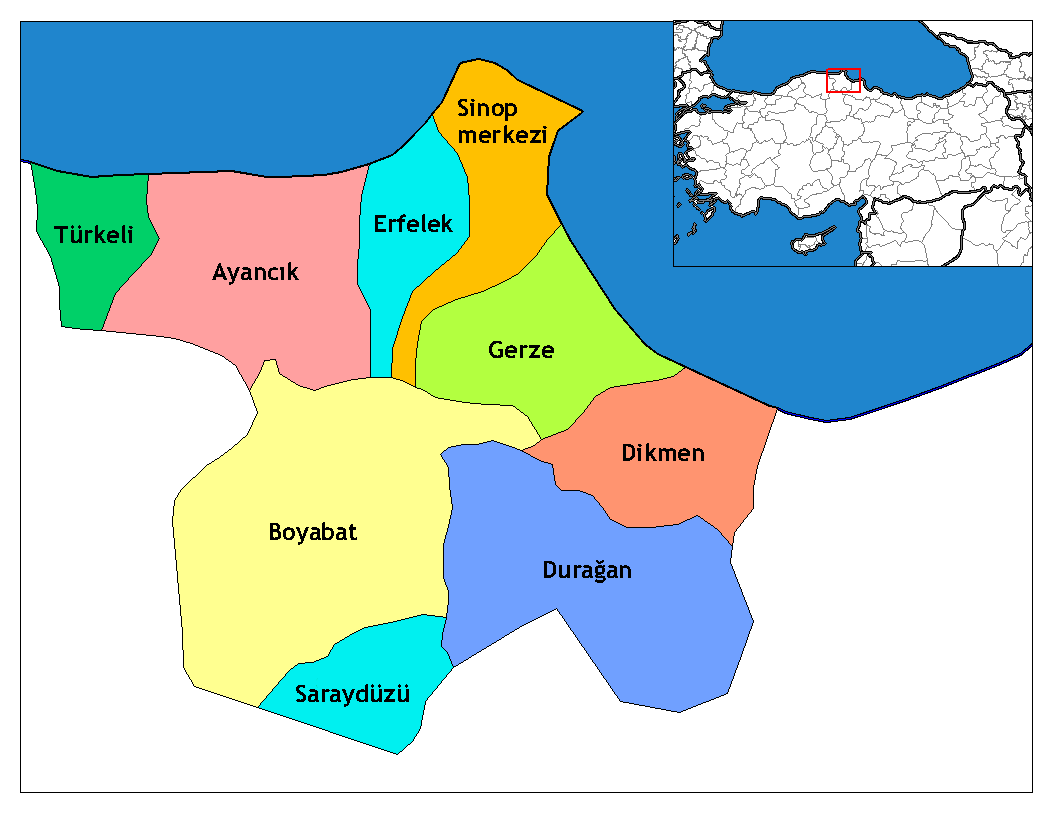
Distretti di Sinop

- Distretto di Ayancık
- Distretto di Boyabat
- Distretto di Dikmen
- Distretto di Durağan
- Distretto di Erfelek
- Distretto di Gerze
- Distretto di Saraydüzü
- Distretto di Sinope
- Distretto di Türkeli

## Provincia di Şırnak

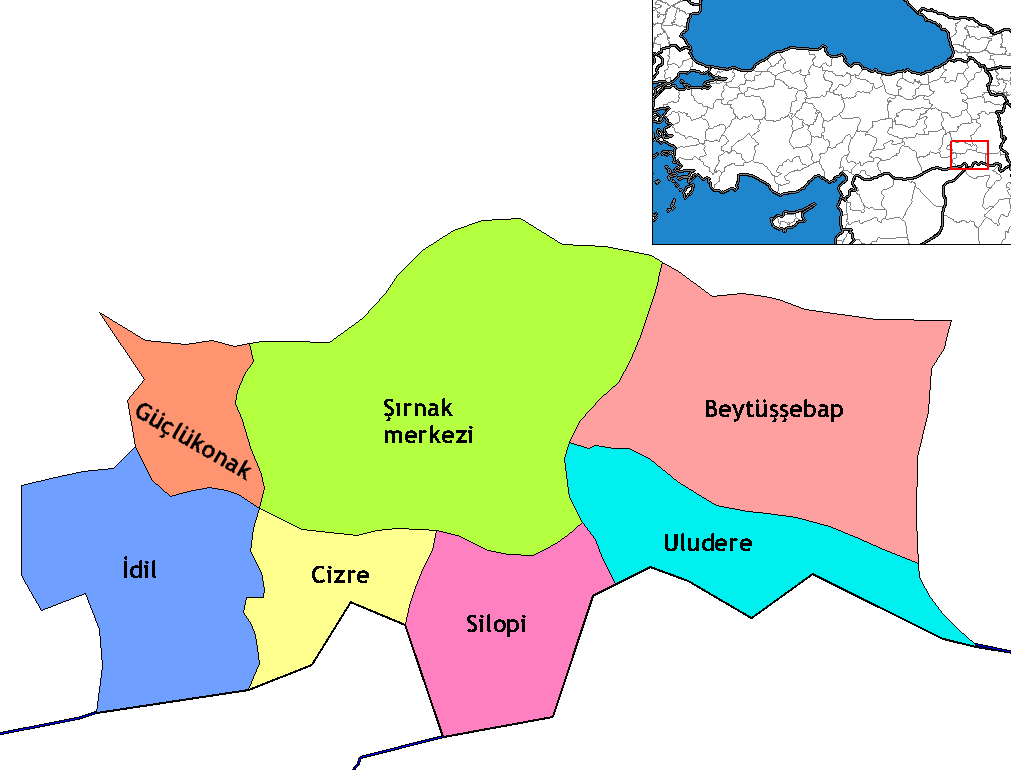
Distretti di Şırnak

- Distretto di Beytüşşebap
- Distretto di Cizre
- Distretto di Güçlükonak
- Distretto di İdil
- Distretto di Silopi
- Distretto di Şırnak
- Distretto di Uludere

## Provincia di Sivas

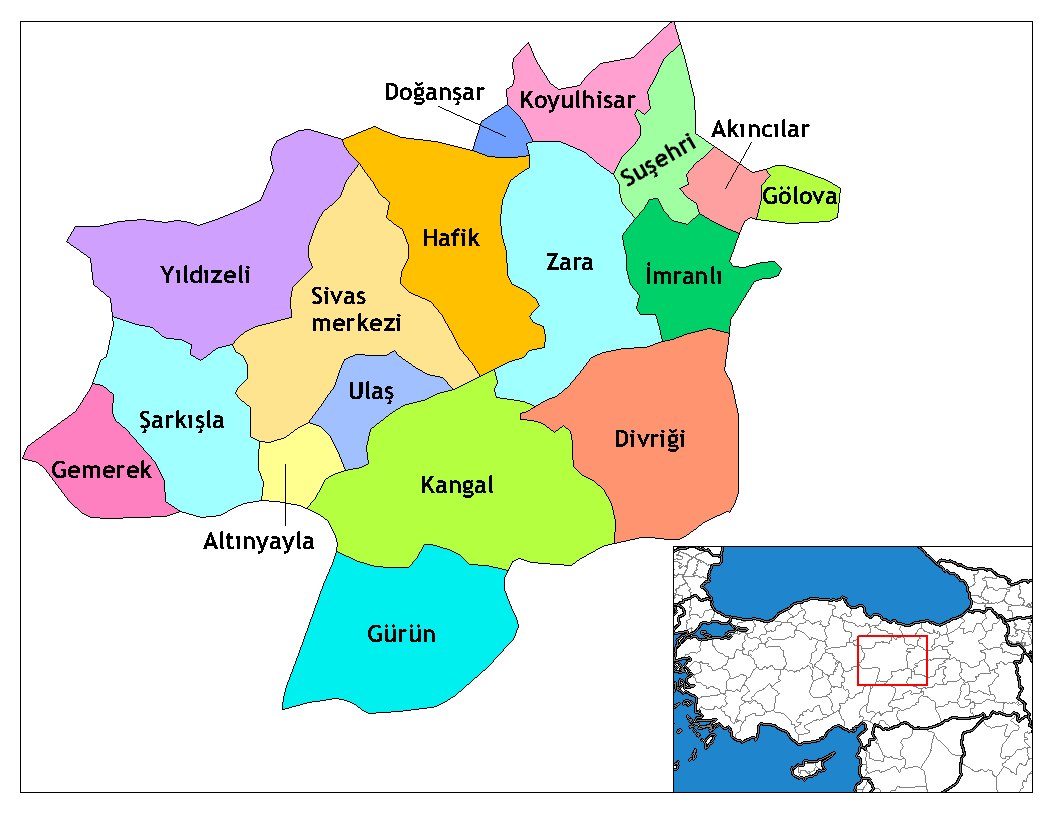
Distretti di Sivas

- Distretto di Akıncılar
- Distretto di Altınyayla
- Distretto di Divriği
- Distretto di Doğanşar
- Distretto di Gemerek
- Distretto di Gölova
- Distretto di Gürün
- Distretto di Hafik
- Distretto di İmranlı
- Distretto di Kangal
- Distretto di Koyulhisar
- Distretto di Şarkışla
- Distretto di Sivas
- Distretto di Suşehri
- Distretto di Ulaş
- Distretto di Yıldızeli
- Distretto di Zara

## Provincia di Smirne

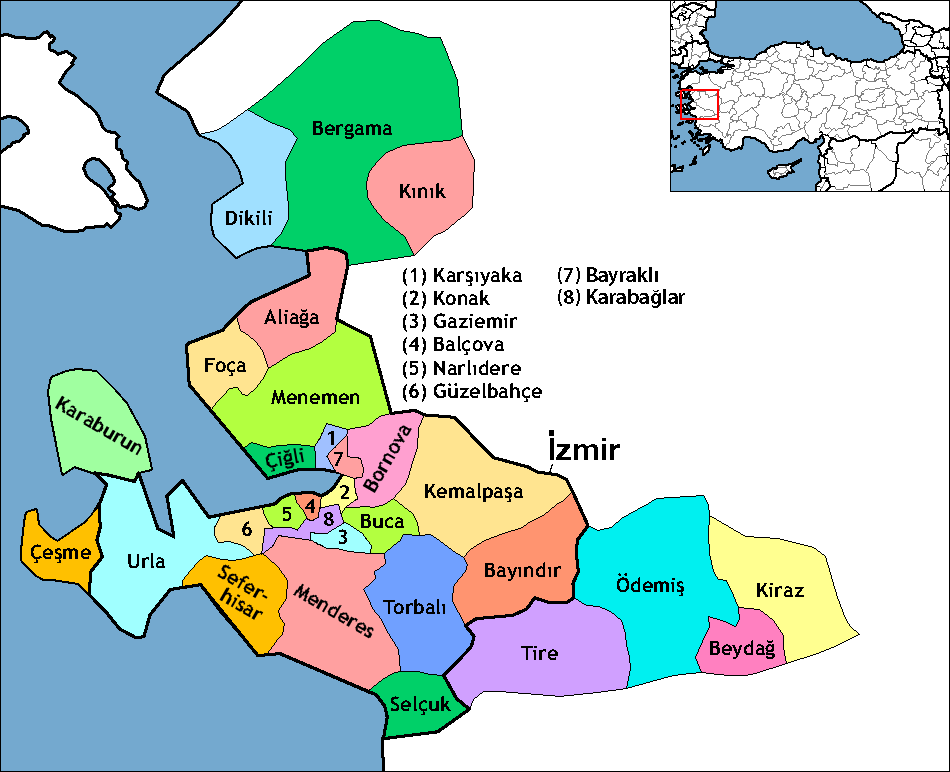
Distretti di Smirne

- Distretto di Aliağa
- Distretto di Balçova
- Distretto di Bayındır
- Distretto di Bergama
- Distretto di Beydağ
- Distretto di Bornova
- Distretto di Buca
- Distretto di Çeşme
- Distretto di Çiğli
- Distretto di Dikili
- Distretto di Foça
- Distretto di Gaziemir
- Distretto di Güzelbahçe
- Distretto di Karaburun

- Distretto di Karşıyaka
- Distretto di Kemalpaşa
- Distretto di Kınık
- Distretto di Kiraz
- Distretto di Konak
- Distretto di Menderes
- Distretto di Menemen
- Distretto di Narlidere
- Distretto di Ödemiş
- Distretto di Seferihisar
- Distretto di Selçuk
- Distretto di Tire
- Distretto di Torbalı
- Distretto di Urla

## Provincia di Tekirdağ

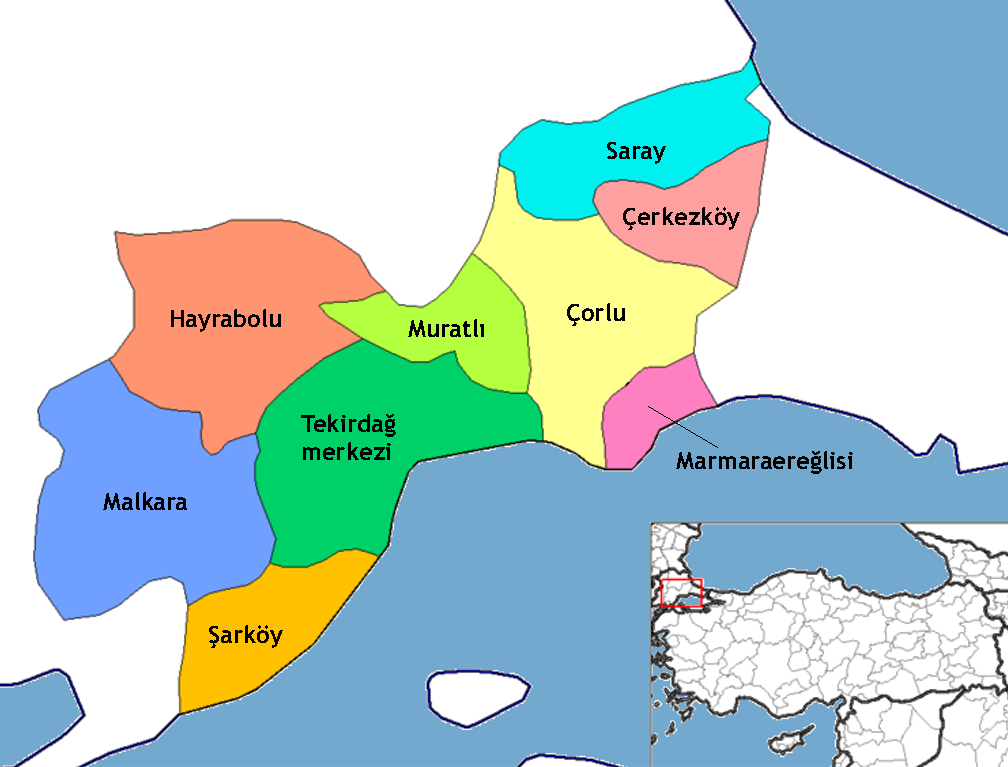
Distretti di Tekirdağ

- Distretto di Çerkezköy
- Distretto di Çorlu
- Distretto di Hayrabolu
- Distretto di Malkara
- Distretto di Marmaraereğlisi
- Distretto di Muratlı
- Distretto di Saray
- Distretto di Şarköy
- Distretto di Tekirdağ

## Provincia di Tokat

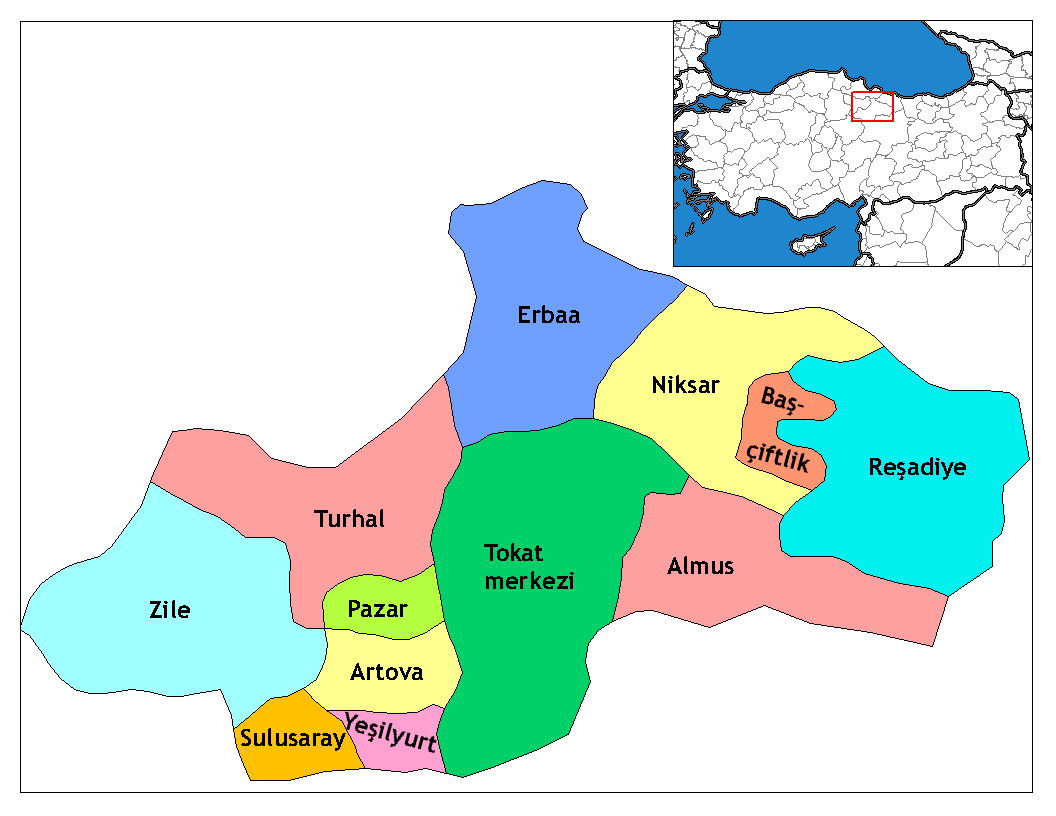
Distretti di Tokat

- Distretto di Almus
- Distretto di Artova
- Distretto di Başçiftlik
- Distretto di Erbaa
- Distretto di Niksar
- Distretto di Pazar
- Distretto di Reşadiye
- Distretto di Sulusaray
- Distretto di Tokat
- Distretto di Turhal
- Distretto di Yeşilyurt
- Distretto di Zile

## Provincia di Trebisonda

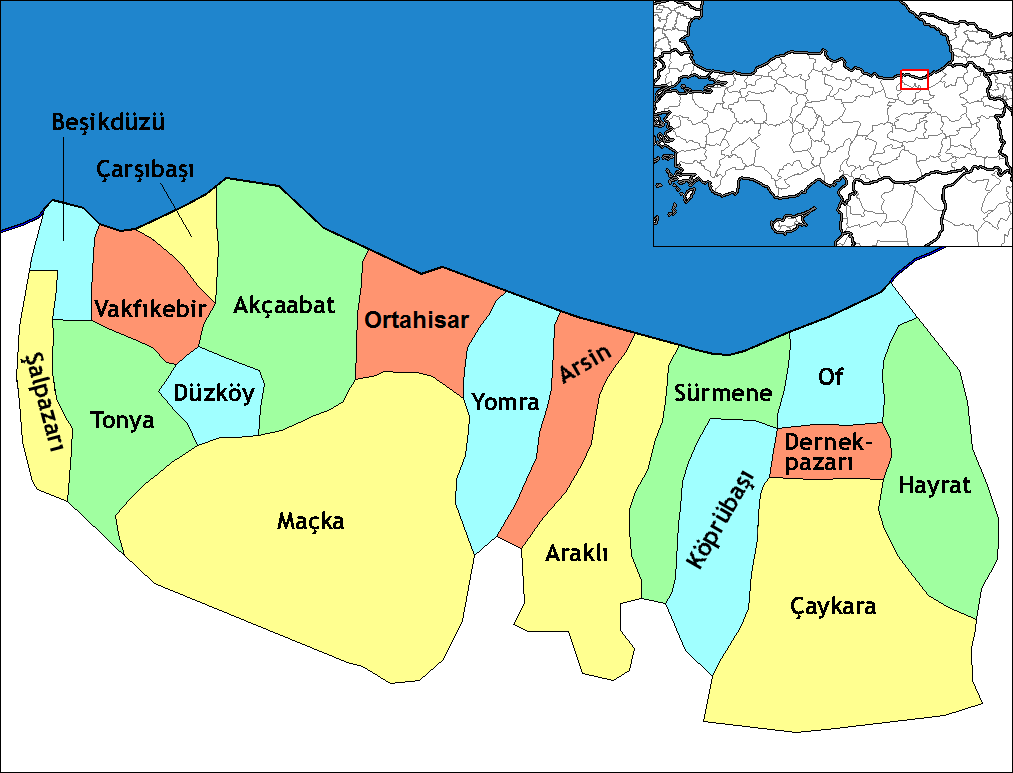
Distretti di Trebisonda

- Distretto di Akçaabat
- Distretto di Araklı
- Distretto di Arsin
- Distretto di Beşikdüzü
- Distretto di Çarşıbaşı
- Distretto di Çaykara
- Distretto di Dernekpazarı
- Distretto di Düzköy
- Distretto di Hayrat
- Distretto di Köprübaşı
- Distretto di Maçka
- Distretto di Of
- Distretto di Şalpazarı
- Distretto di Sürmene
- Distretto di Tonya
- Distretto di Ortahisar
- Distretto di Vakfıkebir
- Distretto di Yomra

## Provincia di Tunceli

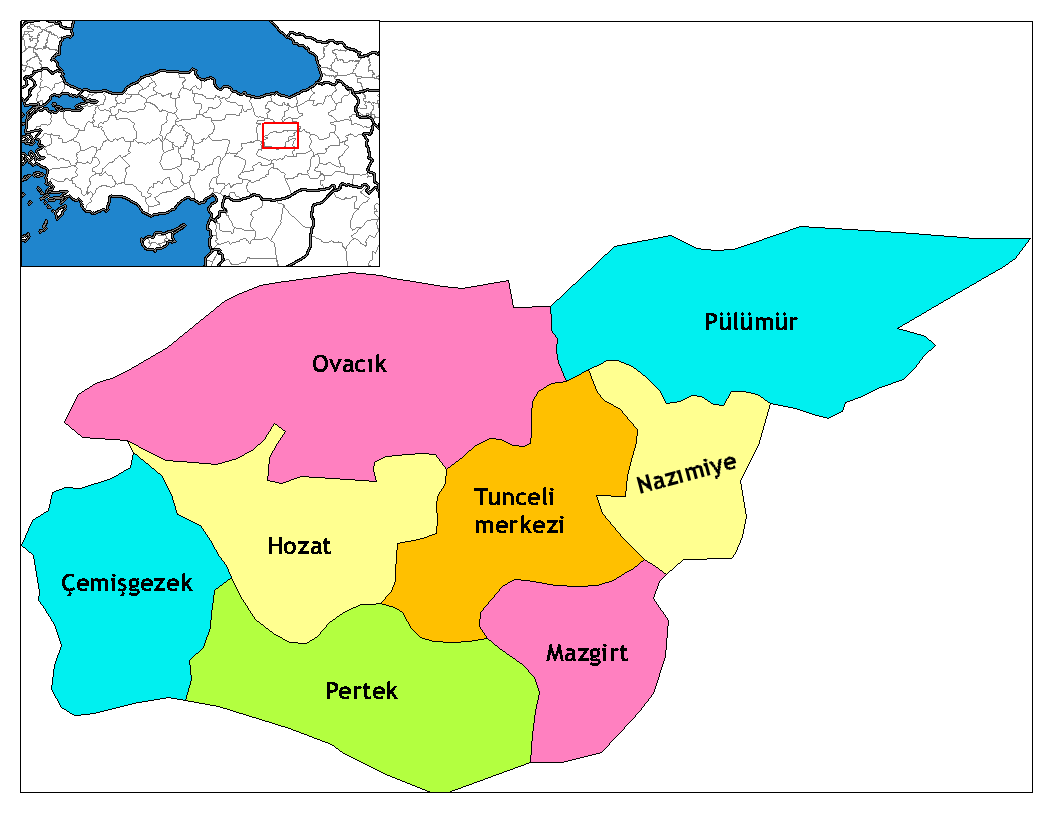
Distretti di Tunceli

- Distretto di Çemişgezek
- Distretto di Hozat
- Distretto di Mazgirt
- Distretto di Nazimiye
- Distretto di Ovacık
- Distretto di Pertek
- Distretto di Pülümür
- Distretto di Tunceli

## Provincia di Uşak

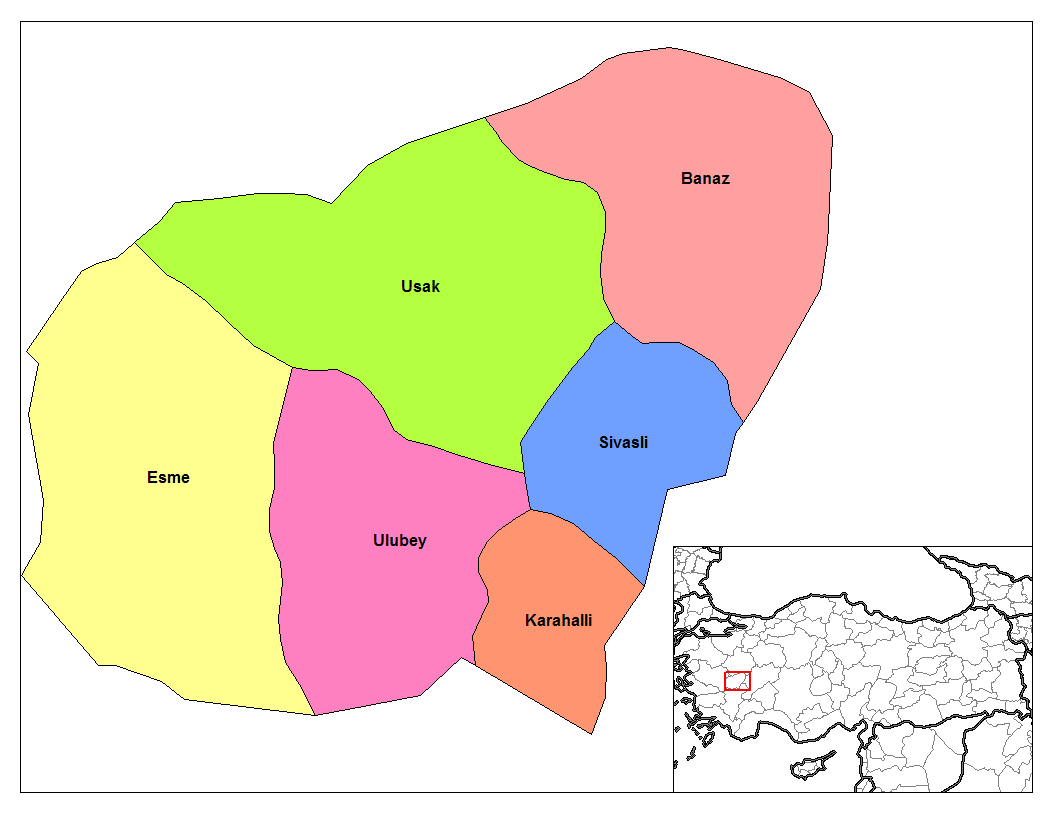
Distretti di Uşak

- Distretto di Banaz
- Distretto di Eşme
- Distretto di Karahallı
- Distretto di Sivaslı
- Distretto di Ulubey
- Distretto di Uşak

## Provincia di Van

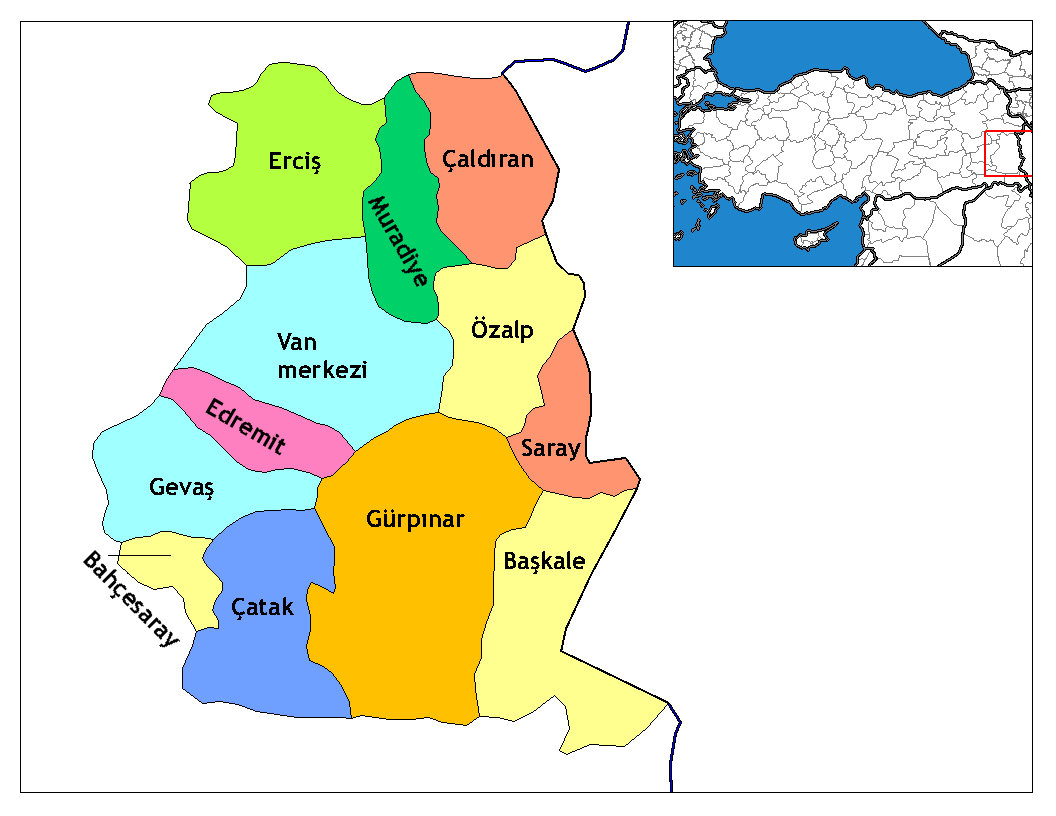
Distretti di Van

- Distretto di Bahçesaray
- Distretto di Başkale
- Distretto di Çaldıran
- Distretto di Çatak
- Distretto di Edremit
- Distretto di Erciş
- Distretto di Gevaş
- Distretto di Gürpınar
- Distretto di Muradiye
- Distretto di Özalp
- Distretto di Saray
- Distretto di Van

## Provincia di Yalova

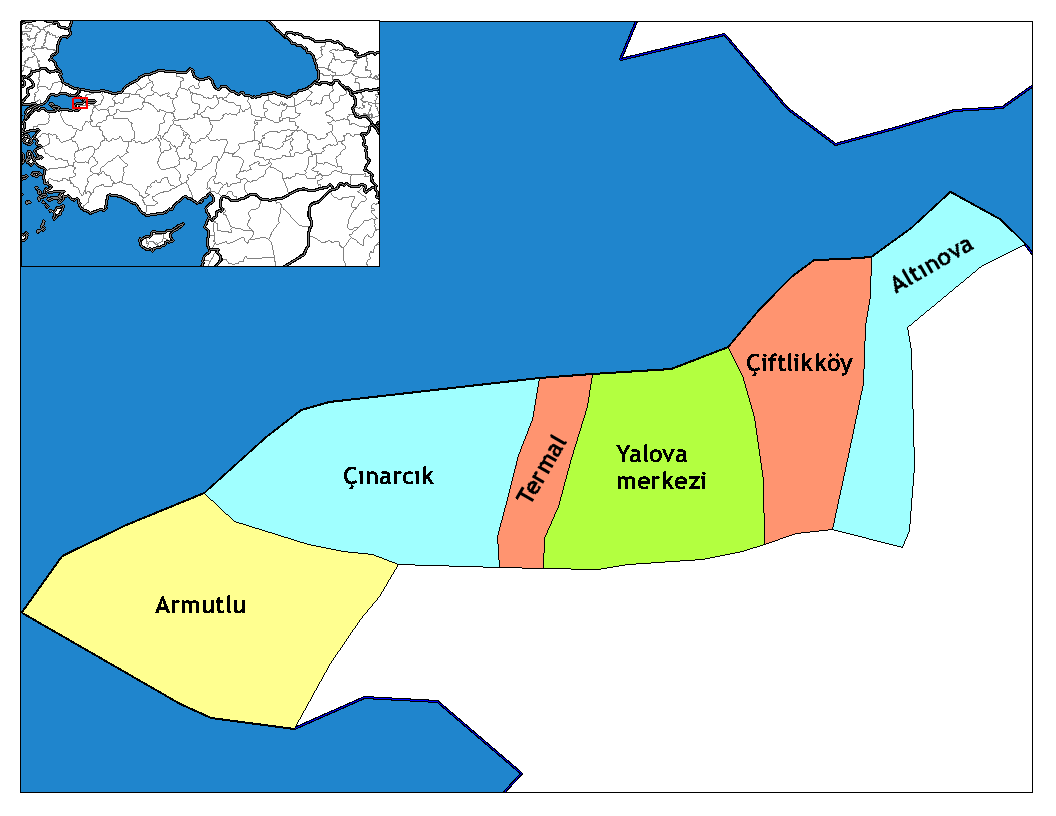
Distretti di Yalova

- Distretto di Altınova
- Distretto di Armutlu
- Distretto di Çiftlikköy
- Distretto di Çınarcık
- Distretto di Termal
- Distretto di Yalova

## Provincia di Yozgat

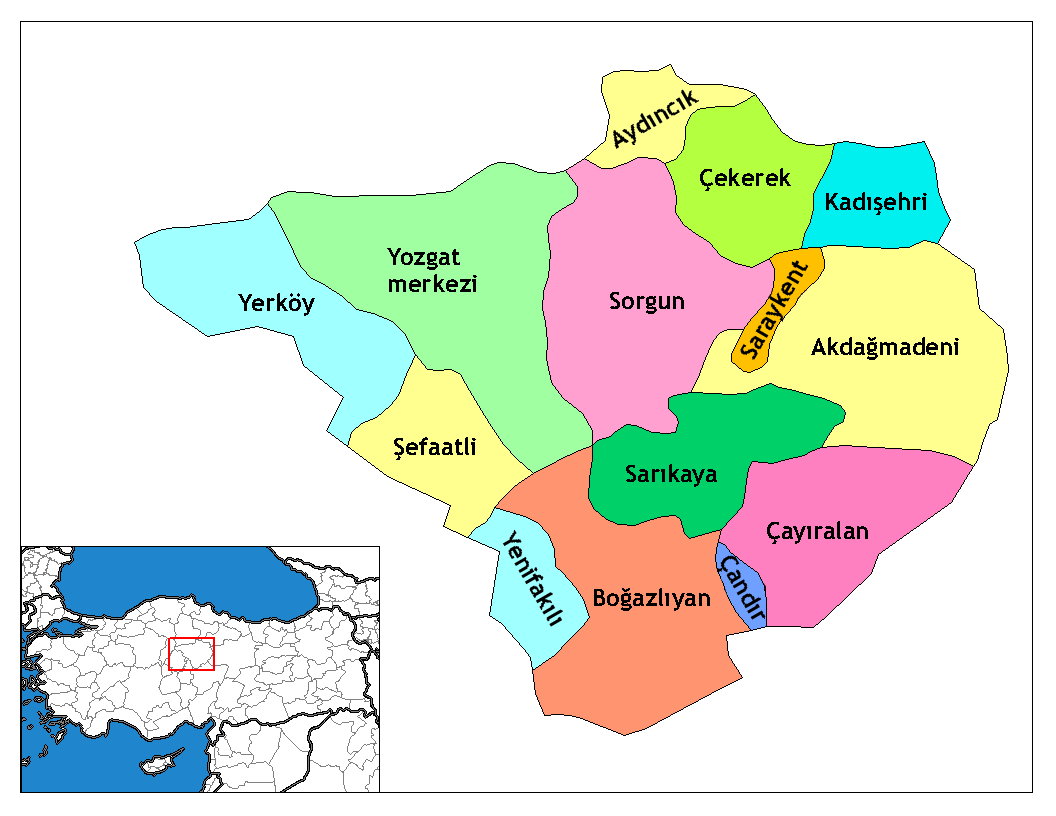
Distretti di Yozgat

- Distretto di Akdağmadeni
- Distretto di Aydıncık
- Distretto di Boğazlıyan
- Distretto di Çandır
- Distretto di Çayıralan
- Distretto di Çekerek
- Distretto di Kadışehri
- Distretto di Saraykent
- Distretto di Sarıkaya
- Distretto di Şefaatli
- Distretto di Sorgun
- Distretto di Yenifakılı
- Distretto di Yerköy
- Distretto di Yozgat

## Provincia di Zonguldak

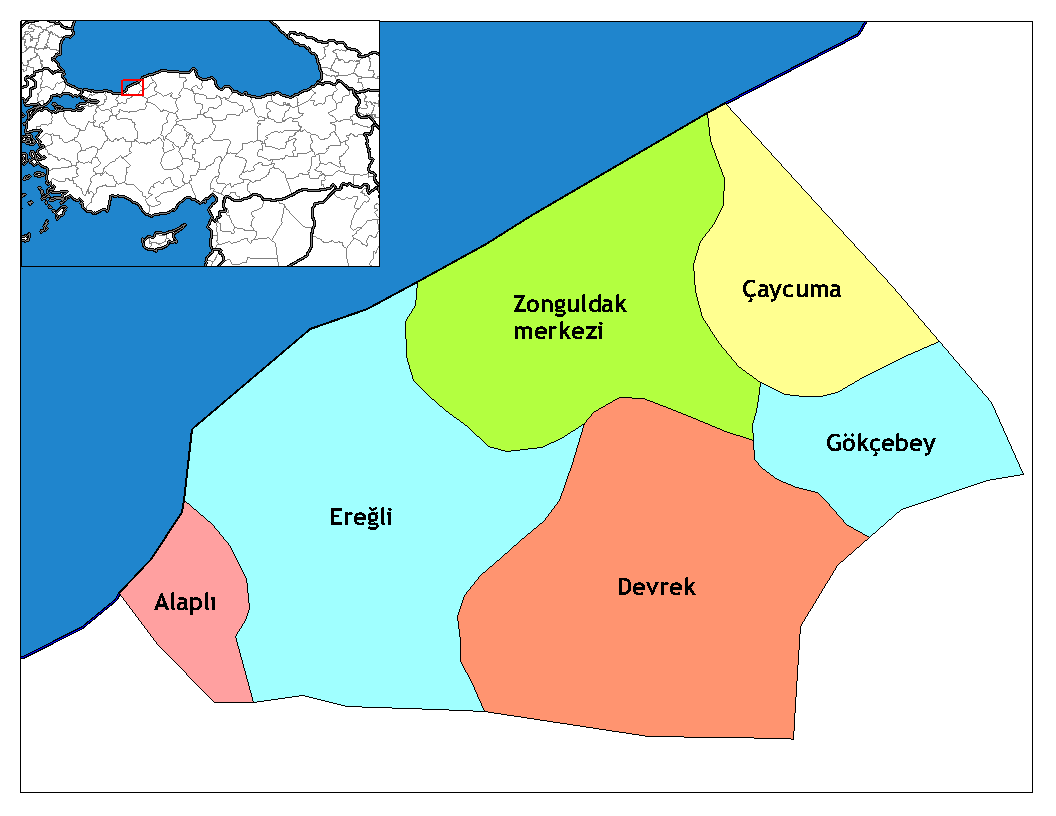
Distretti di Zonguldak

- Distretto di Alaplı
- Distretto di Çaycuma
- Distretto di Devrek
- Distretto di Ereğli
- Distretto di Gökçebey
- Distretto di Zonguldak